# F-104 (航空機)
F-104 スターファイター
アメリカ空軍のF-104G（機体番号: 63-13269）
- 用途：戦闘機
- 分類：戦術戦闘機、戦闘爆撃機、要撃機
- 設計者：スカンクワークス（クラレンス・ケリー・ジョンソン）
- 製造者： ロッキード
以下はライセンス生産

  -  カナディア（CF-104/F-104G）
  -  メッサーシュミット/MBB（F-104G）
  -  フィアット/アエリタリア（F-104G/RF-104G/F-104S）
  -  フォッカー（F-104G/RF-104G）
  -  SABCA（F-104G）
  -  三菱重工業（F-104J）
- 運用者

  -  アメリカ合衆国（アメリカ空軍）
  -  日本（航空自衛隊）
  -  台湾（台湾空軍）
  -  ドイツ（西ドイツ空軍・西ドイツ海軍）
  -  ヨルダン（ヨルダン空軍）
  -  パキスタン（パキスタン空軍）
  -  トルコ（トルコ空軍）他
- 初飛行：1954年
- 生産数：2,578機
- 運用開始：1958年
- 退役：2004年（イタリア）
- 運用状況：退役
- ユニットコスト：142万USドル（F-104G）[1]
- サブタイプ：

  -  CF-104（英語版、フランス語版）
  -  F-104S（英語版、イタリア語版）
- 派生型：

  - U-2 ドラゴンレディ
  - CL-1200 ランサー

F-104 は、ロッキードが開発した超音速ジェット戦闘機。愛称はスターファイター （Starfighter）。
アメリカ初のマッハ2級の超音速戦闘機で、アメリカ空軍の超音速戦闘機群「センチュリーシリーズ」の一員に数えられる。

## 概要
F-100 スーパーセイバーに始まるセンチュリーシリーズの一員とされ、また、第2世代ジェット戦闘機に分類される、アメリカ合衆国初のマッハ2級のジェット戦闘機。初飛行は1954年2月。
細い胴体に短い矩形の主翼を持つ小型軽量の機体にゼネラル・エレクトリック社の強力なJ79型エンジンを一基搭載している。その卓越した高速性と形態はミサイル（当然無人である）を彷彿させ、日本においては「最後の有人戦闘機」とも称された。
アメリカ空軍では短い期間の運用に終わったが、冷戦下において日本やイタリア、中華民国（台湾）や西ドイツなどアメリカの同盟国や友好国を中心に、世界15ヵ国で供与・運用された。1960年代に勃発したベトナム戦争のほか、第二、第三次印パ戦争等の実戦に投入された。
高度な操縦・整備技術を要し、高価であった事もあり、南ベトナムや韓国、フィリピン、南アメリカ諸国をはじめとする発展途上国への供与はF-5A/Bへ譲られたが、ライセンス生産を含め2,578機が生産された。初飛行後から半世紀を経た2004年、イタリア空軍に所属したF-104S退役を最後に全機退役となった。

## 開発の経緯

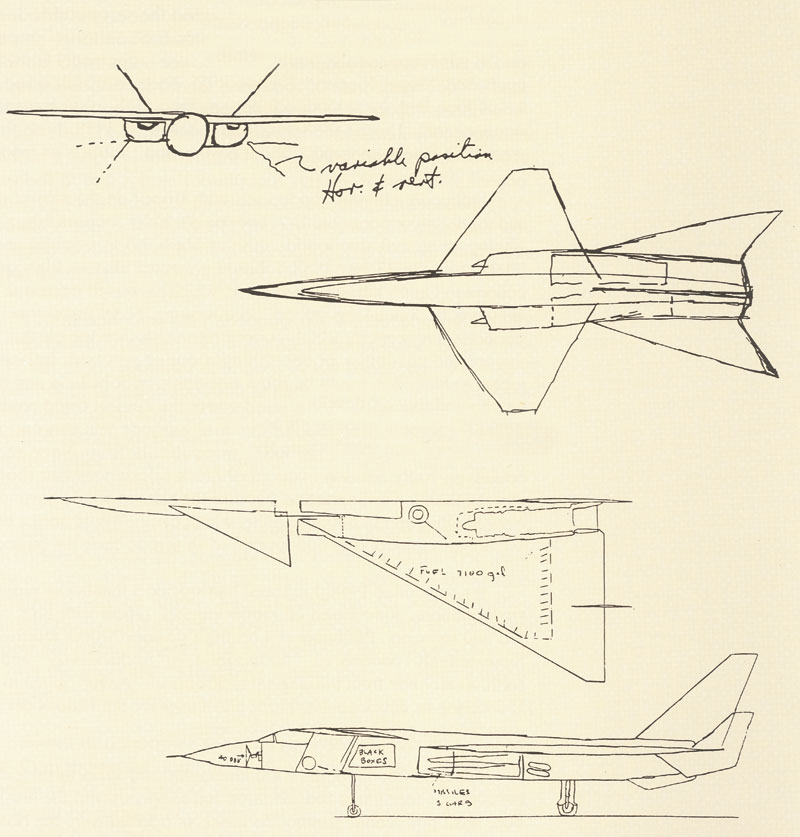
ジョンソンが描いたスケッチ

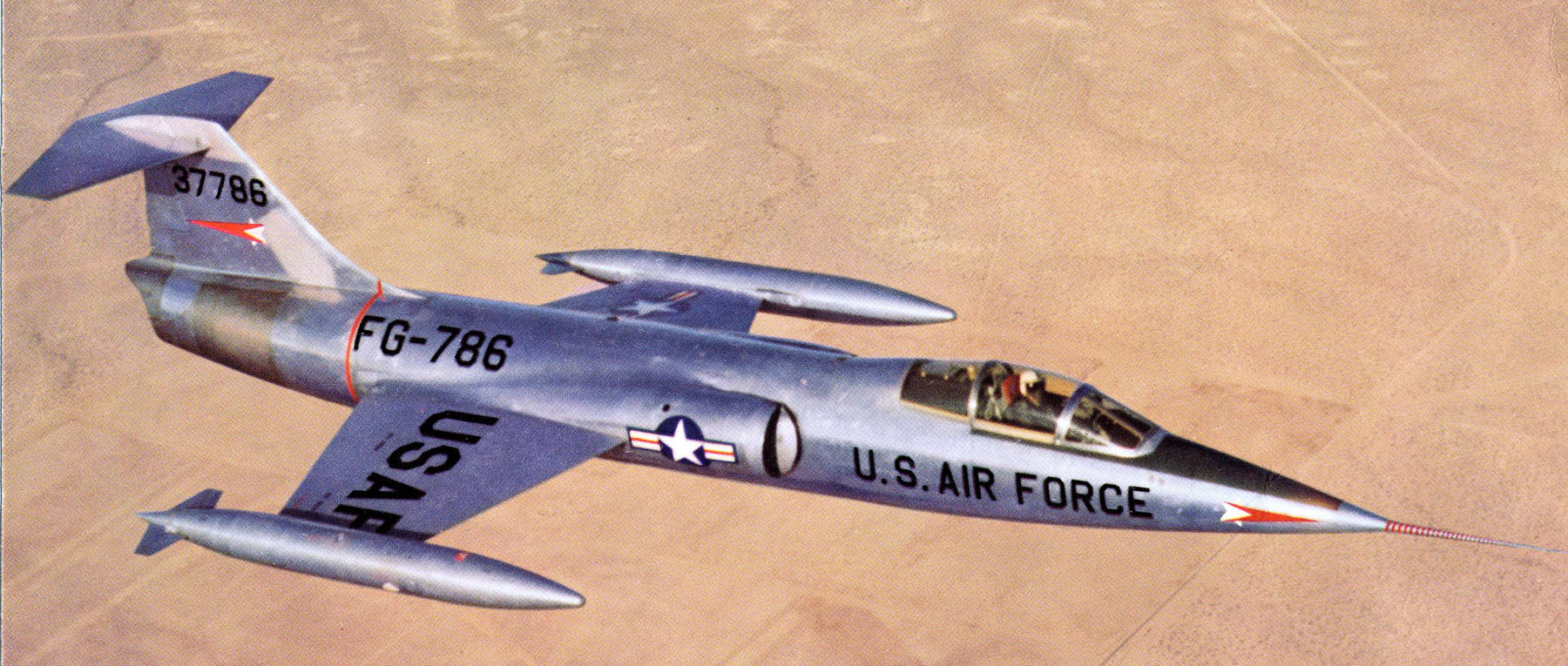
試作機であるXF-104
J79よりエンジン径が小さいJ65-B-3を搭載させた事で、胴体が細く全長も短い
また、量産機にあるショックコーンもない

ロッキードの設計者であったクラレンス（ケリー）・ジョンソンは、実戦を経験した戦闘機パイロットによる戦闘機への要望の調査の為に、朝鮮戦争最中の1951年12月に韓国を訪問した。当時、アメリカ空軍のF-86パイロットの前にMiG-15戦闘機がソ連の援助により投入された時期にあたる。
その結果、ジョンソンは複雑な構造を持つ大型の機体ではなく、MiG-15の様に必要最小限な装備を搭載し軽量化された機体が必要とされていると結論付けた。
アメリカに帰国後、ジョンソンは早速航空機のデザイン作成に取り掛かった。1952年3月にジョンソン率いる開発チームは、数種類の航空機スケッチを描いた。デザインを重ねるごとに機体スタイルは洗練され、重量が50,000lb（23t）の大型のものから、8,000lb（3.6t）という小型機のデザインに変わっていった。
同時期、アメリカ空軍もMiG-15 との戦訓から、出来る限り軽量な機体に強力なジェットエンジンを搭載し機動力と高速性を高めた戦闘機を欲していた。そして、迎撃戦闘機の開発要求を1952年5月に国内のメーカーに提示し、ジョンソン率いる設計チームスカンクワークスは小型軽量機の開発計画案を1952年11月にアメリカ空軍に提出した。ロッキード社の案にアメリカ空軍は大変興味を示し、他社の開発案との比較の結果、ロッキード社が1953年3月12日に開発の契約を結び、2機の原型機発注が行われた。
当初、開発中のJ79型エンジンの搭載を予定していたが、試作機作成に間に合わなかったため、J65-B-3型エンジンを搭載することとなった。試作1号機であるXF-104（53-7786）の製造は、ロッキード社カリフォルニア工場で1953年から開始された。1954年に機体が完成し、3月4日に初飛行を行った。試作2号機（53-7787）の製造は、1953年秋に始まっている。
1954年3月30日にはエンジンをYJ79-GE-3に換装し、強化したYF-104が17機発注されている。なお、YF-104は1955年4月27日にマッハ2を記録している。

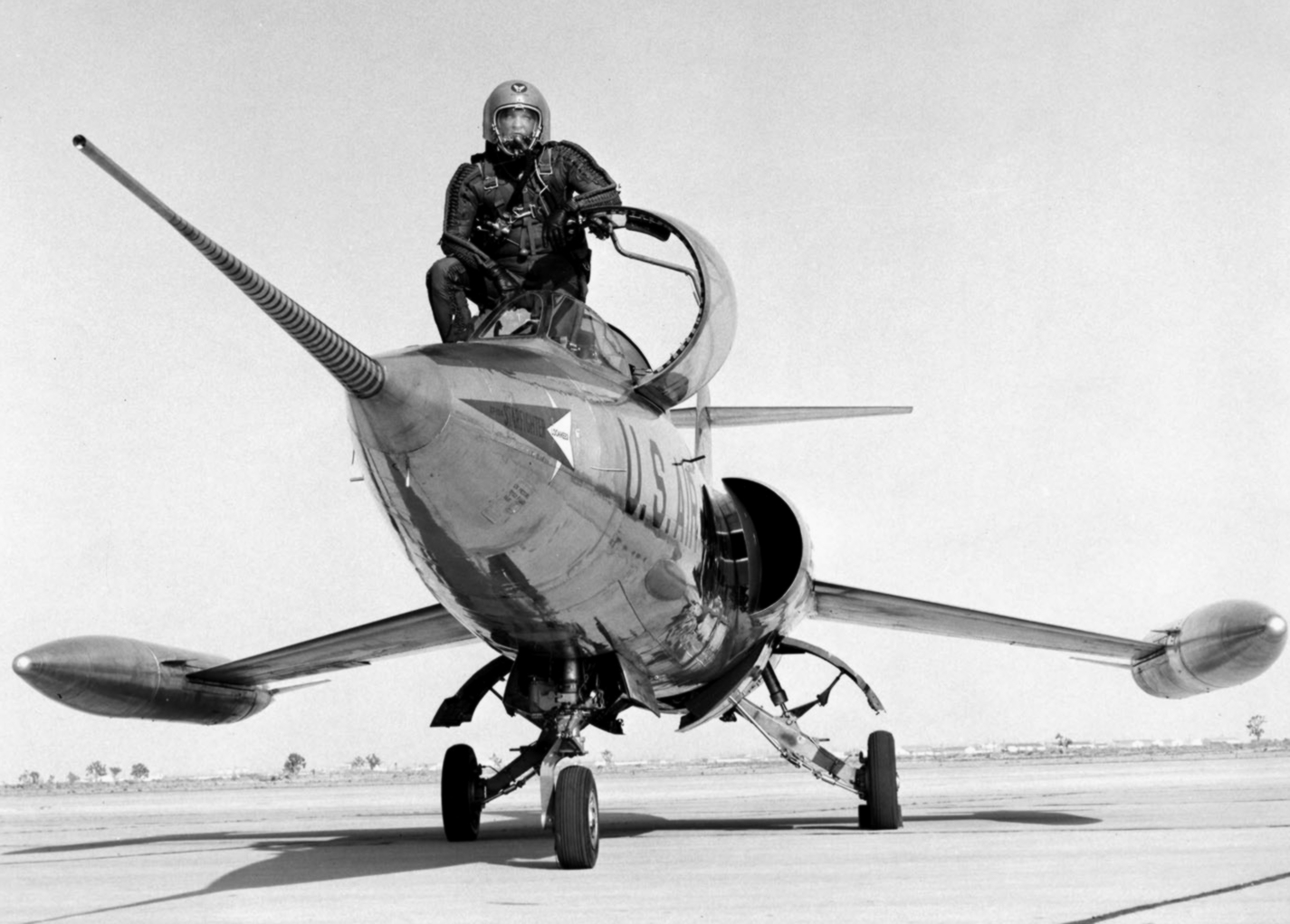
XF-104とパイロット
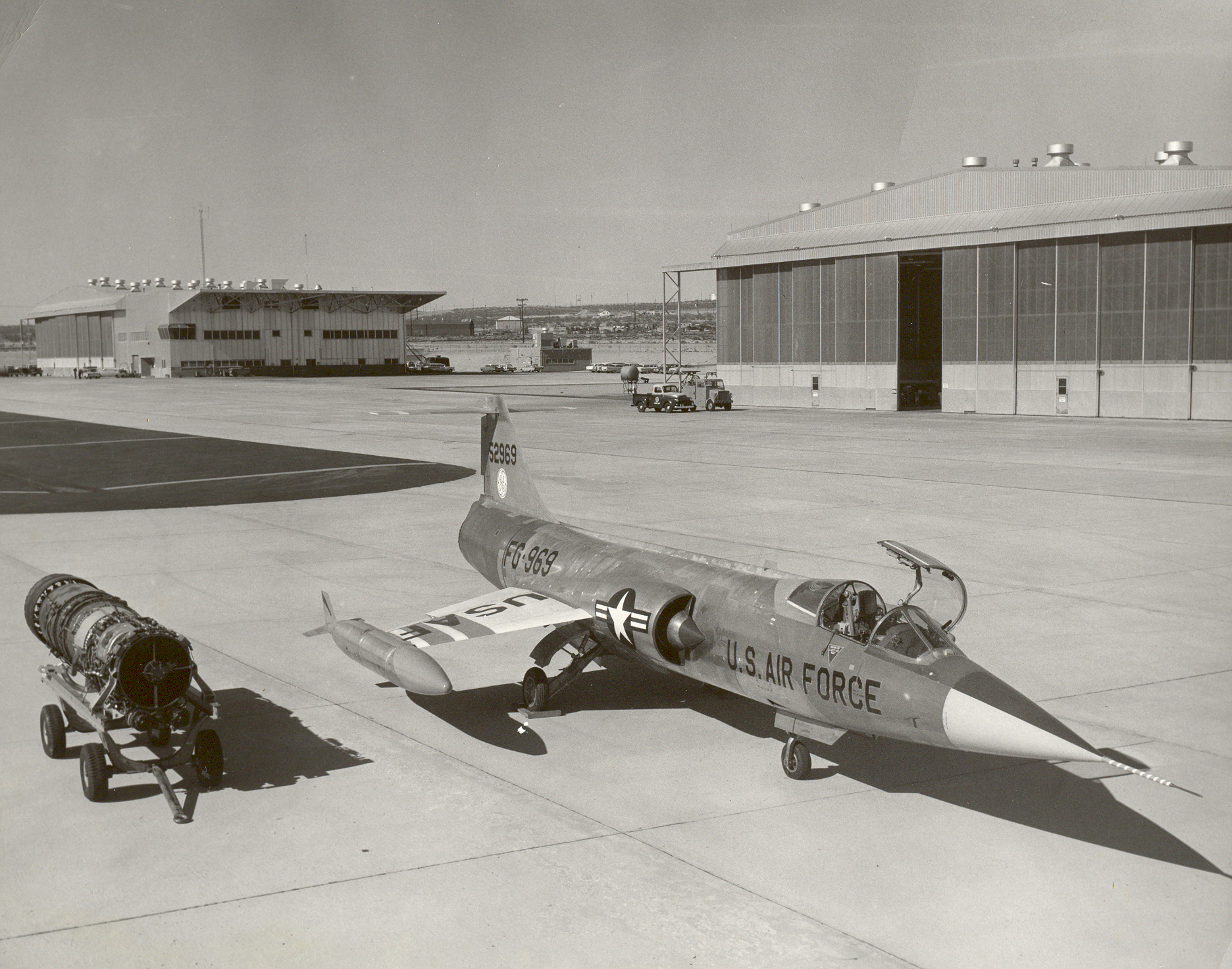
YF-104とJ79型エンジン

## 特徴

### 基本構造
機体は高い縦横比、つまり、細長く、尖った機首に向かって先細りになる胴体内にレーダー、コックピット、機関砲、燃料、着陸装置、およびエンジンが余積なく搭載され、前面投影面積は小さく纏められた。小面積の主翼と相まって、誘導抵抗が非常に高くなる高迎角時を除いて、抗力を非常に低く抑えたものとして、充分な加速力、上昇力と潜在的最高速度を発揮することとなった。
その反面、翼面荷重が大きいことから持続旋回性能は不十分なものであり、F-104A/Bに対してM1.8/550ノットまではフラップの使用を可能にする変更により操作性を改善したものの、制御入力には敏感であった。フライ・バイ・ワイヤシステムのなかった時代であったこともあって、操縦は困難なものとなっていた。
単座型の他、何種かの複座練習機型が生産された。それらは一般に単座機と同様の内容ながら、追加コックピットのために、機関砲と内部燃料の一部を取り外すことになった。前脚格納部は位置を変えられ、収納方向が後方に変更された。複座型は垂直尾翼面積の僅かな拡大と機体重量に係わらず、サイドワインダーを使用した戦闘においては初期の単座機と同等の性能を発揮した。
キャノピーは横開きであるが、ヒンジが左側にあるため機体右側から乗り降りする。

### 主翼・尾翼
F-104は先進的な翼設計をその特徴としている。参考としたのは、X-3だった。X-3による実験等の結果、超音速飛行のために最も効率的な形としたのは、当時から現代までのジェット戦闘機の主流である後退翼やデルタ翼 ではなく、非常に小さい中翼配置とした台形の直線翼 と結論付けていた。この結果を踏まえ、F-104のために新たに設計された翼は、翼厚比3.36%、アスペクト比2.45の非常に薄いものとなった。さらに翼の前縁を0.41mmと非常に薄くしたために、地上作業時には作業員の安全のために保護材を填めなくてはならなかった。燃料タンクと着陸装置は胴体に収容する他なくなり、さらには補助翼を操作する油圧シリンダーを厚さ25mmに抑える必要を生じた。
高翼面荷重の小さな翼は非常に高い着陸速度となり、前後両縁にフラップを装備したのみならず、安全な着陸のために保守負担増を甘受しながらもエンジン抽気を後縁フラップから吹き出し揚力を高める境界層制御システム（BLCS）を組み込まざるを得なかった。それでもなお、可能な限り小型に設計した主翼は揚力を発生しにくい形状であったこともあって低速での揚力が不足したため、90ノット（170km/h）以下での飛行ができないとされた。
全遊動式水平尾翼はイナーシャカップリング減少のために、垂直尾翼の上に取り付けられた（T字尾翼）。空力的効果のために垂直尾翼は主翼の長さより僅かに短くされたに過ぎず、その結果としてダッチロールを起こす可能性があったため、主翼に10°の下反角を与えることとなった。
T字尾翼を採用した結果、迎え角を高く取ると水平尾翼が主翼の後流に巻き込まれることで効果を失い、急激なピッチアップを伴う回復困難な失速（ディープストール）を引き起こす空力学的リスクを抱え込んだ。F-104はこれに対して、一定以上の迎え角で操縦桿を振動させてパイロットに警告するスティックシェイカーと、強制的に操縦桿を前方に倒すことで迎え角を下げるスティックプッシャーを装備させることで、「機体がディープストールを起こさない程度に、迎え角を制限」するという、間に合わせ的な方法で解決した。
この迎え角制限と主翼の翼面荷重の高さが相まって、F-104は元来の開発目的である制空戦闘機としてはドッグファイトに必要な運動性・機動性に欠ける機体となってしまったが、F-104開発当時のアメリカ空軍では要撃機と戦闘爆撃機を重視し、制空戦闘機を軽視していたため問題とはされなかった。
この他にも、YF-104Aのテストにおいては迎え角を高く取るとヨー方向の安定性も不足することが判明したため、後部胴体下面にベントラルフィンを追加した。ベントラルフィンはその後の型でもそのまま維持され、イタリア製のF-104Sでは本来のベントラルフィンの左右に小型のフィンを追加している。
このように先鋭的な設計のために操縦性に難点の多い機体であったが、前面投影面積が小さいため敵機のレーダに発見されにくく、抗力が小さいことによる加速力を活かしたズーム上昇力に優れる等の特質もあった。

### エンジン
F-104は胴体左右に、固定式のショックコーンを備え超音速飛行に最適化された取り入れ口を持ち、ゼネラル・エレクトリック社J79ターボジェットを搭載した。このエンジンを搭載したF-104は、最高速度マッハ2.2に達するに至っているが、これはアルミニウム機体構造やエンジン流入温度制限によるものであり、推力は最高速度域でもまだ余裕を残していた。F-104A搭載のJ79-GE-3A型エンジンは、アフターバーナー時の推力が6,715kgという当時としては群を抜く推力を発揮し、後期のモデルは推力と燃料消費量ともに改善された改良型を搭載した。特に耐熱限界を向上させたJ79-GE-19を搭載したイタリア空軍のF-104Sは、最高速度マッハ2.4を発揮するまでに至った。

### 射出座席
初期の機体は上方射出座席と尾翼との衝突の懸念から下方射出のスタンリーC-1を使用した。このことは低高度脱出での明白な問題となり、また射出時の加速に首がついて行かず「首が抜ける」ような形で頭頸部を負傷し後遺症が残ることも多かったため、約21人のアメリカ空軍パイロットが深刻度の低い非常時に射出を断念したという事態に至った。このため、最低170km/hの速度制限があったものの尾翼を飛び越すことのできる上方射出式のロッキードC-2に更新している。輸出型の多くは速度0、高度0で射出可能なマーチン・ベーカー製ゼロ・ゼロ射出座席マーチンベーカー_Mk.7を装備している。

### 電子装備
アメリカ空軍用に開発されたF-104A/B/C/Dは、AN/ASG-14T索敵レーダー、TACAN、およびAN/ARC-34 UHFラジオを装備した。
その後に開発された輸出型戦闘爆撃機仕様のF-104Gでは、NASARR  F15A-41Bレーダー、簡単な赤外線照準機、リットンLN-3慣性航法装置、およびエア・データ・コンピュータを装備した。赤外線照準機はレーダーと連動して全天候での機関砲の見越し角射撃と全天候でのサイドワインダーの自動発射を可能としたが、レーダー誘導ミサイルの運用能力を持たないため、全天候戦闘機としての能力は限定的である。また、NASARRレーダーは空対空モードだけでなく空対地モードも備えており、グラウンドマッピング機能による地形・建造物を参照することで、慣性航法装置の誤差を補正しながら夜間や荒天時を含めた全天候での低空侵攻による戦術核攻撃ミッションを独力で遂行可能となっている。
ロッキードは、1960年代後半にイタリア空軍向けに全天候迎撃戦闘機としてF-104Sを開発した。F-104Sはスパローやアスピーデといったセミアクティブ・レーダー誘導ミサイル用の移動目標表示装置とCWイルミネーターを持つNASARR R21-Gを搭載した。このため、M61は撤去されることとなった。
1980年代の半ばに、残存していたF-104SはASA標準化（Aggiornamento Sistemi d'Arma / Weapon Systems Update）において、はるかに改良され、小型化されたフィアットR21G/M1レーダーに更新された。
電子装備の大半はサブミニアチュア管などの真空管を使用していた。後期に生産された機体では一部が半導体へ換装された。

### 兵装
F-104は固定兵装として、M61A1 20mmバルカン砲（発射速度は毎分6,000発）を初めて搭載した。前部胴体の左下部に取り付けられた砲には、操縦席の後ろに設置され725発の砲弾を収納したドラムから送弾された。ただし当初は信頼性に乏しく、F-104Aはこれを取り外した状態で部隊配備されている。複座型ではどの型でも後部座席を搭載するスペースを確保するために撤去されたほか、単座型でも偵察型のRF-104Gやカナダ空軍仕様のCF-104（後日に追加装備）、初期のF-104S（ASA改修時に追加装備）を含む一部の機体では搭載せず、偵察用カメラや追加燃料タンクに取り替えられた。
外部兵装では、F-104Aから用意されている翼端ステーションには、2発のAIM-9サイドワインダー空対空ミサイルのランチャーと翼端増槽（チップタンク）のどちらかを二者択一で搭載した。
F-104Cからは、胴体中央線と主翼下にハードポイントが1つずつ追加され、兵装ステーションは両主翼端を含めて5か所に増えた。主翼下のハードポイントには680kg（1,500lbs）、胴体下のハードポイントには1,043kg（2,300 lbs）までの兵装を懸架可能である。また主翼下ハードポイントには、TSC（Twin Store Carrier） を装着することで、Mk82 500ポンド爆弾やクラスター爆弾、ナパーム弾などは左右それぞれのハードポイントに2つずつ、胴体下ハードポイントに1つの、計5発まで装備可能となった。ただしロケット弾ポッドは胴体下に装備できないため最大4つまでとなり、またM117 750ポンド爆弾やMk83 1,000ポンド爆弾は重量制限の都合上3か所のハードポイントに1つずつの計3発しか装備できない。
胴体下ハードポイントには、戦術核爆弾のB28やB43、B57、B61を搭載可能 な他、最低地上高の小ささからシーカーヘッドを地上の異物で損傷しがちではあるものの、2発のAIM-9サイドワインダーを搭載可能なカタマラン式ランチャーが搭載可能となっている。
ただし、F-104は胴体下への兵装搭載を前提に設計されておらず、主脚扉が兵装につっかえるのを防ぐために胴体下のハードポイントは主翼よりもかなり前方にずれた場所に設置せざるを得なかった。このため、重い戦術核爆弾を搭載すると重心が前方にずれ、水平尾翼は重心補正のために機首を上げるようにピッチトリムを多くとる必要があった。さらにF-104が実際に戦術核爆弾で攻撃を行う際には低空飛行で目標に接近するため、核爆弾の投下は大直径パラシュート付きの核爆弾を低空水平飛行で投下するレイダウン投下か、標的の手前で宙返りを行いながら上昇時の勢いに任せて核爆弾を空中に放り投げるように投下するトス爆撃のどちらかを行う必要がある。レイダウン投下はまだしも、トス爆撃の場合は上記のように重心の前方に搭載した核爆弾を宙返りの最中に投下するので、核爆弾の重量負担が消えた分一気にピッチアップを起こし、上記の#主翼・尾翼の項目で説明したようにディープストールを起こして墜落するか、スティックプッシャーが働いて操縦者の意図しない大きな揺れ幅の上下運動が発生する危険がある。このためトス爆撃では爆弾投下時に操縦桿を前方に緩めるほか、投下前にスティックプッシャーを作動させるAPC（Automatic Pitching Control）装置のスイッチを切ることがマニュアルで推奨されていた。
さらにF-104Sでは、左右エアインテーク下の胴体と左右主翼下 にハードポイントを追加し、総計9箇所のハードポイントを持つに至っている。兵装についても、セミアクティブ・レーダー・ホーミング誘導方式のスパローやその改良型であるアスピーデが装備可能となっている。

### 記録
1958年5月18日にF-104Aが2,260km/hの速度記録を、1959年12月14日にF-104Cが31,500mの高度記録を作った。
1977年10月24日には、かつてドイツが戦時中Me 209によって樹立したレシプロ機世界速度記録をF8Fで破った実績を持つダリル・グリーネマイヤーが、自らジャンクパーツによって組み立てた民間登録のF-104「N104RB」により3kmコースでの速度記録1,590.45km/hを達成した。N104RBとグリーネマイヤーはさらに、MiG-25の特殊改造機E-266Mが記録した世界高度記録（37,650m）の更新にも挑む予定だったが、1978年のテスト飛行中に下げた主脚のロックが確認できないトラブルに見舞われ、外部から目視で確認してもらおうとしたがうまく行かず燃料切れとなり、グリーネマイヤーは脱出、機体は墜落している。

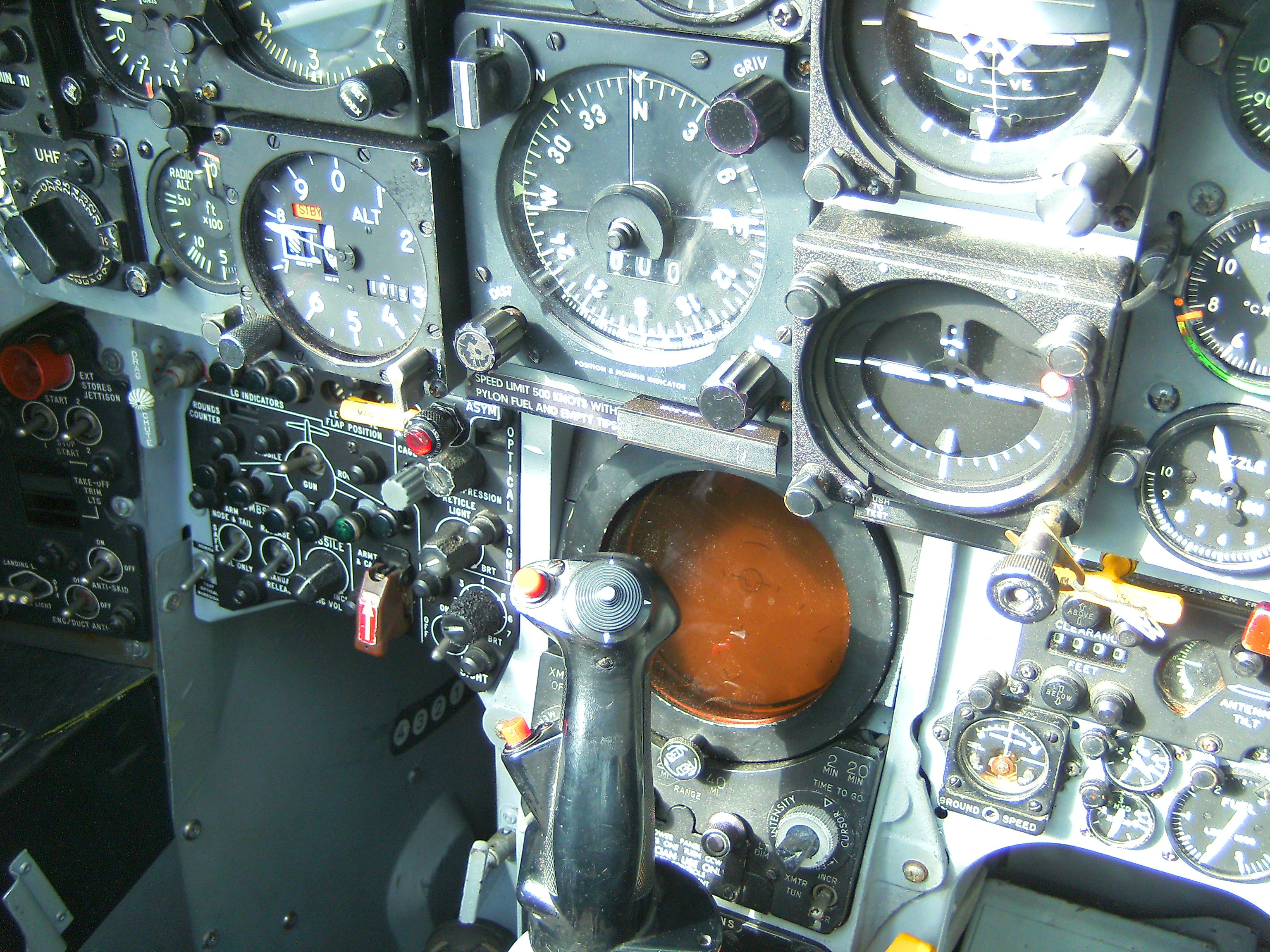
操縦席に備わる計器類
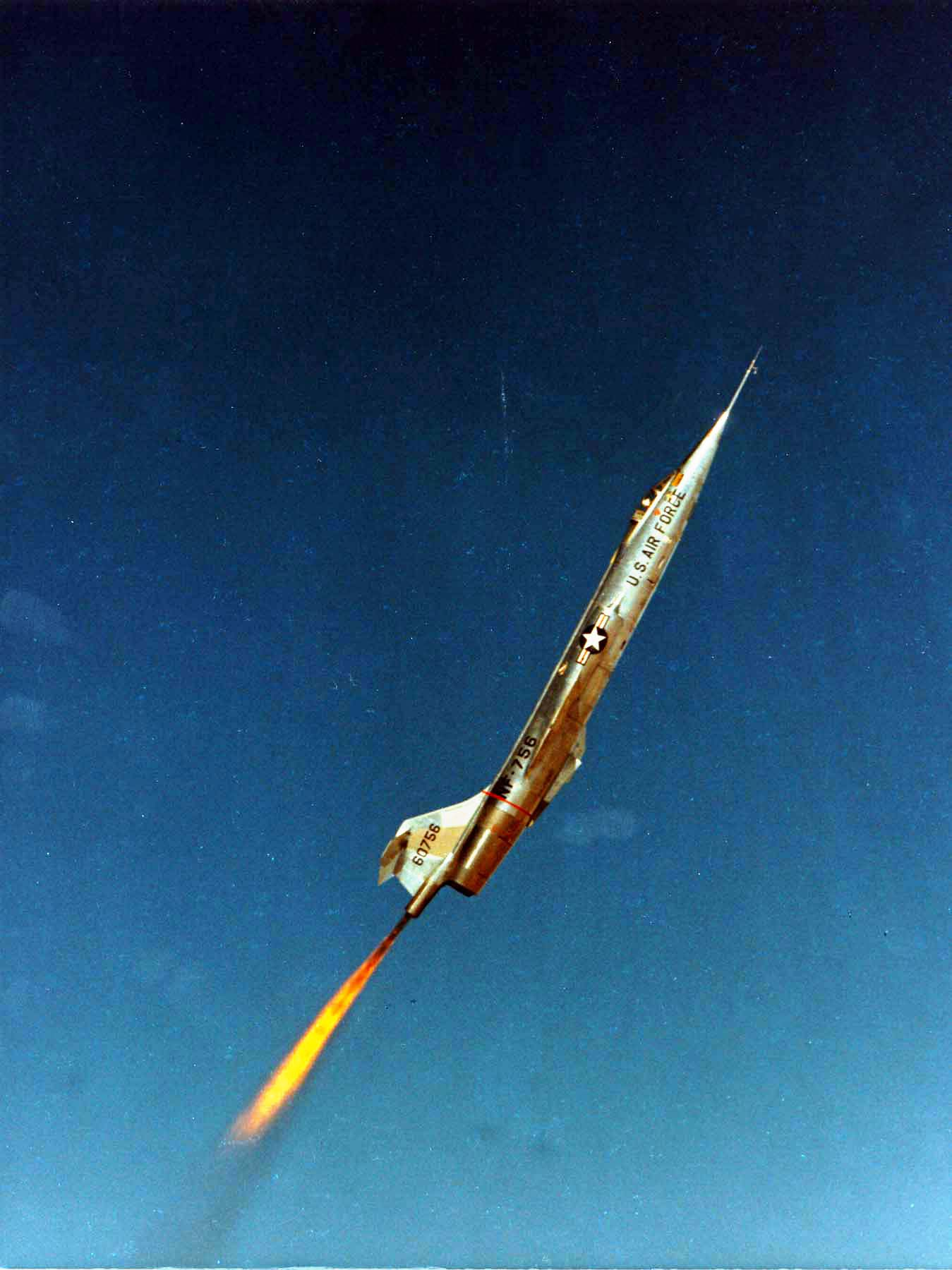
上昇するNF-104A
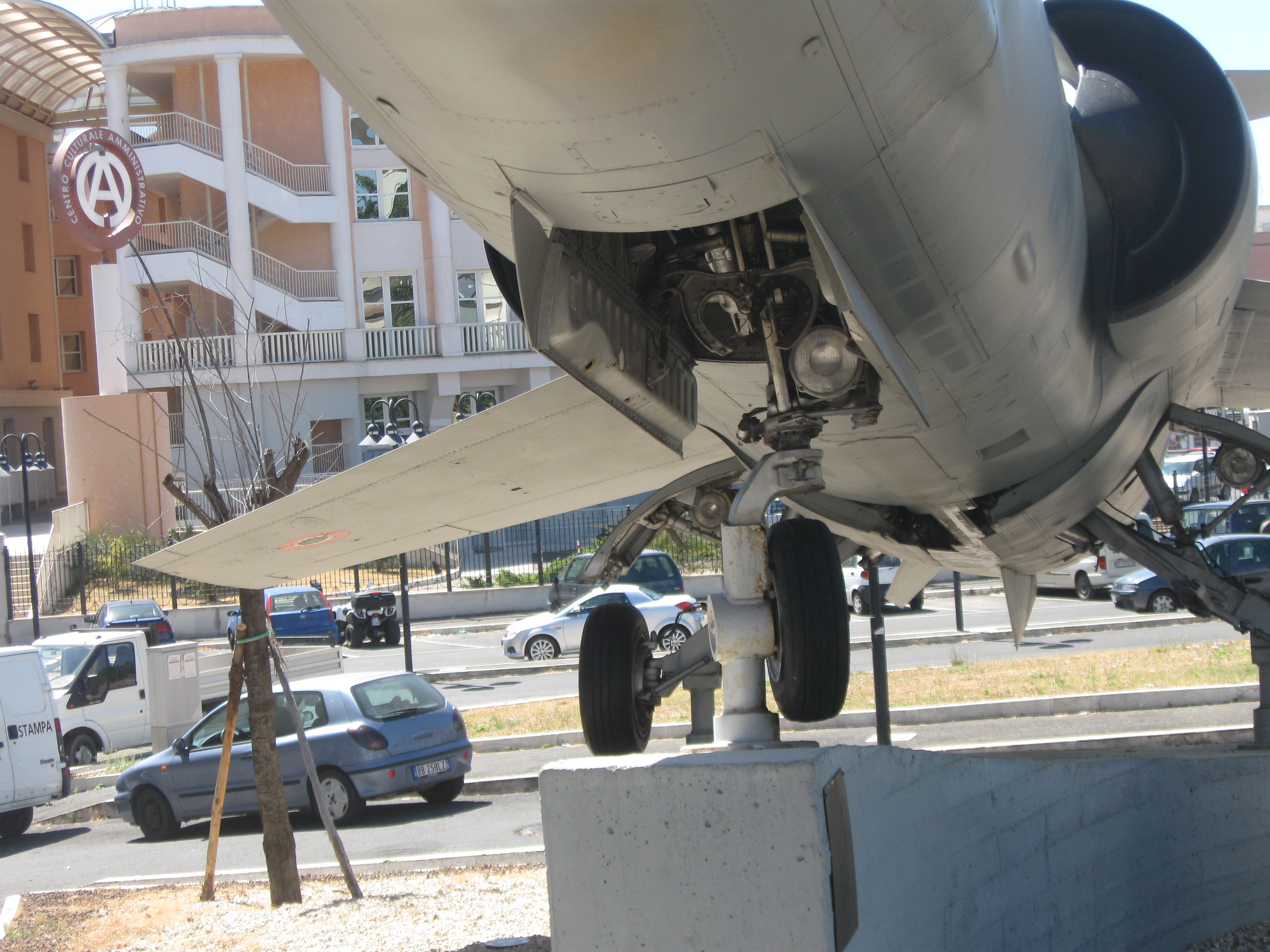
前脚部

## 配備と運用
アメリカ空軍では比較的少数が短期間使用されたにとどまるが、F-104Cの改良型であるF-104Gは西ドイツを中心に北大西洋条約機構各国でF-86 セイバーやF-84サンダージェット/サンダーストリークの後継機として大量に採用された。なお、F-104を最も長く運用したのはイタリア空軍である。

### アメリカ

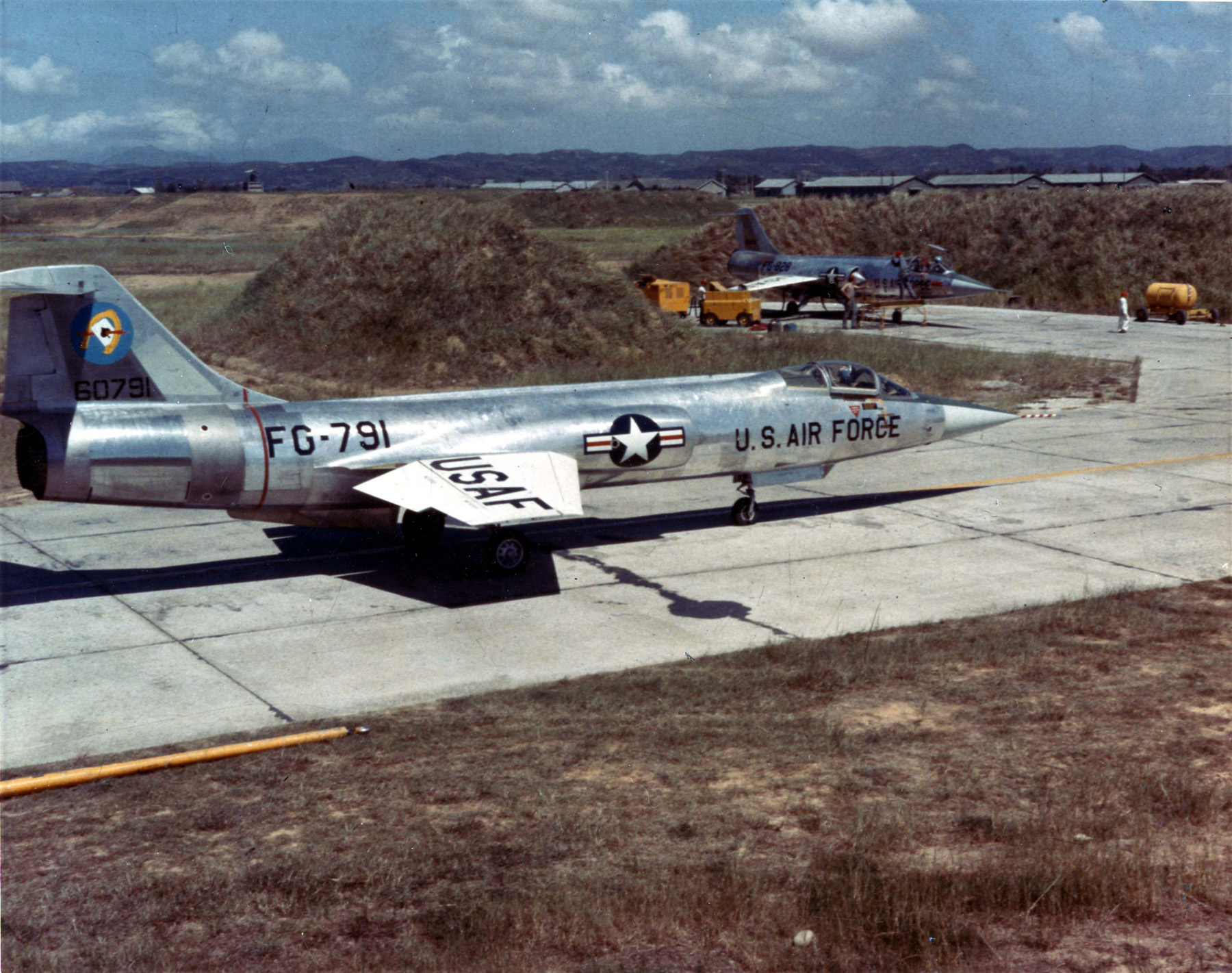
1958年の金門砲戦において、台湾に派遣・展開されたアメリカ空軍第83戦闘迎撃飛行隊のF-104A

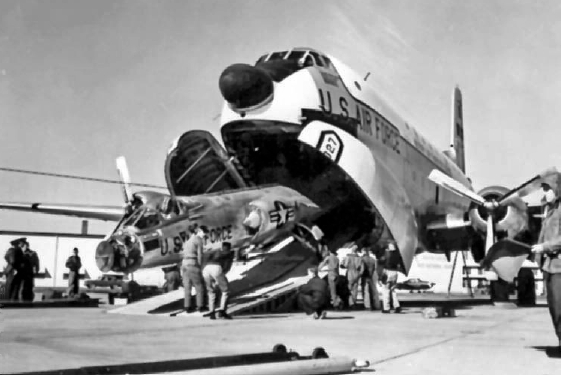
1961年のベルリン危機において、スペインへ移動するためにC-124 グローブマスターII輸送機に積み込まれるF-104A。輸送機の胴体に格納するため、主翼や機首レドームが取り外されている

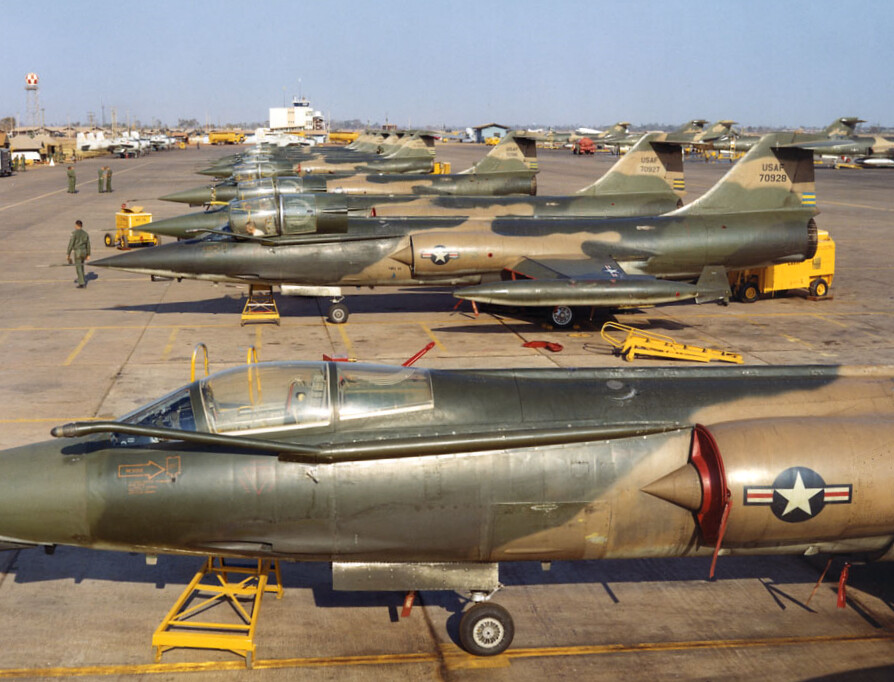
南ベトナムのダナン基地に展開するF-104C

防空軍団（F-104A/B）
アメリカ空軍では、1958年2月に防空軍団において部隊運用が開始され、以下の4個飛行隊に配備された。
- 第56戦闘迎撃飛行隊、オハイオ州ライト・パターソン空軍基地
- 第83戦闘迎撃飛行隊、カリフォルニア州ハミルトン空軍基地
- 第337迎撃戦闘飛行隊、マサチューセッツ州ウェストオーバー空軍基地
- 第538戦闘迎撃飛行隊、ワシントン州ラーソン空軍基地

同年8月23日に中華人民共和国（中国）が中華民国（台湾）が実効支配する金門島に砲撃を行った際、アメリカは台湾支援として配備されたばかりのF-104Aを装備する第83戦闘迎撃飛行隊を台湾に派遣したが、中国人民解放軍と交戦することなく終息した。
しかし、1959年に同じマッハ2級の戦闘機であるF-106の部隊配備が開始され、公式には「SAGE（半自動地上管制迎撃システム）との連携機材が搭載できない」という理由で早くも防空軍団では1960年には退役し、機体は台湾、ヨルダン、パキスタンに供与されたほか、空軍州兵に属する以下の3個飛行隊に配備された。
- テネシー空軍州兵所属第151戦闘迎撃飛行隊
- サウスカロライナ空軍州兵所属第157戦闘迎撃飛行隊
- アリゾナ空軍州兵所属第197戦闘迎撃飛行隊

1961年8月の東ドイツによるベルリンの壁の建設を切っ掛けに東西間の軍事的緊張が高まったベルリン危機の際にも、F-104A/Bを装備する空軍州兵の3個飛行隊は全て合衆国空軍の指揮下に編入されたうえで、第197、第151の2個飛行隊が西ドイツのラムシュタイン空軍基地、第157飛行隊がスペインのモロン空軍基地に展開した。
なお、F-104A/Bは燃料給油口が空中給油に対応していなかったため、後のF-104C/Dのように空中受油プローブを装着することができず、空中給油を利用してのフェリー飛行は不可能であった。このため台湾やヨーロッパへの展開時にはいったん分解してからC-124 グローブマスターII輸送機に搭載して空輸し、到着後に現地で組み立てる方式で移動することとなった。
1962年のキューバ危機終結後、翌1963年から空軍州兵の3個飛行隊に配備されていたF-104A/Bは防空軍団に再配備され、以下の2個飛行隊がF-102もしくはF-106からF-104A/Bへの機種転換を実施した。
- 第319戦闘迎撃飛行隊、フロリダ州ホームステッド空軍基地
- 第331戦闘迎撃飛行隊、テキサス州ウェッブ空軍基地

これらの部隊はF-104A/Bを受領後、カリブ海方面から飛来するキューバ・ソ連機に対するスクランブル待機任務に就いた。1967年には第319飛行隊に配備された26機のF-104A/Bに対して、エンジンをイタリア空軍向けに開発されたF-104Sと同型のJ79-GE-19に換装する改修が行われた。
しかし1967年には第331飛行隊が解隊され、1969年6月には第482飛行隊が解隊、最後に残った第319飛行隊も同年12月をもって解隊され、アメリカ空軍からF-104A/Bは退役することとなり残存機体はスクラップとされるか外国へ供与された。
戦術航空軍団（F-104C/D）
戦術航空軍団においては以下の4個戦術戦闘飛行隊にF-104C/Dが配備されたが、いずれもカリフォルニア州ジョージ空軍基地を本拠地とする第479戦術戦闘航空団の傘下にあった。
- 第434戦術戦闘飛行隊
- 第435戦術戦闘飛行隊
- 第436戦術戦闘飛行隊
- 第476戦術戦闘飛行隊

これらの4個飛行隊は、1961年のベルリン危機の際に欧州各地へ展開したほか、交代で中華民国の清泉崗空軍基地（現在の台中空港）にも展開した。
ベトナム戦争においては、1965年から南ベトナムのダナン空軍基地や、タイのウドーン空軍基地を前線基地とし、戦闘空中哨戒や戦闘爆撃機の護衛、対地攻撃などに従事した。北ベトナム空軍のMiG戦闘機との交戦の機会が訪れることはなく、航法ミスで中国領空を侵犯した機体が中国軍のJ-6戦闘機に撃墜される事態も発生している。部隊は1年ほどで引きあげる事となった。
次第に、戦術航空軍団においても防空軍団と同様に退役が進められてゆく。第434飛行隊は1962年に一時人員と機材を引き上げられて半ば解隊状態となり、1966年までにF-4 ファントムIIに機種転換し、第435飛行隊もタイのウドーン基地へ展開中の1967年にF-4 ファントムIIに機種転換した。第476飛行隊は1969年3月18日付で解隊され、戦術航空軍団最後のF-104配備部隊となった第436飛行隊も、1971年3月8日付で解隊された。
戦術航空軍団から引き揚げられたF-104C/Dは、一部のF-104Dが台湾に供与されたほか、1967年からプエルトリコ空軍州兵所属の第198戦術戦闘飛行隊に配備された。この第198戦術戦闘飛行隊はアメリカ空軍および空軍州兵における最後のF-104配備部隊となり、1975年にA-7D コルセアIIに機種転換されるまで運用が続けられた。
評価
実際の所、F-106のMA-1はともかく、F-102に搭載されたものであれば充分に搭載可能な機体内空間は存在していたが、航続距離の短さや装備可能な空対空ミサイルがサイドワインダー4発だけという武装の貧弱さが、防空軍団において嫌われたのでは無いかと言われている。また、戦術航空軍団においても、搭載力や航続距離の不足が問題視され、同じくごく少数の配備で終わっている。
ただし、これらの欠点は軽量戦闘機である以上はやむを得ないものであり、基本的には昼間制空戦闘機であるF-104を全天候迎撃機や戦闘爆撃機として使う事自体が、上述の「軽快なMiG戦闘機に対抗する」という本来の開発目的からは外れている。この時期のアメリカ空軍が、制空戦闘機というカテゴリを軽視していた事の表れである。開発目的から見てのF-104の欠点は、高翼面荷重とT字尾翼による運動性の低さである。上述のベトナム戦争においての戦闘空中哨戒が、アメリカ空軍において唯一、本来の目的に使われた例である。
一方で、要撃機としては上昇能力に優れ、戦闘爆撃機としては低空侵攻能力に優れているという長所もある。後述の通り、航空自衛隊および西ドイツ空軍ではその長所を生かして運用された。

### ベルギー

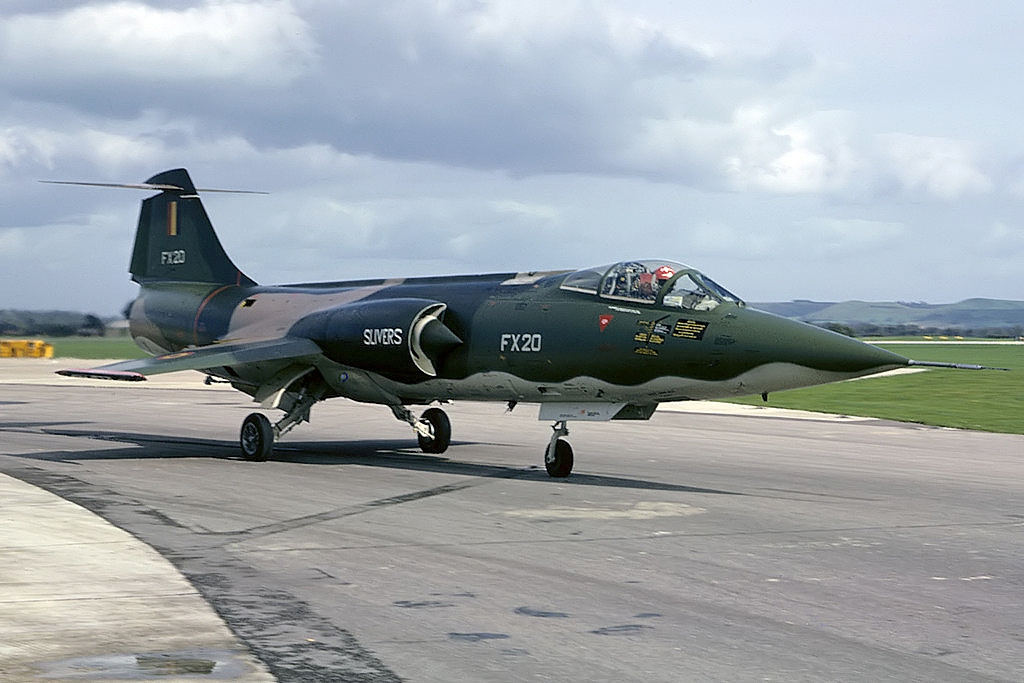
ベルギー空軍のF-104G

ベルギー空軍は1963年2月14日から、F-104G 101機 とTF-104G 12機の、計113機を導入し、以下の2個航空団/4個飛行隊に配備・運用していた。運用中に事故でF-104Gを38機とTF-104Gを3機失っている。
| 航空団名   | 航空団章    | 基地                         | 飛行隊名    | 配備年 | 前任機      | 退役年 | 後継機 | 出展 |
| ---------- | ----------- | ---------------------------- | ----------- | ------ | ----------- | ------ | ------ | ---- |
| 第1航空団  |             | ボーヴシェン空軍基地         | 第349飛行隊 | 1963年 | CF-100 Mk.5 | 1981年 | F-16   | 。   |
| 第1航空団  | 第350飛行隊 | ボーヴシェン空軍基地         |             | 1963年 | CF-100 Mk.5 | 1981年 | F-16   | 。   |
| 第10航空団 |             | クライネ＝ブローゲル空軍基地 | 第23飛行隊  | 1964年 | F-84F       | 1983年 | F-16   | 。   |
| 第10航空団 | 第31飛行隊  | クライネ＝ブローゲル空軍基地 |             | 1964年 | F-84F       | 1983年 | F-16   | 。   |

第1航空団は全天候防空戦闘を任務としていたが、第10戦術航空団は有事にはアメリカ空軍が提供した戦術核爆弾を装備しての戦術核攻撃を任務としていた。
退役は1983年9月19日。退役に伴い、残存機体のうちF-104G 11機とTF-104G 9機が阿里山11号計画に基づいて台湾空軍に譲渡されたほか、F-104G 17機がトルコ空軍に譲渡された。

### カナダ

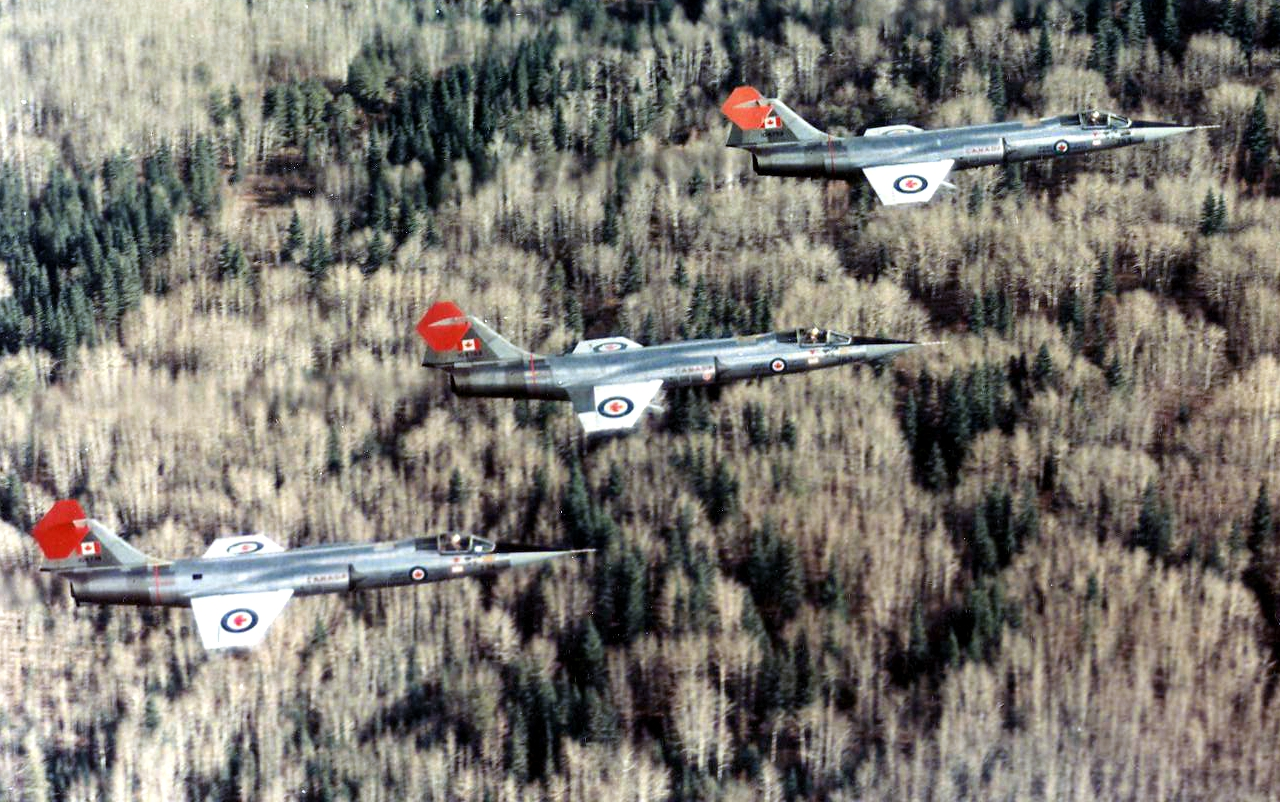
コールド・レイク基地付近で編隊飛行訓練を行うCF-104。初期の機体は写真のように無塗装であり、主翼のみが白色に塗装されていた。不時着時に発見を容易にするため、水平尾翼が赤く塗装されている

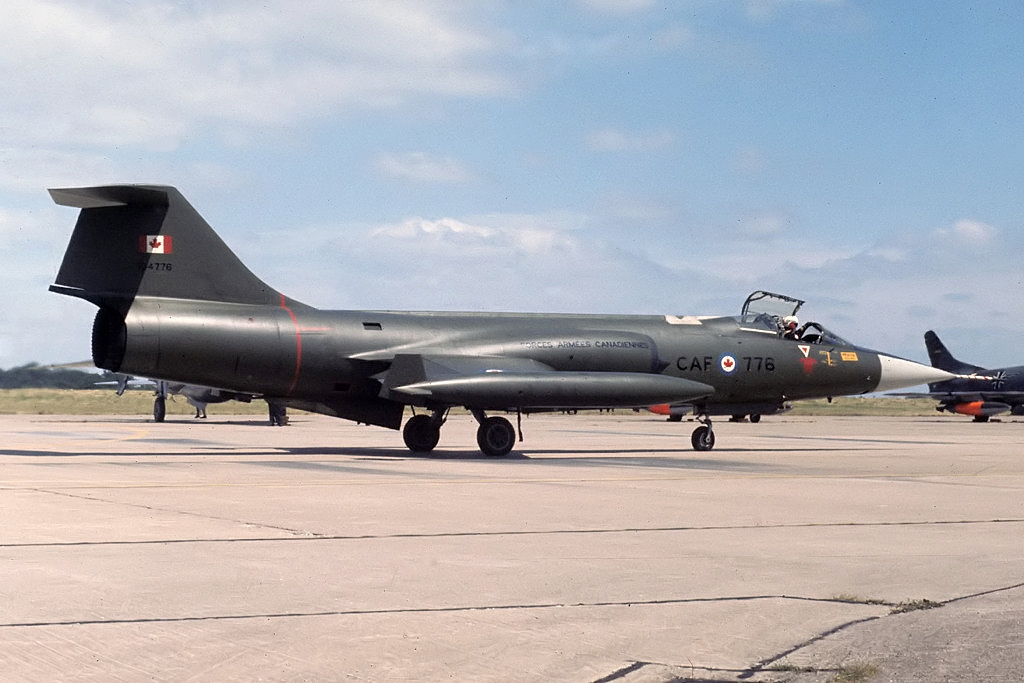
CF-104。1970年代初めごろに核攻撃任務を解除されたのちは、写真のような緑一色の塗装に変更された

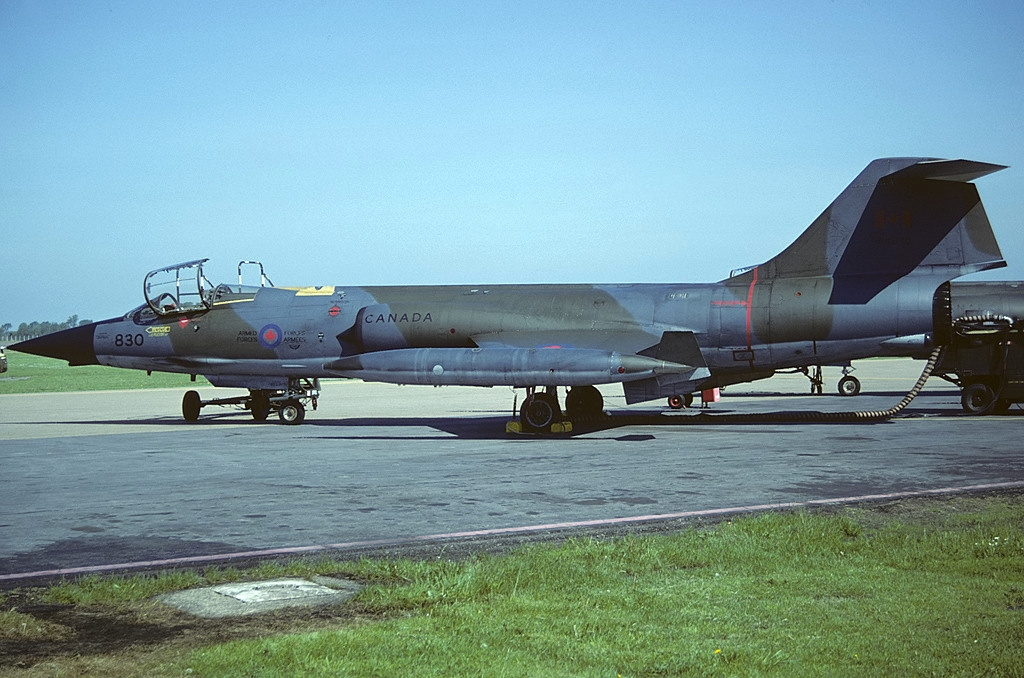
CF-104。後には緑/グレイの2色迷彩塗装が施され、主翼や胴体、垂直尾翼の国籍マークは本来白色の部分が地の迷彩塗装に合わせられている

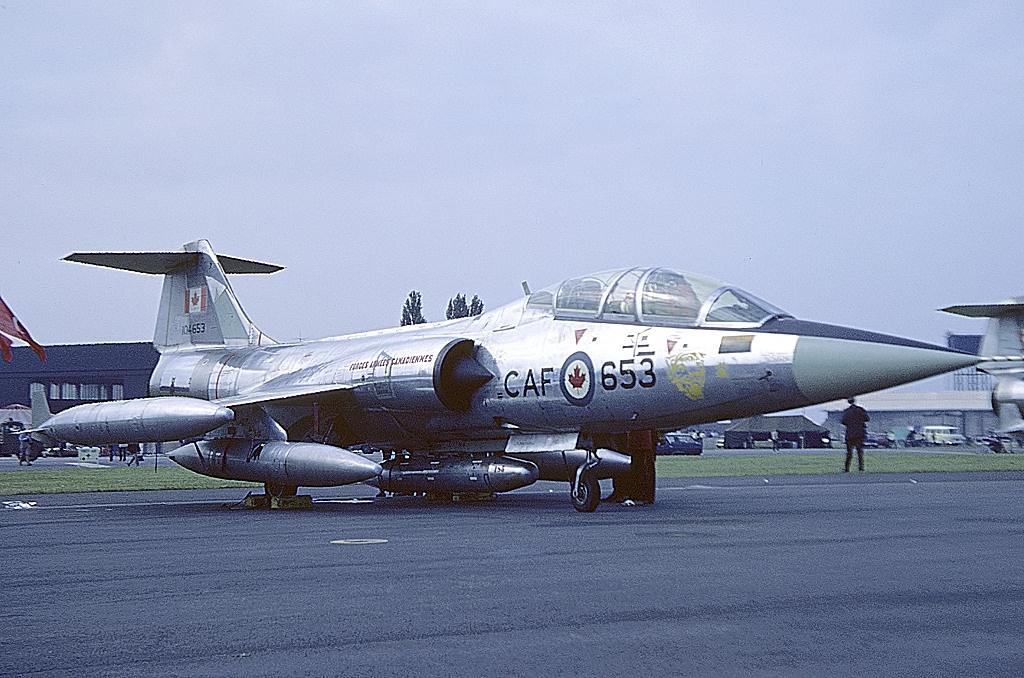
複座型のCF-104D。胴体下部に搭載されているのは、核爆弾投下訓練に使用する訓練爆弾ディスペンサー

概要
カナダ空軍は1962年から1986年の期間、カナディア（後のボンバルディア・エアロスペース）がライセンス生産したCF-104 200機と、38機のCF-104D（ロッキード社製造）を導入している。運用中に110機が事故で失われた。
カナダ空軍のCF-104部隊は、カナダ本土においては機種転換訓練部隊のみに配備され、実戦部隊は全て西ドイツとフランスに配置され、フランス北東部モゼル県のメスに司令部を置く第1航空師団の指揮下に置かれた。CF-104部隊は就役から退役までに、以下の部隊と航空基地に配備された。
- カナダ・アルバータ州、コールド・レイク（Cold Lake）航空基地
  - 第417飛行隊（機種転換訓練部隊。旧部隊名は第6攻撃/偵察転換訓練部隊 (6 Strike/Reconnaissance Operational Training Unit)であったが、1972年に現名称に改編。1983年に解隊され、1993年に再編成）

- 第1航空団 - フランス・ムーズ県、マールヴィル（Marville）航空基地 / 西ドイツ・バーデン＝ヴュルテンベルク州、レーア（Lahr）航空基地
  - 第439飛行隊
  - 第441飛行隊

- 第2航空団 - フランス・モゼル県、グロスタンクア（Grostenquin）航空基地
  - 第421飛行隊
  - 第430飛行隊

- 第3航空団 西ドイツ・ラインラント＝プファルツ州、ツヴァイブリュッケン（Zweibrücken）航空基地
  - 第427飛行隊
  - 第434飛行隊

- 第4航空団 西ドイツ・バーデン＝ヴュルテンベルク州、バーデン＝ゾーリンゲン（Baden-Soellingen）航空基地
  - 第422飛行隊
  - 第444飛行隊

当初の4個航空団/8個飛行隊体制は、フランスのNATO軍事機構脱退とカナダ自身の財政難による軍縮から、次第に縮小してゆくこととなる。
1965年には、グロスタンクア航空基地の閉鎖に伴い第2航空団は解隊され、第430飛行隊はツヴァイブリュッケン航空基地の第3航空団、第421飛行隊はバーデン＝ゾーリンゲン航空基地の第4航空団へ移転する。
1967年には第1航空団がマールヴィル航空基地から、西ドイツのレーア航空基地に移転する。この際、第1カナディアン航空師団の司令部もフランスのメスから西ドイツのレーア基地へ移転し、第1カナディアン航空群（1 Canadian Air Group）として再編される。このほか、第434飛行隊と第444飛行隊が解隊される。
さらに1969年8月27日には、西ドイツのツヴァイブリュッケン航空基地をアメリカ空軍に譲渡し、カナダ空軍は同基地から撤収した。この時、第427飛行隊はバーデン＝ゾーリンゲン航空基地へ、第430飛行隊はレーア航空基地へ移転する。
1970年には、カナダ軍はヨーロッパに駐屯するCF-104飛行隊を3個飛行隊に削減することを決定。この決定に基づいて第422、第427、第430の3個飛行隊が解隊され、残存の第421、第439、第441の3個飛行隊はバーデン＝ゾーリンゲン基地に集中配備される。
この時期に余剰化したCF-104およびCF-104Dの一部機体は、1972年から1974年にかけてデンマーク空軍（15機のCF-104と7機のCF-104D）とノルウェー空軍（18機のCF-104と4機のCF-104D）に譲渡された。この時ノルウェー空軍に譲渡された機体のうちの3機（単座型のCF-104が2機、複座型のCF-104Dが1機）がアメリカの民間アクロバットチームのスターファイターズによって再整備が行われ、民間で飛行可能状態にある。
1982年からはCF-104およびCF-101、CF-116の後継機として採用されたCF-18 ホーネットへの更新が開始され、1986年にはカナダ空軍からCF-104は全機退役した。余剰化した機体のうち、44機のCF-104と6機のCF-104Dがトルコ空軍に譲渡された が、これらの機体も部品取りのために解体されたか、トルコ空軍からF-104系統の機体が全機退役する1995年までには退役したと推定される。
運用
カナダ空軍のCF-104部隊は、西ドイツ空軍の戦闘爆撃航空団と同様に、NATO軍の指揮下でアメリカ空軍が提供した戦術核爆弾を胴体下に搭載しての低空侵攻による戦術核攻撃を任務とした。このため、配備当初のCF-104はM61 20mmバルカン砲を搭載しておらず、航続距離延伸を目的にバルカン砲と弾倉のスペースに補助燃料タンクを装備した。また、機体も当初は核爆発の閃光から機体を保護するため、機体は無塗装で主翼のみが白色に塗装されていた。
1970年代初頭には核攻撃任務を解除され、代わりにMk 82"スネークアイ"高抵抗無誘導爆弾やBL755/CBU-100 (Mk 20 Rockeye II)クラスター爆弾、ナパーム弾、CRV7 70mmロケット弾ポッドなどの通常兵器（精密誘導兵器の運用能力は無し）による戦術攻撃を任務とするようになり、その一環として1972年にはM61 20mmバルカン砲を装備した。
このほか、戦術写真偵察もCF-104の重要な任務であった。CF-104を装備する8個飛行隊のうち、第439飛行隊と第441飛行隊は戦術偵察任務を付与されており、両飛行隊に所属するCF-104は胴体下部のハードポイントにVinton社製Vicon偵察用カメラポッド（70mmカメラを4機内蔵）を装備しての写真偵察を行うことが可能である。
CF-104部隊の任務はもっぱら低空侵攻による戦術攻撃（核兵器と通常兵器の双方含む）と戦術写真偵察とされていたため、カナダ空軍においては空対空戦闘の訓練は行われていたが、レーダーFCSが対地攻撃に最適化されていたこともあり、CF-104が対空戦闘用のAIM-9サイドワインダーを装備することはなかった。ただし、後にカナダから余剰機を譲渡されたデンマークやノルウェー、トルコにおいてはAIM-9サイドワインダーを装備している。

### 台湾

中華民国空軍のF-104（1969年・台中県清泉崗基地）

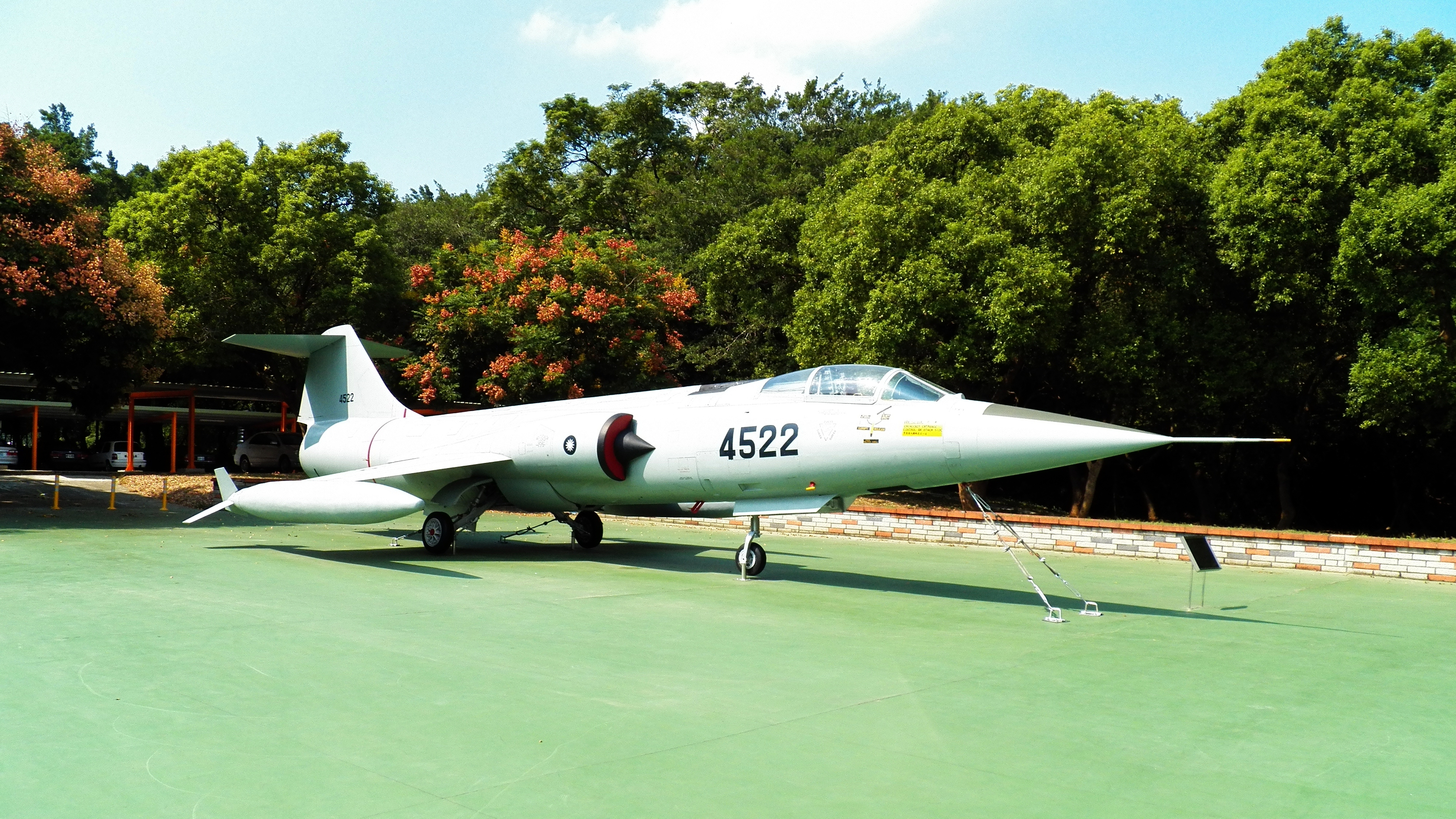
台中市烏日区の成功嶺で展示されている台湾空軍F-104J（4522←46-8596）

中華民国（台湾）は1960年代から、阿里山計画（阿里山計劃）に基づいてF-104を装備した。総計で282機を保有。当初はアメリカ空軍で使用していた中古のF-104A/F-104Bを導入していたが、MAP計画による、新品のF-104G（TF-104GとRF-104Gを含む）をロッキード社およびカナディアから受領し、アメリカにおける在庫がなくなった後は、航空自衛隊や西ドイツ空軍、デンマーク 空軍、ベルギー空軍で使用されていた中古機を導入・配備していた。なお航空自衛隊の中古機に関しては、アメリカが日本に無償援助を行った分を退役後に返還した機体であり、直接日本から台湾に輸出した訳ではない。早期に導入配備されたF-104A/F-104Bの機体の一部は、アメリカに返却してヨルダン・パキスタンに再供与されており、航空自衛隊の中古機とは逆の例となっている。最終的に導入したF-104は、F-104A/B/D/G/J/DJ、RF-104G、TF-104Gの8種類となる。
その後は老朽化に伴いF-CK-1 経国やミラージュ2000、F-16への更新が進められ、1997年に全機退役。

### デンマーク

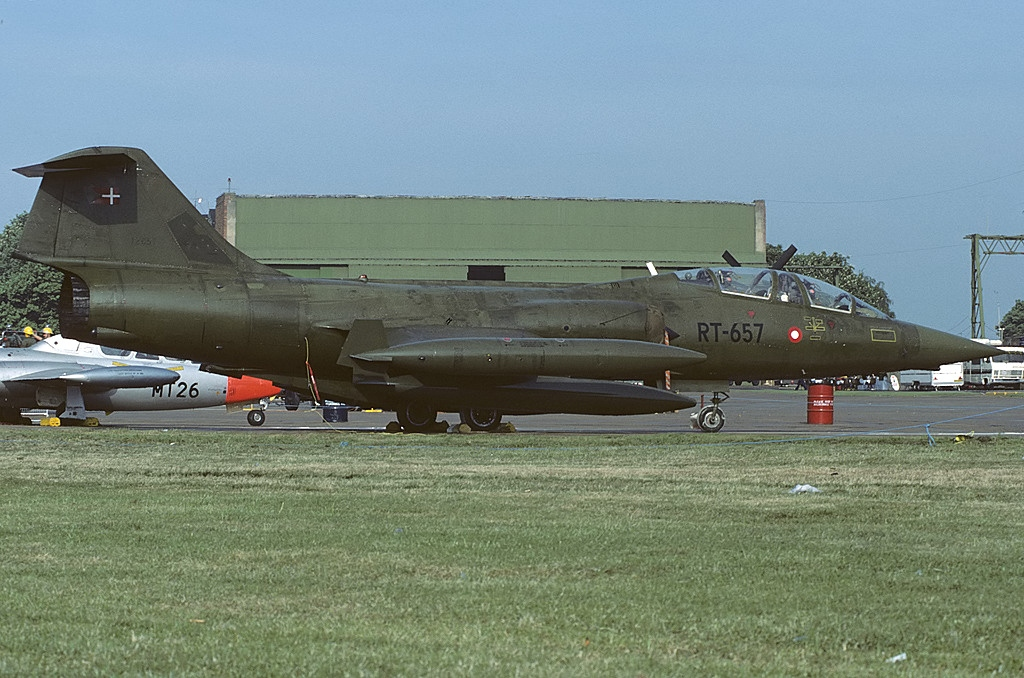
デンマーク空軍のCF-104D

デンマーク空軍は、当初25機のカナディア製F-104Gと、ロッキードで組み立てられた4機のTF-104Gを受領・運用した。1972年と1974年には、カナダ空軍で余剰となったCF-104 15機とCF-104D 7機を追加で導入する。導入された機体は、オールボー航空基地（軍民共用）の第723飛行隊（Eskadrille 723）と第726飛行隊（Eskadrille 726）に配備された。
計51機のF-104は1986年まで運用され、退役に伴って15機のF-104Gと3機のTF-104Gが1987年に阿里山10号計画に基づいて台湾に引き渡された。

### 西ドイツ

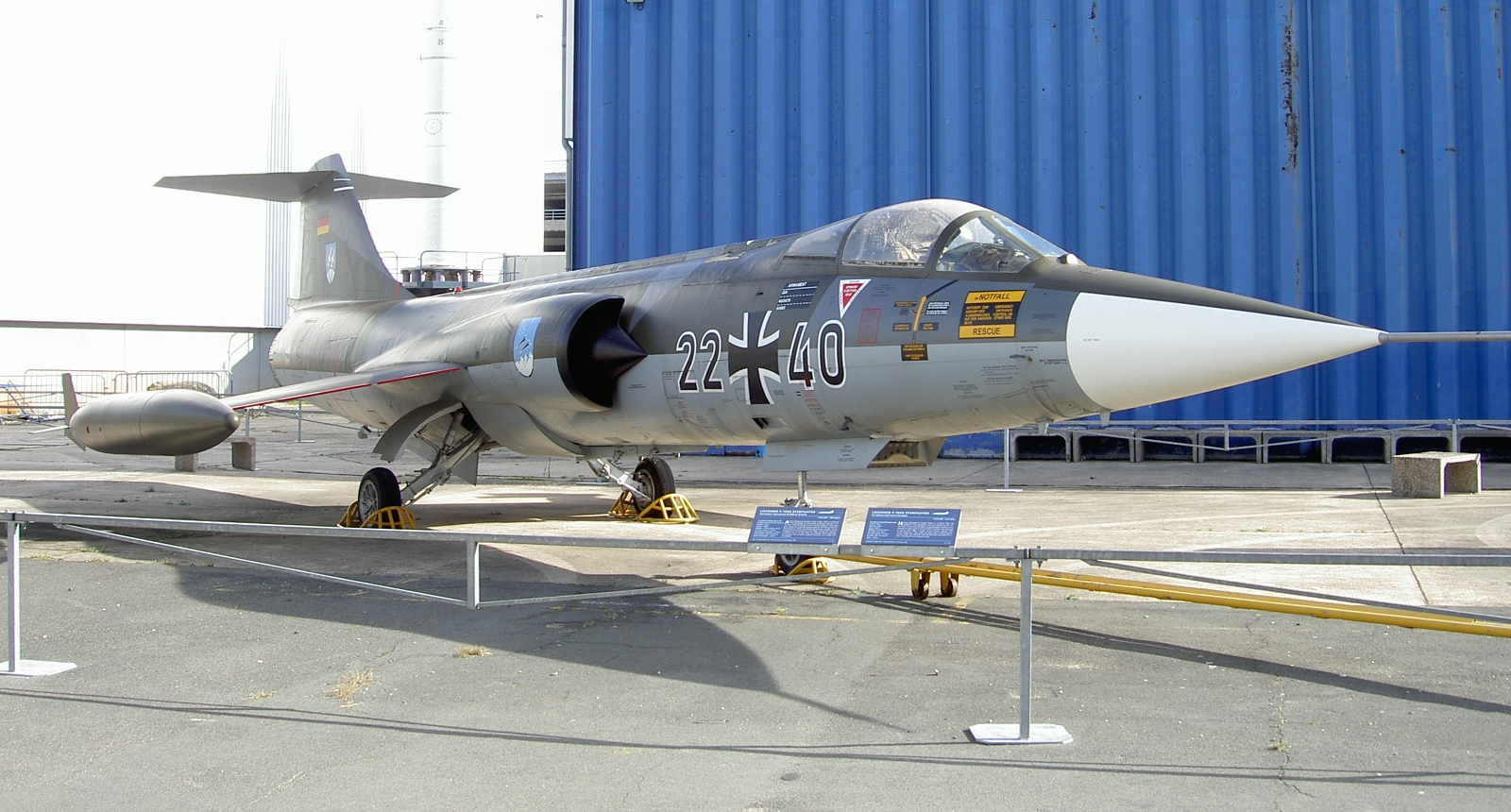
ドイツ空軍のF-104（2006年撮影）

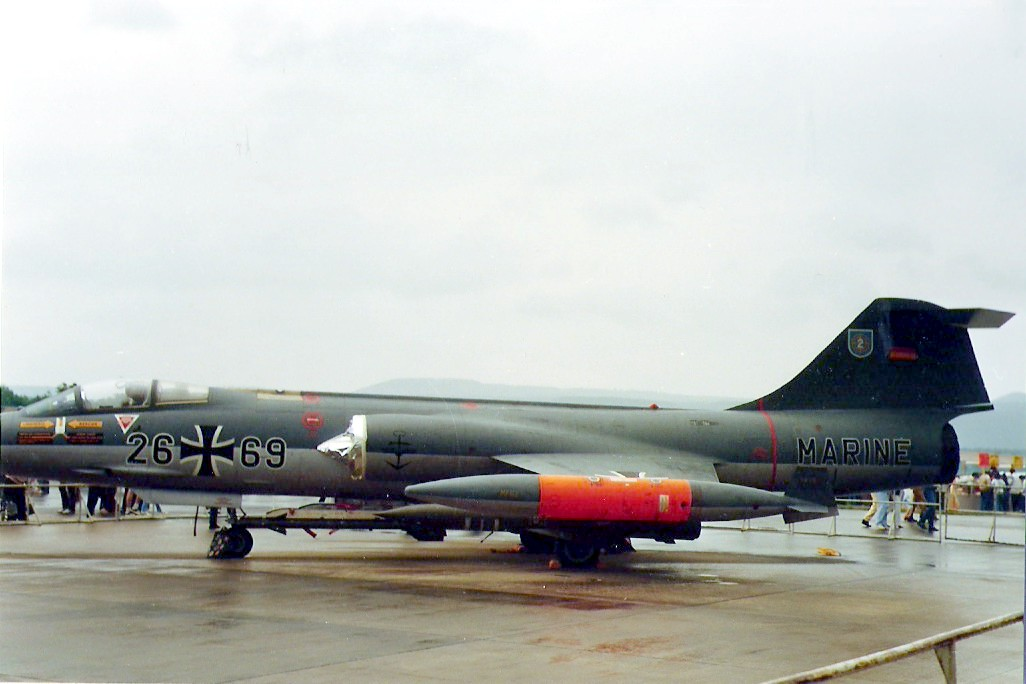
西ドイツ海軍航空隊のF-104G。
胴体下にAIM-9サイドワインダー、主翼下にAS.34 コルモラン空対艦ミサイルを装備している

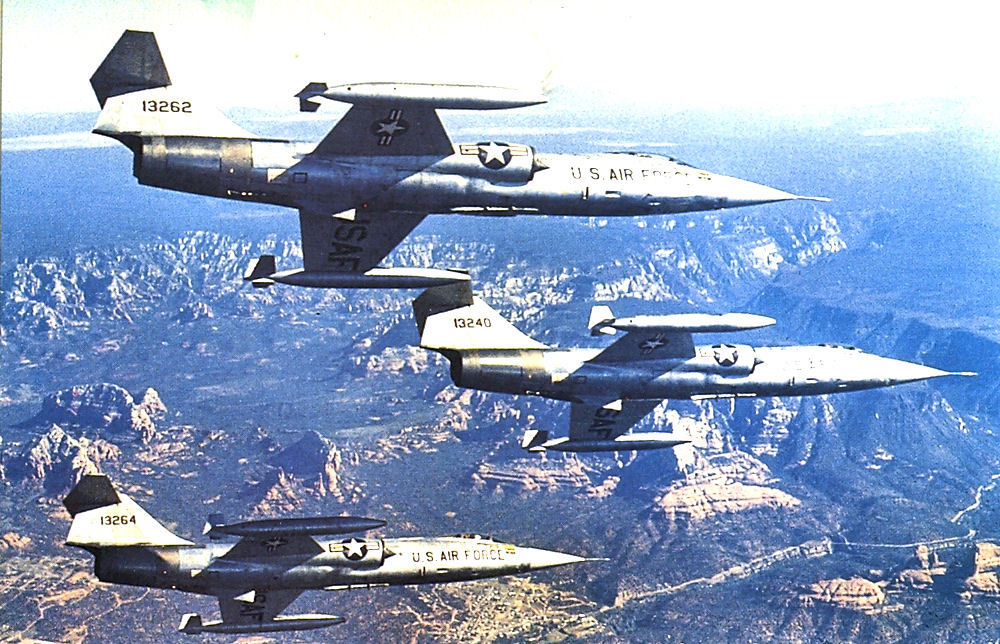
アリゾナ州上空で飛行訓練を行う、ルーク空軍基地所属のF-104G

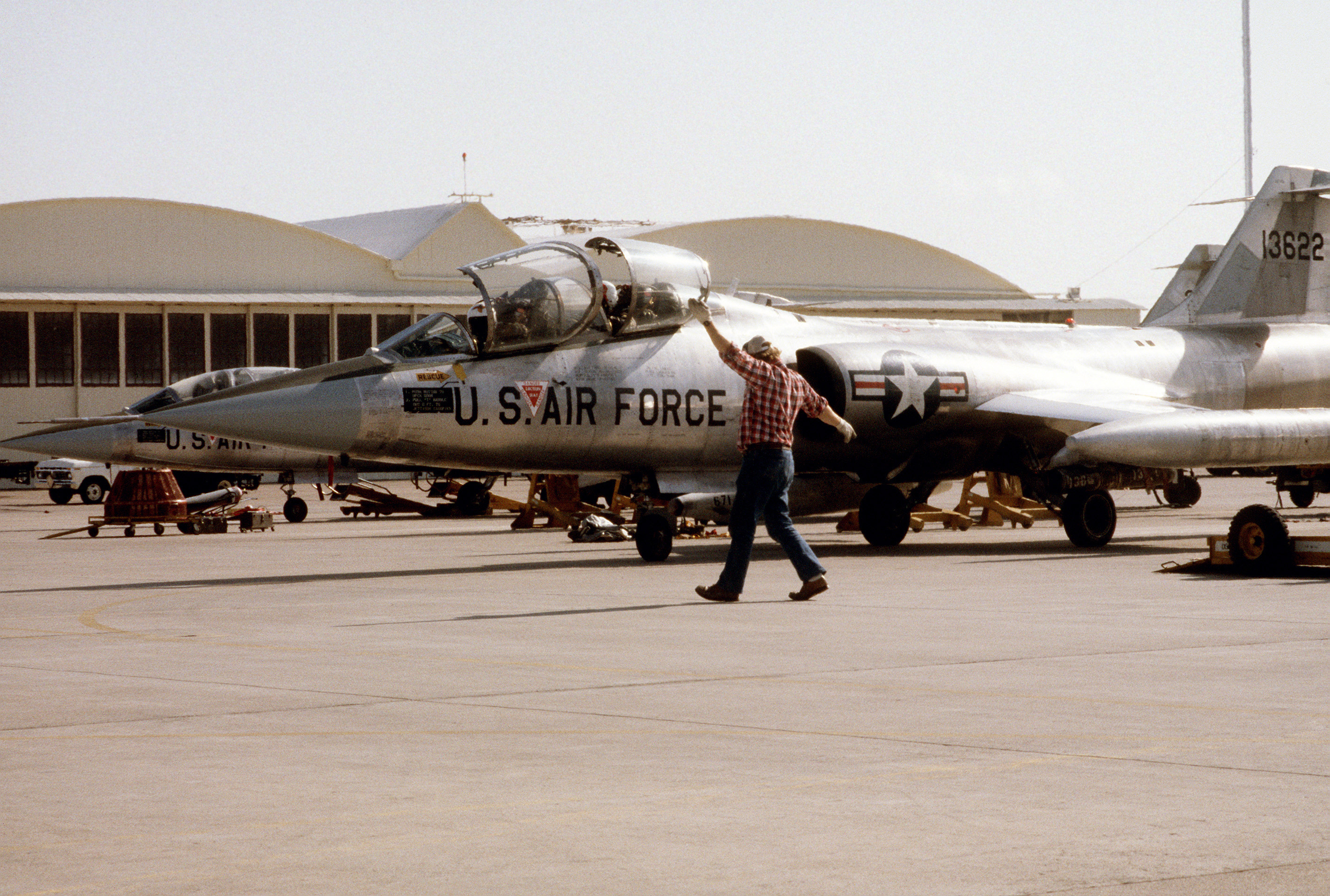
ルーク空軍基地に配属された、西ドイツ空軍のTF-104G。機体にはアメリカ空軍の国籍マークと「U.S. AIR FORCE」の標識が書き込まれている

概要
西ドイツにおいては、749機のF/RF-104G、137機のTF-104G、30機のF-104Fの、合計916機が運用された。
これらは西ドイツ空軍では主に低空侵攻用の戦闘爆撃機として用いられ、近接支援任務のほか核攻撃任務が付与され、アメリカ軍管理の核爆弾250発と作戦機が分散配置された。
また、西ドイツ海軍航空隊においては北海およびバルト海における対艦攻撃任務にも用いられた。対艦攻撃用の装備としてはMk83 1,000ポンド爆弾や70mmロケット弾のほか、空対艦ミサイルとして無線MCLOS誘導方式のAS.20やAS.30、後にはINS中間誘導とARH終末誘導を併用するAS.34コルモランを2発装備できた。
上述の通りアメリカ空軍においては、搭載量と航続距離の不足から、戦闘爆撃機としては不適とされたが、高翼面荷重故の突風に対する安定性、海面高度でマッハ1.15の高速、機体規模の小ささ故の低被発見率など、その長所を生かしての運用がなされた。
天候の良いアメリカでの訓練を受けて帰国したパイロットが、欧州の悪天候に不慣れなまま起こす事故が相次いだこともあって、パイロットの死亡例が多い機種であった。そのため、「未亡人製造機（Witwenmacher、英語読みのウィドウメーカー（Widowmaker）でも知られる）」、「空飛ぶ棺桶（fliegender Sarg）」、「縁起の悪いジェット機」、墜落を地面に突き刺さる鉄杭で揶揄した「アンカーボルト」または「エルドナゲル（Erdnagel：テントのペグの軍隊用語）」などの仇名で呼ばれていた。西ドイツ空軍においては、916機中292機が失われた。墜落が相次いだため、第二次世界大戦の撃墜王で西ドイツ空軍総監のギュンター・ラルら軍上層部は批判にさらされた。一方、導入選定時、同じく第二次世界大戦の撃墜王だが西ドイツ空軍大佐として部隊司令・パイロットとして、いわゆる現場近くにいたエーリヒ・ハルトマンは、当機の導入を反対していたとされる。後にヨーロッパ化と呼ばれる訓練プログラムを追加している。
1970年代に入ると、第51、第52の2個偵察航空団がRF-4Eへ、第36戦闘爆撃航空団と第71、第74戦闘航空団がF-4Fに機種転換した。さらに1980年代には他の4個戦闘爆撃航空団と2個海軍航空団がトーネード IDSへ機種転換し、1987年には西ドイツ空軍の実戦部隊からF-104は姿を消し、試験機として第61防衛技術試験隊（Wehrtechnische Dienststelle 61） に残っていた機体も1991年5月22日に退役した。
西ドイツ空軍および西ドイツ海軍航空隊での運用を停止された中古のF-104は、多くの国に譲渡されていった。
- ノルウェー空軍：TF-104G 2機（1975年に譲渡）
- NASA：3機（F-104G 1機、TF-104G 2機。1975年に譲渡）
- イタリア空軍：TF-104G 6機
- ギリシャ空軍：80機（F-104G 40機、RF-104G 17機、TF-104G 23機）
- トルコ空軍：201機（F-104G 133機、RF-104G 32機、TF-104G 36機）
- 台湾空軍：66機（F-104G 39機 TF-104G 27機）

アメリカにおける西ドイツ軍のF-104
西ドイツ軍のF-104パイロットの養成はアメリカで行われた。西ドイツ空軍および海軍航空隊のF-104パイロット候補生は、アリゾナ州マリコパ郡のルーク空軍基地において、西ドイツ空軍が保有するTF-104GおよびF-104Gを用いての機種転換訓練および戦闘訓練を受けることとされた。
ルーク空軍基地には、1964年2月20日付で第4510戦闘機搭乗員訓練航空団（4510th Combat Crew Training Wing）の傘下に西ドイツ空海軍のF-104パイロット養成を任務とする第4540戦闘機搭乗員訓練航空群（4540th Combat Crew Training Group）が編成された。さらに同航空群の指揮下に3月1日付で第4518戦闘機搭乗員訓練飛行隊（4518th Combat Crew Training squadron）、7月1日付で第4519戦闘機搭乗員訓練飛行隊（4519th Combat Crew Training squadron）が編成され、西ドイツ軍パイロットの機種転換および戦闘・攻撃訓練を開始した。
なお、上記の訓練部隊は1969年10月1日付で、第4510戦闘機搭乗員訓練航空団は第58戦術戦闘訓練航空団（Tactical Fighter Training Wing）が任務を引き継ぎ、第4518/第4519の両戦闘機搭乗員訓練飛行隊もそれぞれ第69/第418の両戦術戦闘訓練飛行隊（Tactical Fighter Training Squadron）に任務を引き継いで解隊した。
1975年、西ドイツ空軍はRF-4EおよびF-4Fの導入によるF/RF-104Gの保有機数削減に伴い、F-104訓練部隊の規模縮小を決定。この決定に基づき、1976年10月1日付で第418戦術戦闘訓練飛行隊が解隊される。さらに1980年代にはトーネードIDSへの更新によるF-104Gの退役が迫ったため、西ドイツ空軍および西ドイツ海軍航空隊のF-104Gパイロットの養成訓練は1982年末をもって終了。第69戦術戦闘訓練飛行隊は、翌1983年3月16日付で解隊される。
ルーク空軍基地には累計110機のF-104（F-104G 73機、TF-104G 37機）が配備されていたが、1975年にTF-104G 2機がノルウェー空軍に譲渡されたほか、ルーク空軍基地での運用が終了した後の1984年には、阿里山8号計画に基づいてF-104G 39機とTF-104G 27機が台湾空軍に譲渡された。
配備部隊
| 軍種 | 部隊名                                                                     | 部隊章 | 基地                                               | 配備年 | 前任機              | 退役年 | 後継機         | その後 |
| ---- | -------------------------------------------------------------------------- | ------ | -------------------------------------------------- | ------ | ------------------- | ------ | -------------- | --- |
| LW   | 第51偵察航空団“インメルマン” Aufklärungsgeschwader 51 „Immelmann“          |        | ブレムガルテン（Bremgarten）航空基地（ドイツ語版） | 1963年 | RF-84F              | 1972年 | RF-4E          | 1993年3月17日付で解隊。 1994年1月1日付でシュレースヴィヒ航空基地にてトーネード RECCEを装備して再編成。 2013年10月1日付で第51戦術航空団"インメルマン"（Taktisches Luftwaffengeschwader 51 „Immelmann“）として再編成。                                                             |
| LW   | 第52偵察航空団 Aufklärungsgeschwader 52                                    |        | レック（Leck）航空基地（ドイツ語版）               | 1964年 | RF-84F              | 1971年 | RF-4E          | 1993年3月31日付で解隊。 |
| LW   | 第71戦闘航空団“リヒトホーフェン” Jagdgeschwader 71 „Richthofen“            |        | ヴィットムントハーフェン航空基地                   | 1963年 | CL-13 セイバーMk.5  | 1974年 | F-4F           | 2013年9月30日付で、第31戦術航空団（ドイツ語版）“ベルケ（ドイツ語版）”隷下の戦術航空群“リヒトホーフェン”（Taktische Luftwaffengruppe „Richthofen“）として再編。 2016年6月1日付で第71戦術航空団“リヒトホーフェン”（Taktisches Luftwaffengeschwader 71 „Richthofen“）に再編される。 |
| LW   | 第74戦闘航空団“メルダース” Jagdgeschwader 74 „Mölders“                     |        | ノイブルク（Neuburg）航空基地（ドイツ語版）        | 1964年 | F-86K               | 1974年 | F-4F           | 1998年に、コンドル軍団参加者から全ての名誉を剥奪する法律が制定。これに基づいて、2005年に航空団から「メルダース」の名前を抹消。 2013年10月1日付で第74戦術航空団（Taktisches Luftwaffengeschwader 74）として再編成。                                                               |
| LW   | 第31戦闘爆撃航空団“ベルケ（ドイツ語版）” Jagdbombergeschwader 31 „Boelcke“ |        | ネルフェニッヒ航空基地                             | 1962年 | F-84F               | 1983年 | トーネード IDS | 2013年9月30日付で、第31戦術航空団“ベルケ”（Taktisches Luftwaffengeschwader 31 „Boelcke“）に再編成。 |
| LW   | 第32戦闘爆撃航空団 Jagdbombergeschwader 32                                 |        | レヒフェルト航空基地                               | 1964年 | F-84F               | 1983年 | トーネード IDS | 2013年3月31日付で解隊 |
| LW   | 第33戦闘爆撃航空団 Jagdbombergeschwader 33                                 |        | ビューヒェル航空基地                               | 1962年 | F-84F               | 1985年 | トーネード IDS | 2013年10月1日付で第33戦術航空団（Taktisches Luftwaffengeschwader 33）として再編成。 |
| LW   | 第34戦闘爆撃航空団 Jagdbombergeschwader 34                                 |        | メミンゲン（Memmingen）航空基地（ドイツ語版）      | 1964年 | F-84F               | 1987年 | トーネード IDS | 2003年6月30日付で解隊 |
| LW   | 第36戦闘爆撃航空団 Jagdbombergeschwader 36                                 |        | ホプシュテン（Hopsten）航空基地（ドイツ語版）      | 1965年 | F-84F               | 1974年 | F-4F           | 1991年1月1日付で第72戦闘航空団“ヴェストファーレン”（Jagdgeschwader 72 „Westfalen“）へ改名。2002年1月31日付で解隊。 |
| LW   | 第10空軍兵器学校 Waffenschule der Luftwaffe 10                             |        | ネルフェニッヒ航空基地 →イェファー航空基地[注 14]  | 1960年 | CL-13 セイバーMk.5  | 1983年 | トーネード IDS | アメリカでの転換訓練を完了したパイロットを、欧州の環境に慣らすための部隊。1983年8月26日付で第38戦闘爆撃航空団（Jagdbombergeschwader 38）に再編。2005年8月31日付で解隊 |
| MFG  | 第1海軍航空団 Marinefliegergeschwader 1                                    |        | シュレースヴィヒ航空基地                           | 1963年 | ホーカー シーホーク | 1982年 | トーネード IDS | 1993年12月31日付で解隊。 |
| MFG  | 第2海軍航空団 Marinefliegergeschwader 2                                    |        | エッゲベク（Eggebek）航空基地（ドイツ語版）        | 1965年 | ホーカー シーホーク | 1986年 | トーネード IDS | 2005年8月9日付で解隊。これに伴い空対艦攻撃任務は、空軍の第51偵察航空団が引き継ぐ。 |

### ギリシャ

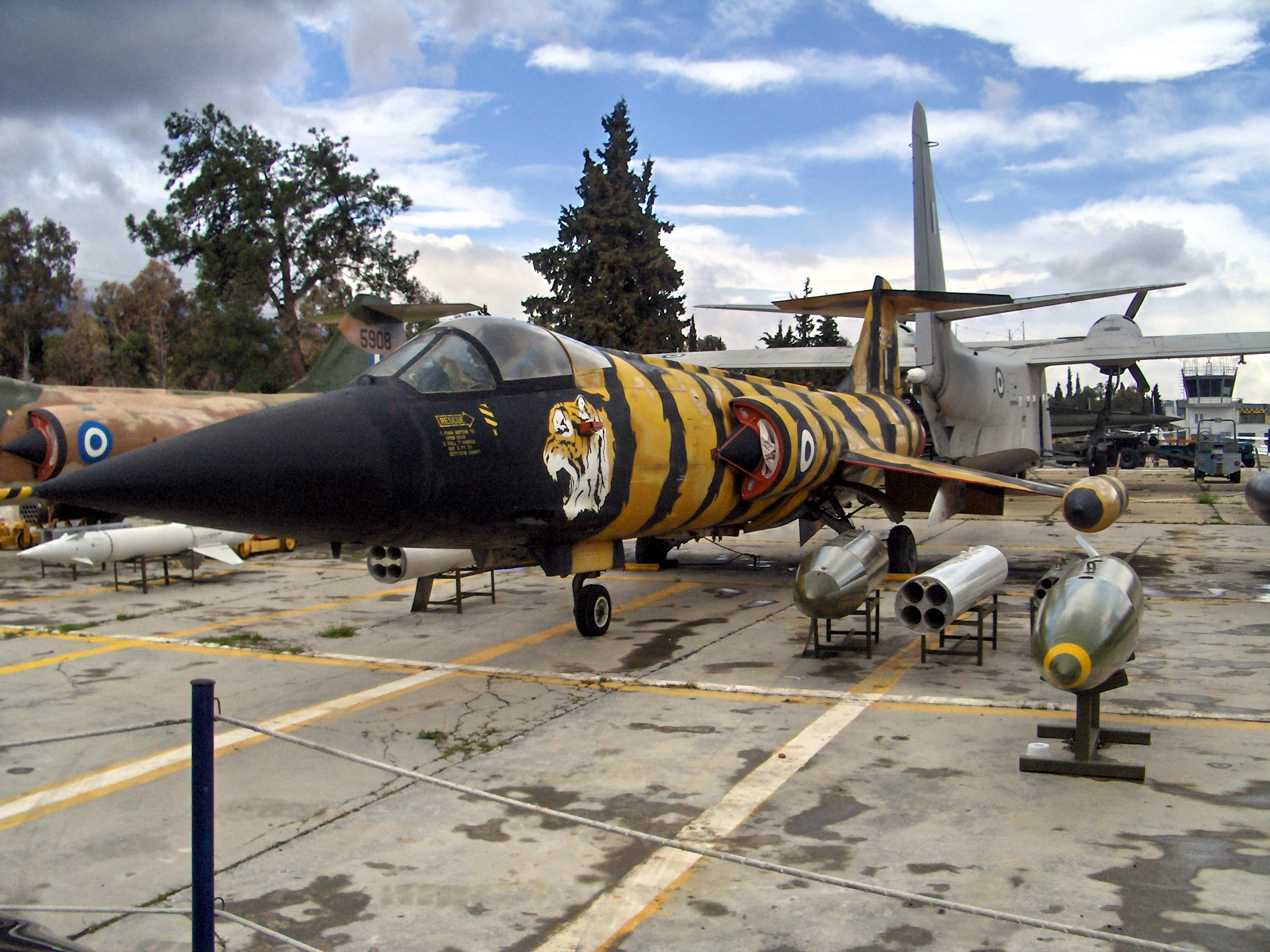
ギリシャ空軍のF-104G

1965年、ギリシャ空軍はロッキード/カナディア製F-104G 45機とTF-104G 6機を受領し、第335飛行隊（335 Μοίρα）と第336飛行隊（336 Μοίρα）の2個飛行隊にF-104Gを配備した。
ギリシャ空軍のF-104Gは、西ドイツやカナダ、オランダ、ベルギーなどと同様に戦術核攻撃を主任務としており、東西冷戦が熱戦に変化した暁には、アメリカ空軍が提供する戦術核爆弾（後には各種通常兵器を含む）を搭載して、ワルシャワ条約機構軍に打撃を与えることとされていた。
ギリシャ空軍は1970～80年代にかけて、キプロス問題を抱えて対立するトルコと争うように、多くの国から中古のF-104を多数導入した。1975年にはスペイン空軍からF-104G 9機とTF-104G 1機を受領したほか、西ドイツ軍からF-104G 40機、RF-104G 17機、TF-104G 23機を受領。オランダ空軍からもF-104G 10機を受領した が、その多くは第335/第336の2個飛行隊の損耗補充やスペアパーツの提供元とされた。1993年3月に米海軍中古のA-7E/TA-7Cに更新され退役する。
装備部隊
| 航空団章 | 航空団                                                                       | 基地                                 | 飛行隊                    | 配備年 | 前任機 | 退役年 | 後継機      | 出展          |
| -------- | ---------------------------------------------------------------------------- | ------------------------------------ | ------------------------- | ------ | ------ | ------ | ----------- | ------------- |
| n/a      | 第114戦闘航空団 （114 Πτέρυγα Μάχης） →第116戦闘航空団 （116 Πτέρυγα Μάχης） | タナグラ空軍基地 →アラクソス空軍基地 | 第335飛行隊 （335 Μοίρα） | 1965年 | F-84F  | 1992年 | A-7E/ TA-7C | [ 20 ] [ 21 ] |
|          | 第116戦闘航空団 （116 Πτέρυγα Μάχης）                                        | アラクソス空軍基地                   | 第336飛行隊 （336 Μοίρα） | 1963年 | F-84F  | 1993年 | A-7E/ TA-7C | [ 21 ]        |

### イタリア

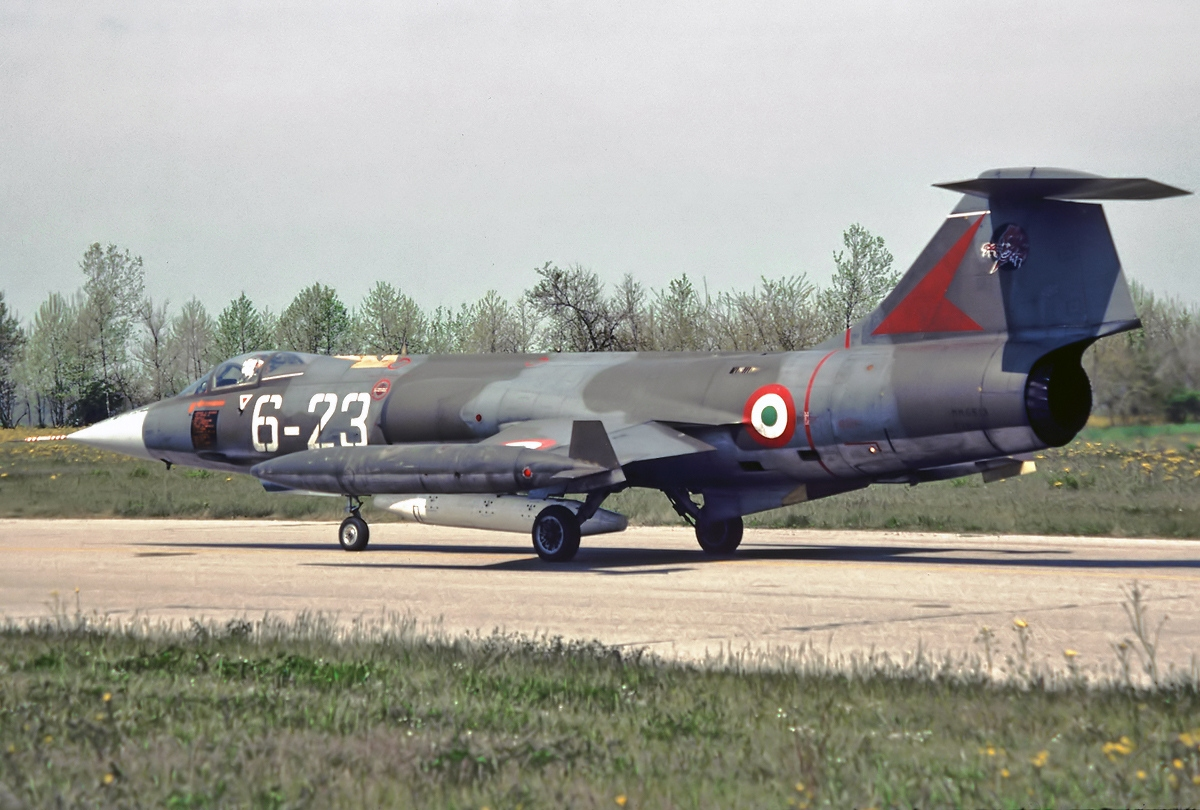
イタリア空軍のF-104G。胴体下部に訓練爆弾ディスペンサーを装備している

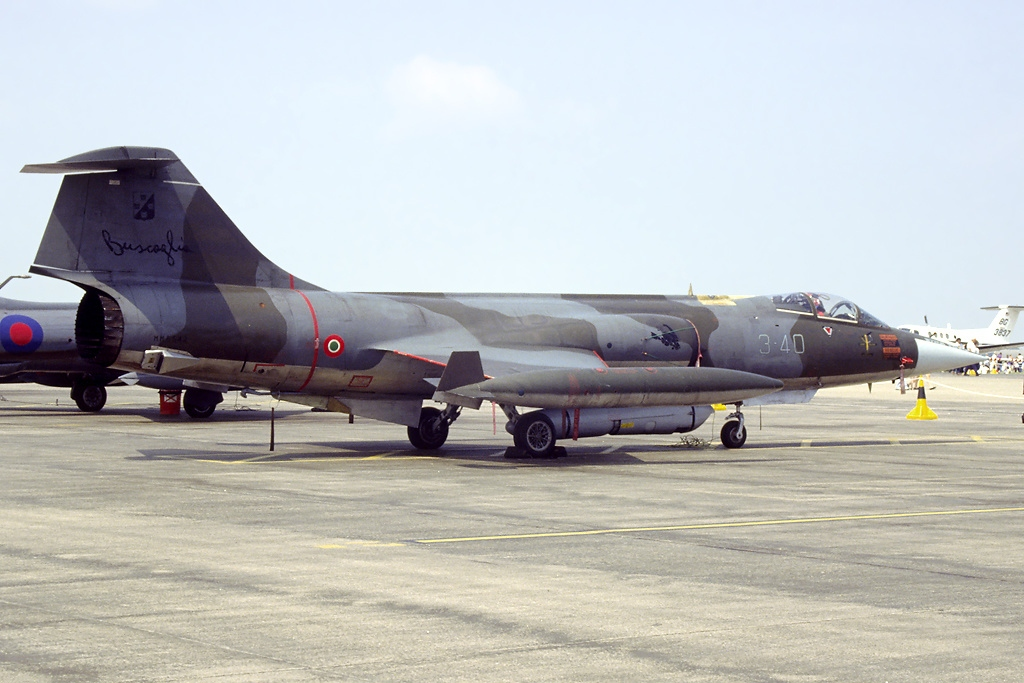
イタリア空軍のRF-104G。胴体下部ハードポイントにオルフェウス（Orpheus）偵察ポッドを装着しているほか、胴体後部下面にチャフ・フレア・ディスペンサーを装備している

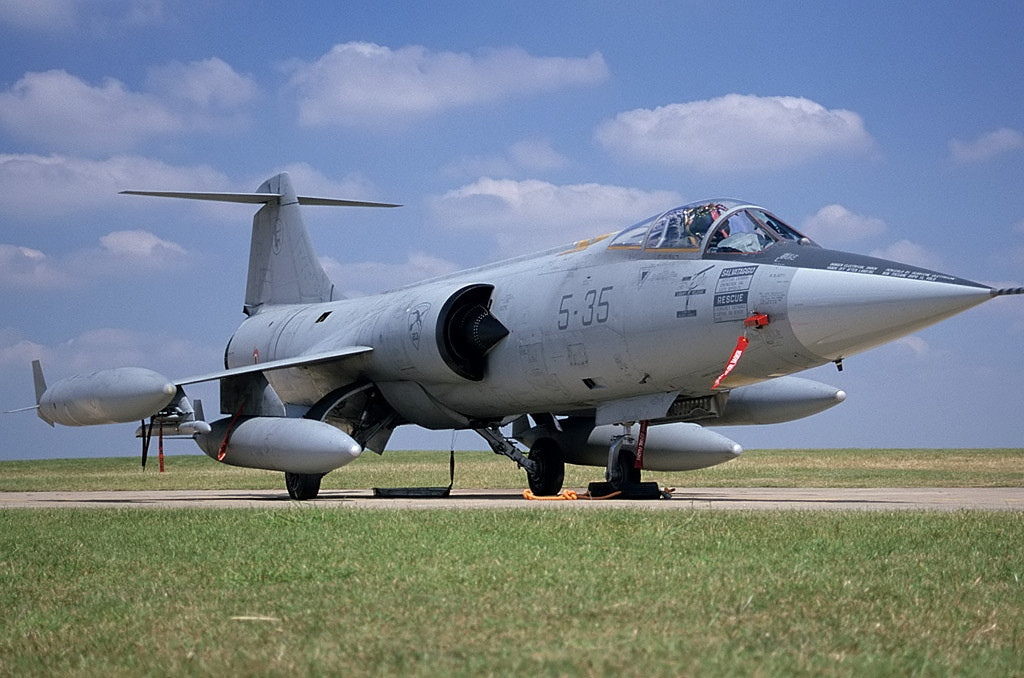
イタリア空軍のF-104S-ASA。薄灰色の塗装を施されている

イタリア空軍は、1962年に最初のF-104G（ロッキード製）を受領したのち、同年からフィアット（後のアエリタリア）でライセンス生産された104機のF-104Gと20機のRF-104G、24機のロッキード製TF-104Gを導入した。さらに1969年からは改良型のF-104Sを205機導入したほか、1984年には西ドイツ空軍から中古のTF-104G 6機を受領して おり、イタリア空軍は合計355機を導入した。
イタリア空軍向けの F-104S は、FCSの交換とハードポイントの追加により AIM-7E スパローの運用能力を持ち、また、エンジンの換装により最高速度はマッハ2.4に向上している。これは耐熱限界が向上したためで、パワー自体はもとより余裕があった。
1981年に計画された近代化改修によりAIM-9Lが、1997年の近代化改修でAIM-7Eベースのイタリア国産ミサイル、アスピーデがそれぞれ運用可能となっている。F-104Sは、ユーロファイター タイフーンが導入される2005年まで運用されていた。
配備部隊
イタリア空軍においては、F/RF/TF-104GおよびF-104Sは、以下の8個航空団（Stormo）/13個飛行隊（Gruppo）に配備された。
- 第3航空団（3º Stormo）（イタリア語版）（1999年に解隊） -ヴェローナ＝ヴィッラフランカ空港
  - 第28飛行隊（28º Gruppo）（イタリア語版）
  - 第132飛行隊（132º Gruppo）（イタリア語版）
- 第4航空団（4º Stormo）（イタリア語版） -グロッセート空軍基地（イタリア語版）
  - 第9飛行隊（9º Gruppo）（イタリア語版）
  - 第20飛行隊（20º Gruppo）（イタリア語版）
- 第5航空団（5º Stormo）（イタリア語版）（2010年10月5日付で解隊）-チェルヴィア・ピシニャーノ空軍基地（イタリア語版）
  - 第23飛行隊（23º Gruppo）（イタリア語版）（2010年10月5日付で解隊）
  - 第102飛行隊（102º Gruppo）（イタリア語版）（第6航空団傘下に転属）
- 第6航空団（6º Stormo）（イタリア語版） -ブレシア・ゲーディ空軍基地（イタリア語版）
  - 第154飛行隊（154º Gruppo）（イタリア語版）
- 第36航空団（36º Stormo）（イタリア語版） -ジョーイア・デル・コッレ空軍基地（イタリア語版）
  - 第12飛行隊（12º Gruppo）（イタリア語版）
  - 第156飛行隊（156º Gruppo）（イタリア語版）
- 第37航空団（37º Stormo）（イタリア語版） -カゼルタ・グラッツァニーゼ空軍基地（イタリア語版）
  - 第10飛行隊（10º Gruppo）（イタリア語版）
- 第51航空団（51º Stormo）（イタリア語版） -トレヴィーゾ・イストラーナ空軍基地（イタリア語版）
  - 第22飛行隊（22º Gruppo）（イタリア語版）（1999年2月25日付で解隊）
  - 第155飛行隊（155º Gruppo）（イタリア語版）
- 第53航空団（53º Stormo）（イタリア語版）（1999年7月28日付で解隊）-カーメリ空軍基地（イタリア語版）
  - 第21飛行隊（21º Gruppo）（イタリア語版）

### ヨルダン
1967年に29機のF-104Aと4機のF-104Bをアメリカから供与された。
アメリカからの供与時に「対イスラエル作戦には使用しない」という条件が付されたため、第一陣の引き渡し直後に勃発した第三次中東戦争ではイスラエルの攻撃を避けるためトルコに避難し、終結後に引き渡しを再開した。これは、ヨルダンが新戦闘機の入手先をソ連に求めるのを防ぐための処置であったという。1機は1972年11月のフセイン国王に対するクーデター未遂事件で戦闘に参加したとされているが、詳細は不明である。第2・3次印パ戦争においては飛行隊の一部がパキスタンに派遣され、戦後、アメリカの禁輸措置後には保有機の一部が部品取り用に同国に転売されたという。
1983年までにF-5とミラージュF1との置き換えに伴って全機が退役。

### オランダ

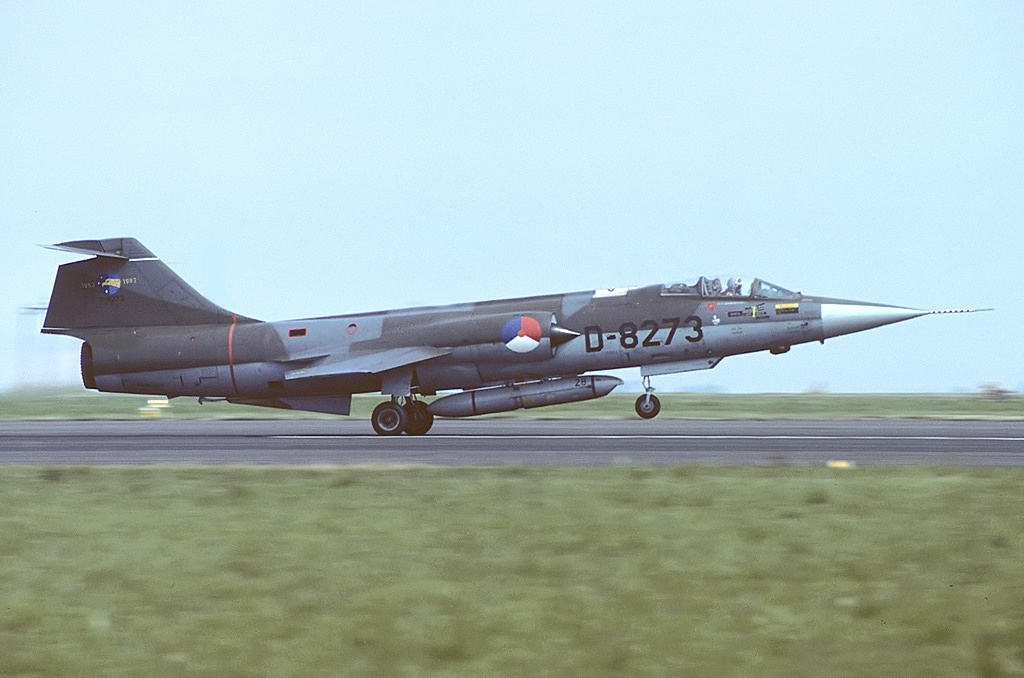
オランダ空軍第306飛行隊のRF-104G。機体内部のカメラは撤去され、胴体下部中心線のハードポイントにオルフェウス偵察ポッドを装備している

オランダ空軍は1962年から、F-104G 95機とRF-104G 25機、TF-104G 18機の、合計138機のF-104を導入した。
オランダは西ドイツやカナダ、ベルギーと同様にアメリカから有事の戦術核兵器提供を約束されていたため、フォルケル航空基地にアメリカ空軍管理下の戦術核兵器を貯蔵しており、東西両陣営の直接軍事衝突が勃発した際には、フォルケル空軍基地に駐屯する第311/第332飛行隊の所属機体が低空侵攻による戦術核攻撃を行うことになっていた。ちなみに、レーワルデン空軍基地の第322/第323飛行隊は全天候迎撃を任務としていた。
1980年代にF-16への機種転換が進むに伴い余剰化した機体は、F-104G 10機がギリシャ空軍に引き渡されたほか、F-104G 24機、RF-104G 18機、TF-104G 10機がトルコ空軍へ引き渡された。
装備部隊
オランダ空軍のF-104は、以下の5個飛行隊に配備されたほか、飛行小隊規模の訓練部隊が複数存在する。
| 部隊名      | 部隊章 | 基地                                                   | 配備年 | 前任機            | 任務                                              | 退役年   | 後継機 | 出展 |
| ----------- | ------ | ------------------------------------------------------ | ------ | ----------------- | ------------------------------------------------- | -------- | ------ | ---- |
| 第306飛行隊 |        | トゥエンテ空軍基地 →フォルケル空軍基地（1964年に移転） | 1962年 | RF-84F            | 機種転換訓練（1964年まで） 戦術偵察（1964年以降） | 1984年   | F-16   | 。   |
| 第311飛行隊 |        | フォルケル空軍基地                                     | 1964年 | F-84F             | 対地攻撃・戦術核攻撃                              | 1980年代 | F-16   | 。   |
| 第312飛行隊 | n/a    | フォルケル空軍基地                                     | 1965年 | F-84F             | 対地攻撃・戦術核攻撃                              | 1980年代 | F-16   | 。   |
| 第322飛行隊 |        | レーワルデン空軍基地                                   | 1964年 | ホーカー ハンター | 防空戦闘                                          | 1981年   | F-16   | 。   |
| 第323飛行隊 | n/a    | レーワルデン空軍基地                                   | 1964年 | ホーカー ハンター | 防空戦闘                                          | 1981年   | F-16   | 。   |

オルフェウス偵察ポッド

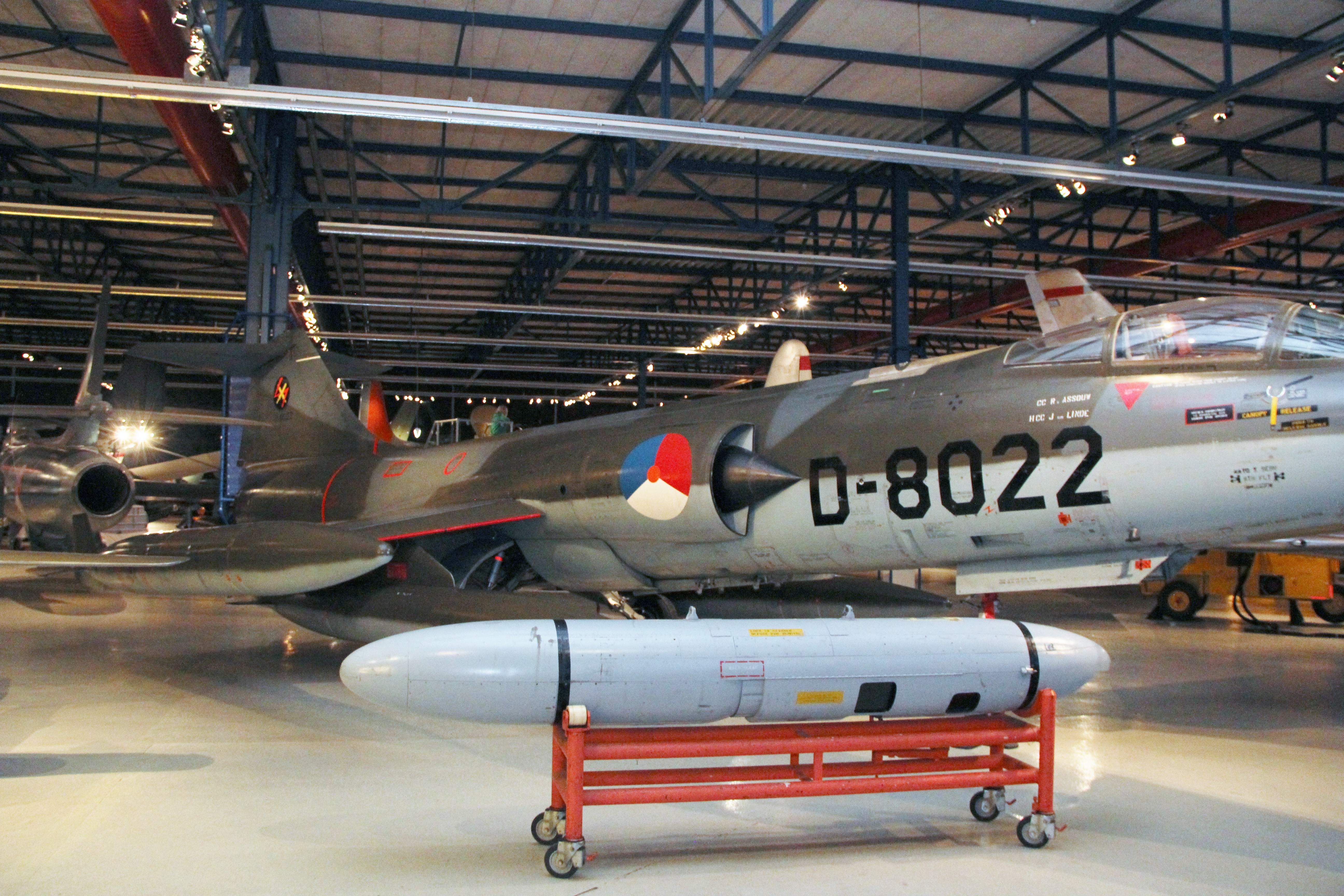
博物館に展示される、オルフェウス偵察ポッド。向かって右側の部分が前方に向くように取り付ける。

オルフェウス（Orpheus）偵察ポッドは、オランダのオールドデルフト、オランダ国立航空宇宙研究所（National Aerospace Laboratory：略称NLR）、フォッカーが共同開発した偵察用ポッドで、昼間用のカメラと赤外線ラインスキャナ、制御機器や冷却装置などの周辺電子機器はオールドデルフト、軽合金性の本体はNLRとフォッカーが共同開発し、1966年から開発が始められた。
オルフェウス偵察ポッドは、全長3.75m、重量350kg、直径0.47mの大きさで、内部には5機のTA-8Mカメラと、IRLS-5赤外線ラインスキャナ、それら偵察機器の制御装置で構成される。
TA-8Mカメラは、1機が前方斜めに、左右それぞれの斜め方向に2機ずつが配置されている。レンズは前方斜めと前部の左右斜めカメラは70mmレンズが固定されているが、後部の左右斜めカメラは70mm、100mm、150mmのレンズを選択できる。また赤外線ラインスキャナは、地表から放射される赤外線（地面との温度差）を感知する。
オルフェウス偵察ポッドは後にイタリア空軍でも採用され、RF-104G退役後はオランダ空軍ではF-16A、イタリア空軍ではAMXに搭載される。

### ノルウェー

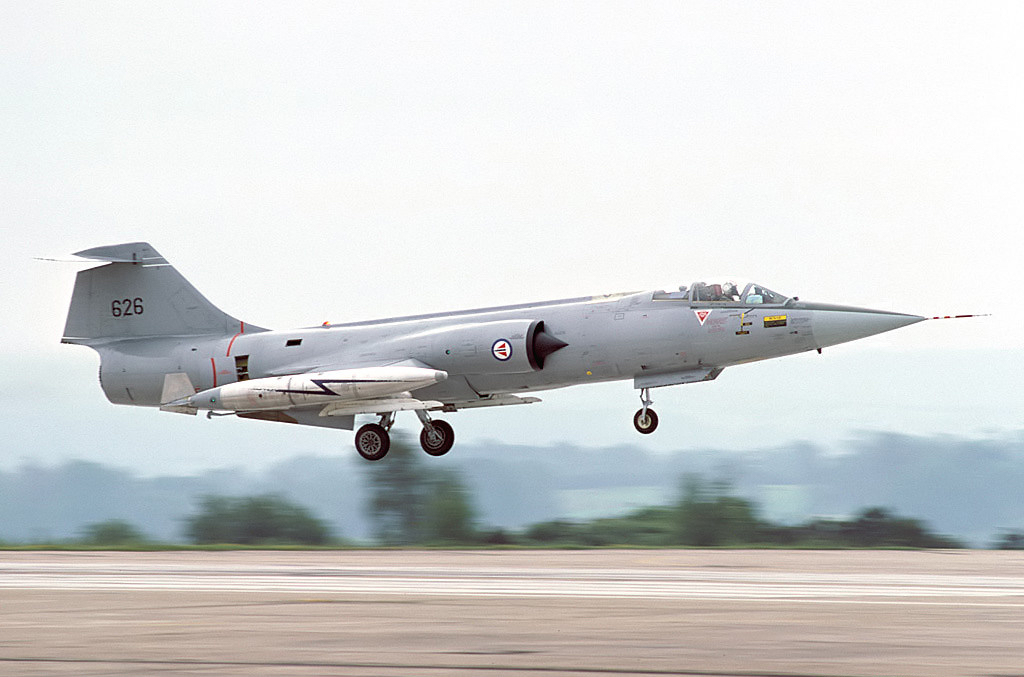
ノルウェー空軍のRF-104G。写真の機体は後にトルコ空軍に供与された

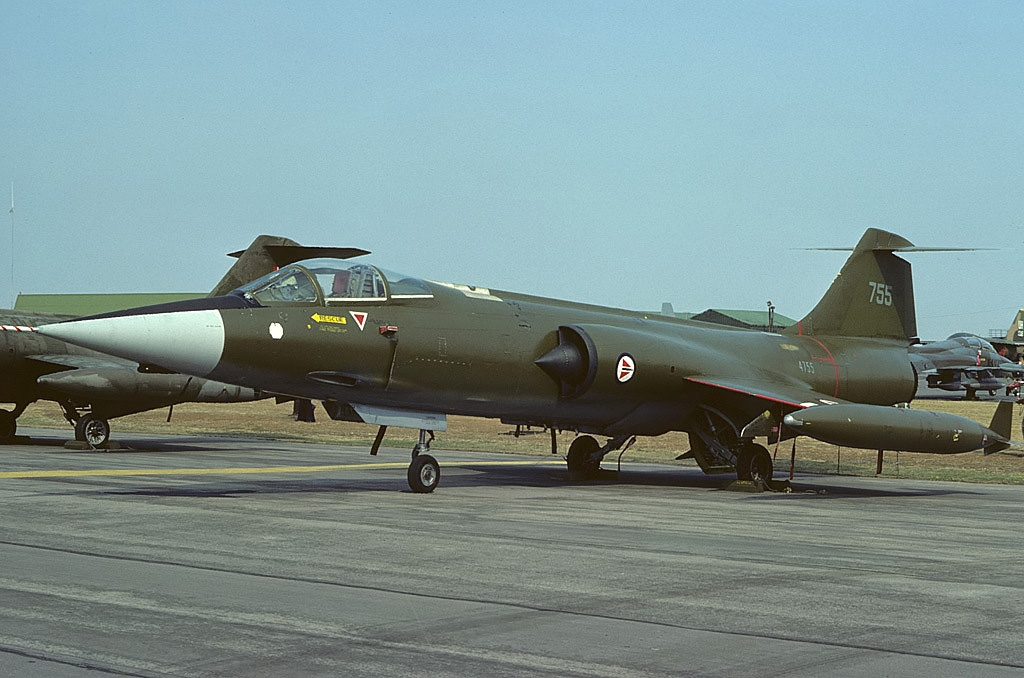
ノルウェー空軍のCF-104。F-104Gとは異なり、ダークグリーンの塗装を施されている

ノルウェー空軍は、1963年からMAP供与により、ロッキード製RF-104G 16機、カナディア製F-104G 3機、ロッキード製TF-104G 2機の計19機を受領した。ただし、ノルウェー空軍に引き渡されたRF-104GはM61 20mmバルカン砲を装備しており、実態はF-104Gそのものであった。
ノルウェー空軍は受領したF-104をボードー空軍基地の第331飛行隊（331 skvadron）に配備し、同飛行隊で運用されていたF-86Fセイバーを更新した。
1973年には、カナダ空軍から余剰機のCF-104 18機とCF-104D 4機を受領し、リュッゲ空軍基地の第334飛行隊（334 skvadron）に配備し、同飛行隊のF-5A/B(G)を更新した。ノルウェー空軍は、導入したCF-104にM61 20mmバルカン砲を再装備するとともに、レーダーの対空捜索能力を向上させる改修を行った。
さらに1975年には、西ドイツ空軍がアメリカのルーク空軍基地で運用していたTF-104G 2機を受領している。
1981年、第331飛行隊はF-16A/Bへの機種転換を開始し、第331飛行隊に所属していた機体のうちF-104G 3機、RF-104G 9機、TF-104G 1機の合計13機がトルコ空軍に引き渡された。
1982年には第334飛行隊もF-16への機種転換を開始し、1983年にはCF-104およびCF-104Dもすべて退役した。ノルウェー空軍で使用されていたCF-104/CF-104Dの中には民間に引き取られた機体もあり、2機のCF-104と1機のCF-104Dがアメリカの民間アクロチーム『スターファイターズ』 に引き取られて運用されているほか、ノルウェー国内のボランティア団体"Friends of Norwegian Stafighters" が1機のCF-104Dを保有している。

### パキスタン
パキスタンは1961年にアメリカの軍事援助計画に基づいて旧アメリカ空軍のF-104A 10機とF-104B 2機を供与されている。これらの機体はアメリカ空軍では取り外されていたM61 20mmバルカン砲が再装備されたほか、エンジンをJ79-GE-11に換装されており、初期型故に機体が軽い分推力重量比はF-104各型の中で特に優れていたという。
パキスタン空軍のF-104は全機がサルゴーダーのMushaf空軍基地に駐屯する第9飛行隊に配備され、第2・3次印パ戦争にF-86、ミラージュIIIと共に実戦投入された。1965年の第二次印パ戦争では9月6日の戦闘でインド空軍のミステールを撃墜しF-104最初の撃墜戦果を挙げたが、インド空軍がF-104との交戦を避けたため、撃墜戦果は約250回の出撃で僅か4機だけであった。F-104の損失は2機のみであったが、インド側の資料では地上でもう1機破壊したとされている。9月11日にはMiG-21と遭遇しマッハ2級戦闘機同士が対立した史上初の事例となったが、F-104は燃料が少なくなっていたため交戦することなく退却した。1971年の第三次印パ戦争ではいくつかの撃墜戦果こそ挙げたものの、MiG-21に苦手な格闘戦に巻き込まれるなどして7機を失う大損害を被り、終戦後アメリカの禁輸措置によって部品供給を絶たれて退役した。

### スペイン
スペイン空軍は1965年から、18機のカナディア製F-104Gと3機のTF-104Gを導入した。1972年のF-4C導入により余剰となった機体はギリシャ空軍とトルコ空軍に引き渡された。
なお、スペイン空軍では17,000時間以上運用されたものの、事故等で失われる事はなかった。

### トルコ

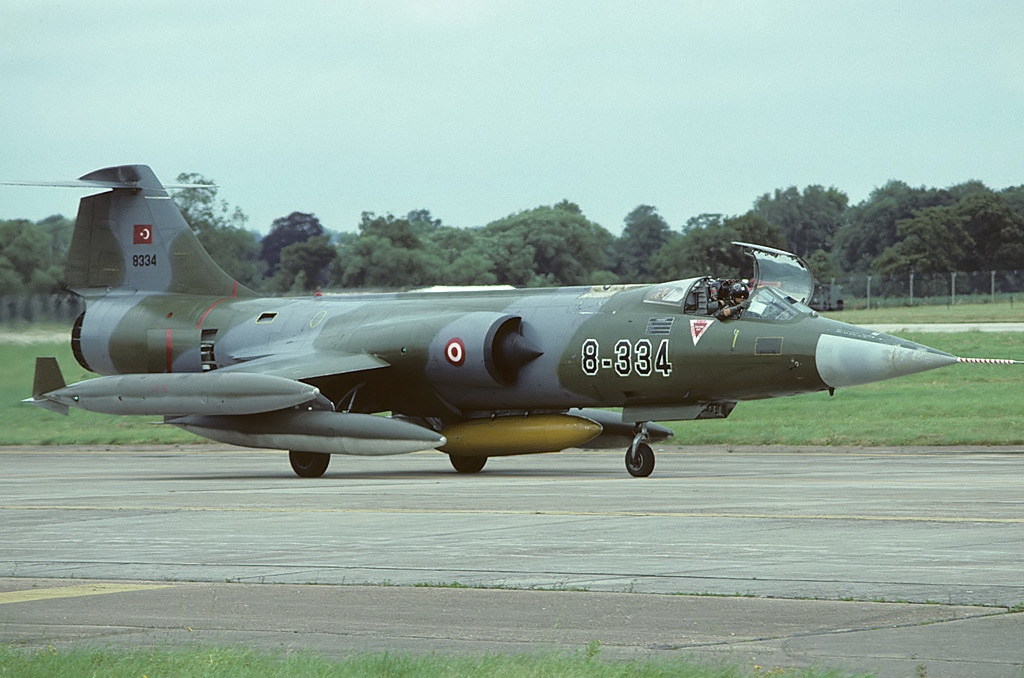
トルコ空軍のF-104G

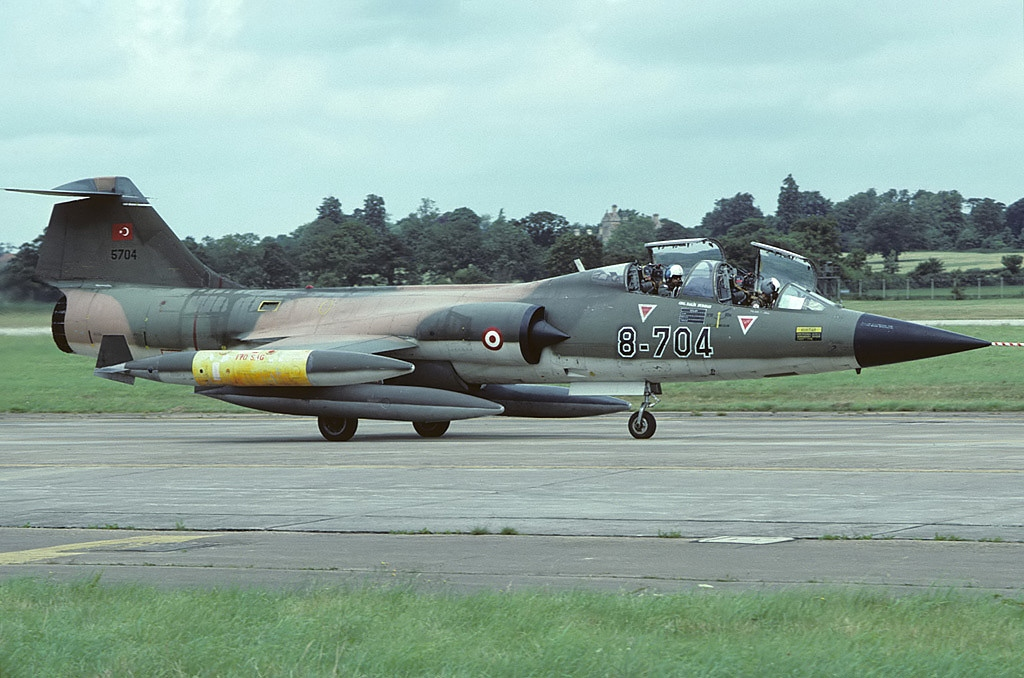
トルコ空軍のTF-104G

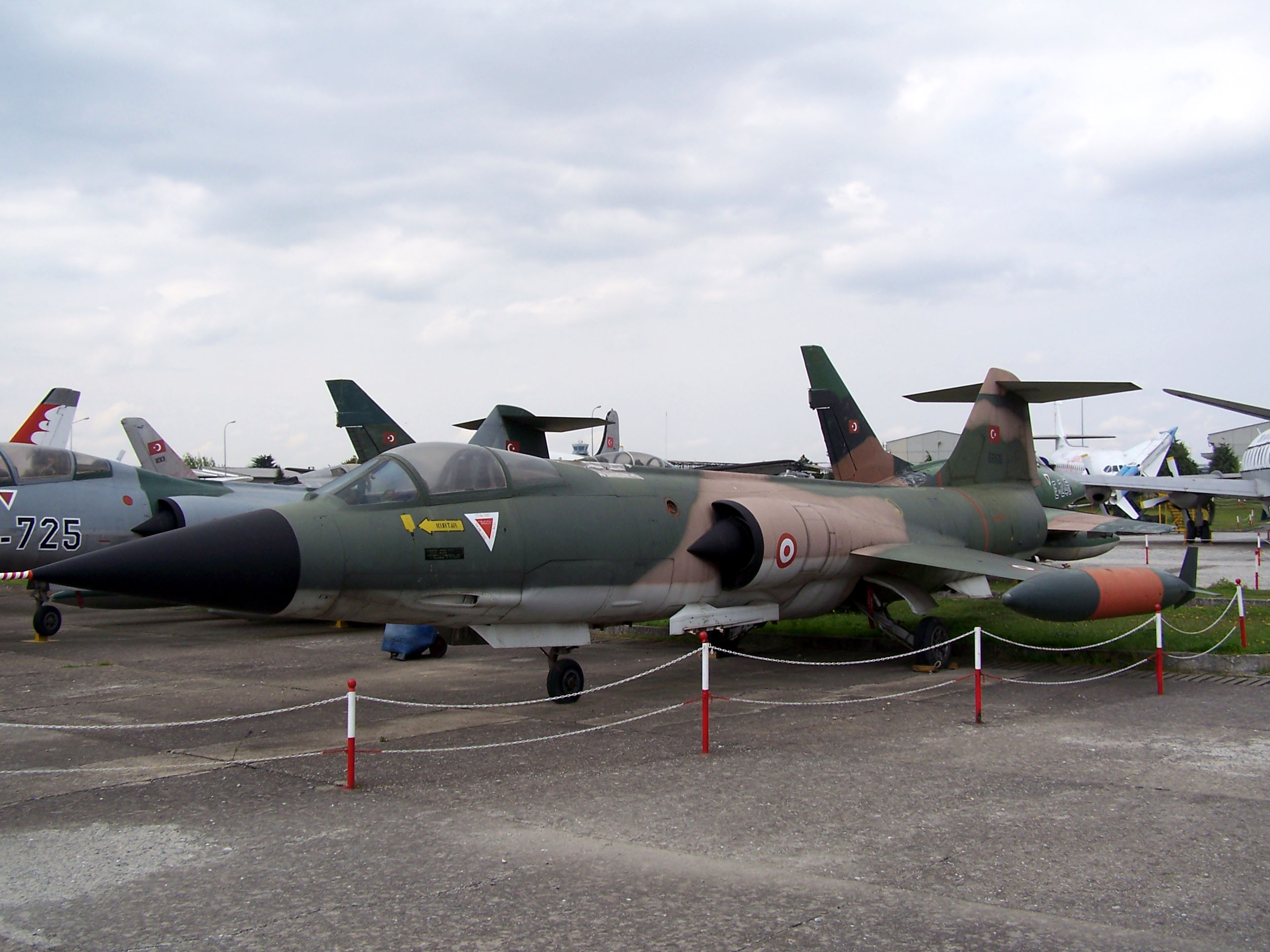
イスタンブール航空博物館に展示されている、トルコ空軍のF-104S

トルコ空軍は、1963年からロッキード/カナディア製のF-104G 48機とTF-104G 6機をアメリカからのMAP供与によって受領した。
トルコ空軍においては、F-104は以下の4個航空団コマンド（Ana Jet Üs Komutanlığı）/10個飛行隊（Filo）に配備・運用された。
- 第4航空団コマンド（4. Ana Jet Üs Komutanlığı）- アダムス（Akıncı）空軍基地（トルコ語版）
  - 141 Filo
  - 142 Filo
  - 143 Öncel Filo（転換訓練部隊）
- 第6航空団コマンド（6. Ana Jet Üs Komutanlığı）- Bandırma空軍基地
  - 161 Filo
  - 162 Filo
- 第8航空団コマンド（8. Ana Jet Üs Komutanlığı）- ディヤルバクル（Diyarbakır）空軍基地（トルコ語版）
  - 181 Filo
  - 182 Filo
- 第9航空団コマンド（9. Ana Jet Üs Komutanlığı） - バルケスィル（Balıkesir）空軍基地（トルコ語版）
  - 191 Filo
  - 192 Filo
  - 193 Filo

1974年にはイタリアから新造機のF-104S 40機を受領した。1980年代に入ると、トルコ空軍はキプロス問題で対立するギリシャ空軍に対抗するように、欧州各国から多数の中古F-104を導入し始めた。
- スペイン空軍から11機（F-104G 9機、TF-104G 2機）[17]
- ノルウェー空軍から13機（F-104G 3機、RF-104G 9機、TF-104G 1機）[26]
- 西ドイツ空軍・海軍航空隊から201機（F-104G 133機、RF-104G 32機、TF-104G 36機）[17]
- オランダ空軍から52機（F-104G 24機、RF-104G 18機、TF-104G 10機）[6]
- ベルギー空軍から17機（F-104Gのみ）[6]
- カナダ空軍から50機（CF-104 44機、CF-104D 6機）[9]

これにより、トルコ空軍のF-104取得機数は総計439機にまで膨れ上がったが、その多くはスペアパーツ確保のために解体されたといわれている。
後継機のF-16の配備とライセンス生産が進められたことや機体の老朽化などもあり、トルコ空軍のF-104は1995年に全機退役した。

### 日本

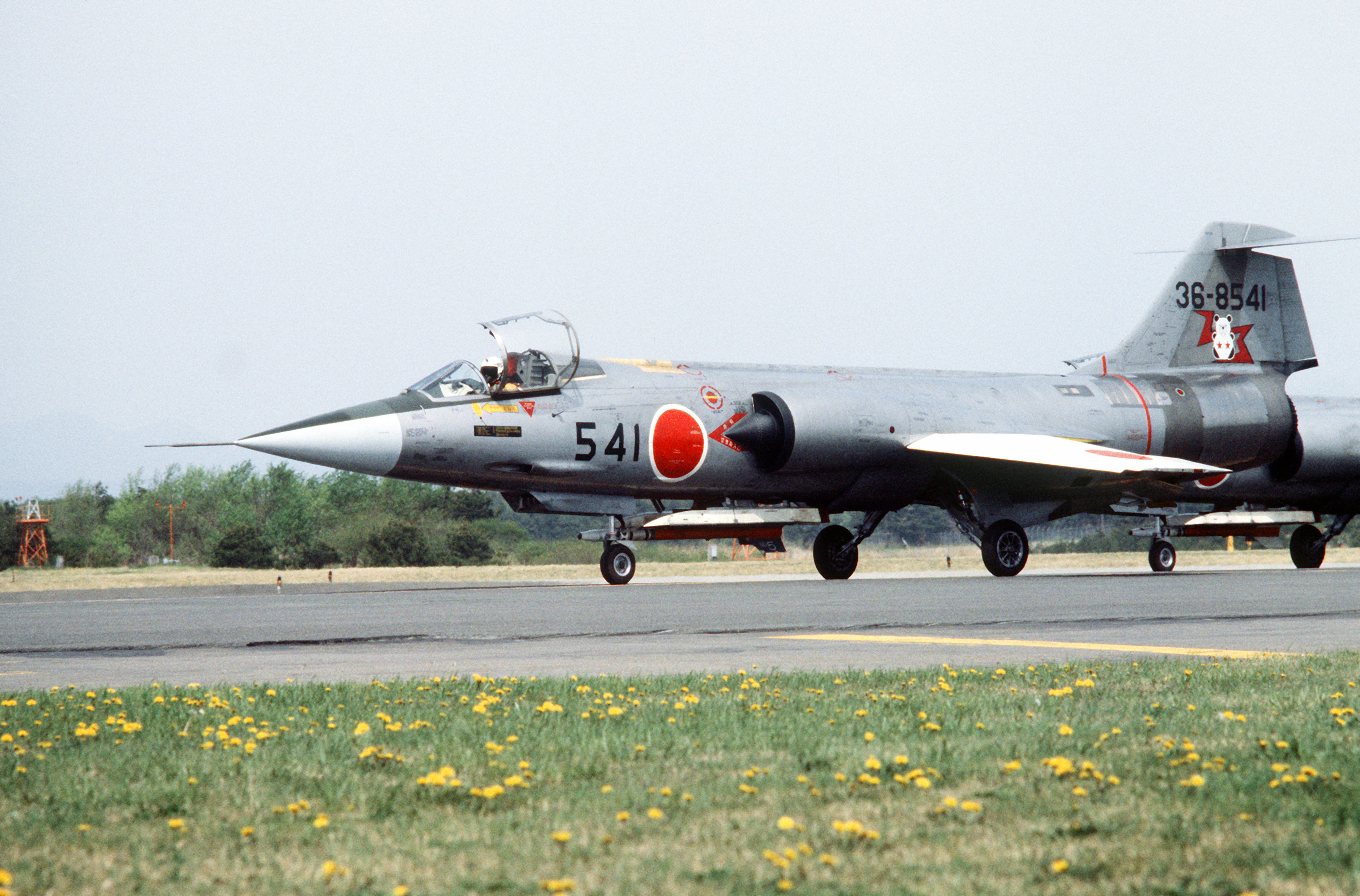
第2航空団第203飛行隊所属のF-104J（1982年・韓国光州）

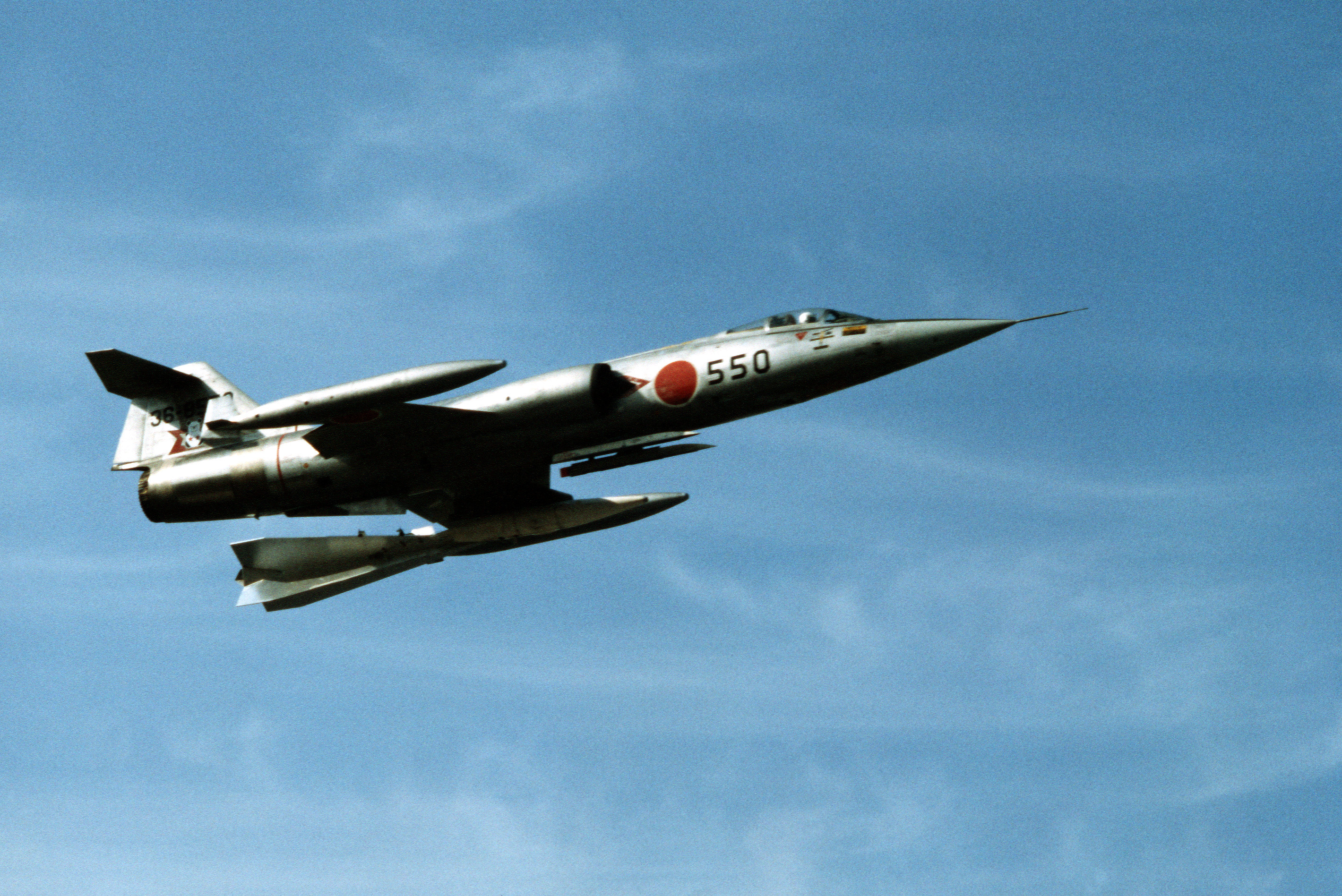
日米共同訓練「コープノース83-1」に参加するF-104J（1983年・北海道）

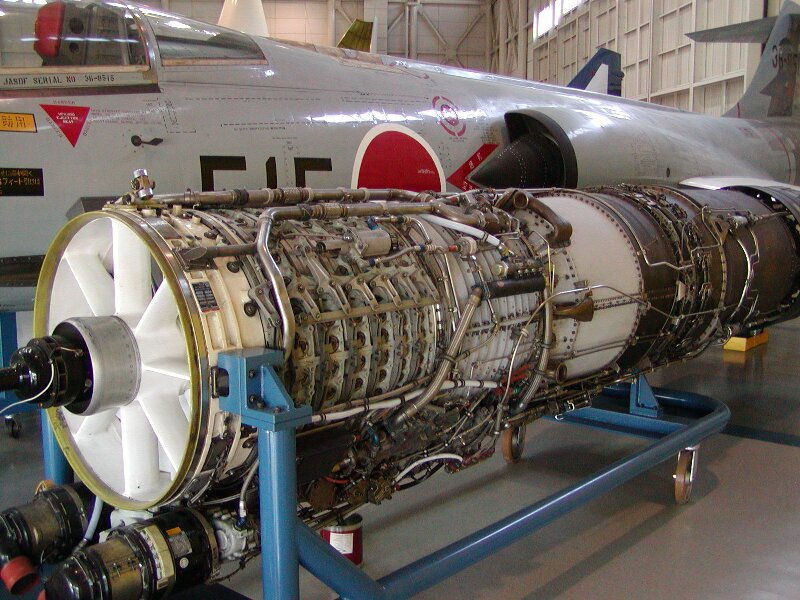
F-104Jに搭載されていたJ79エンジン
岐阜かかみがはら航空宇宙博物館展示

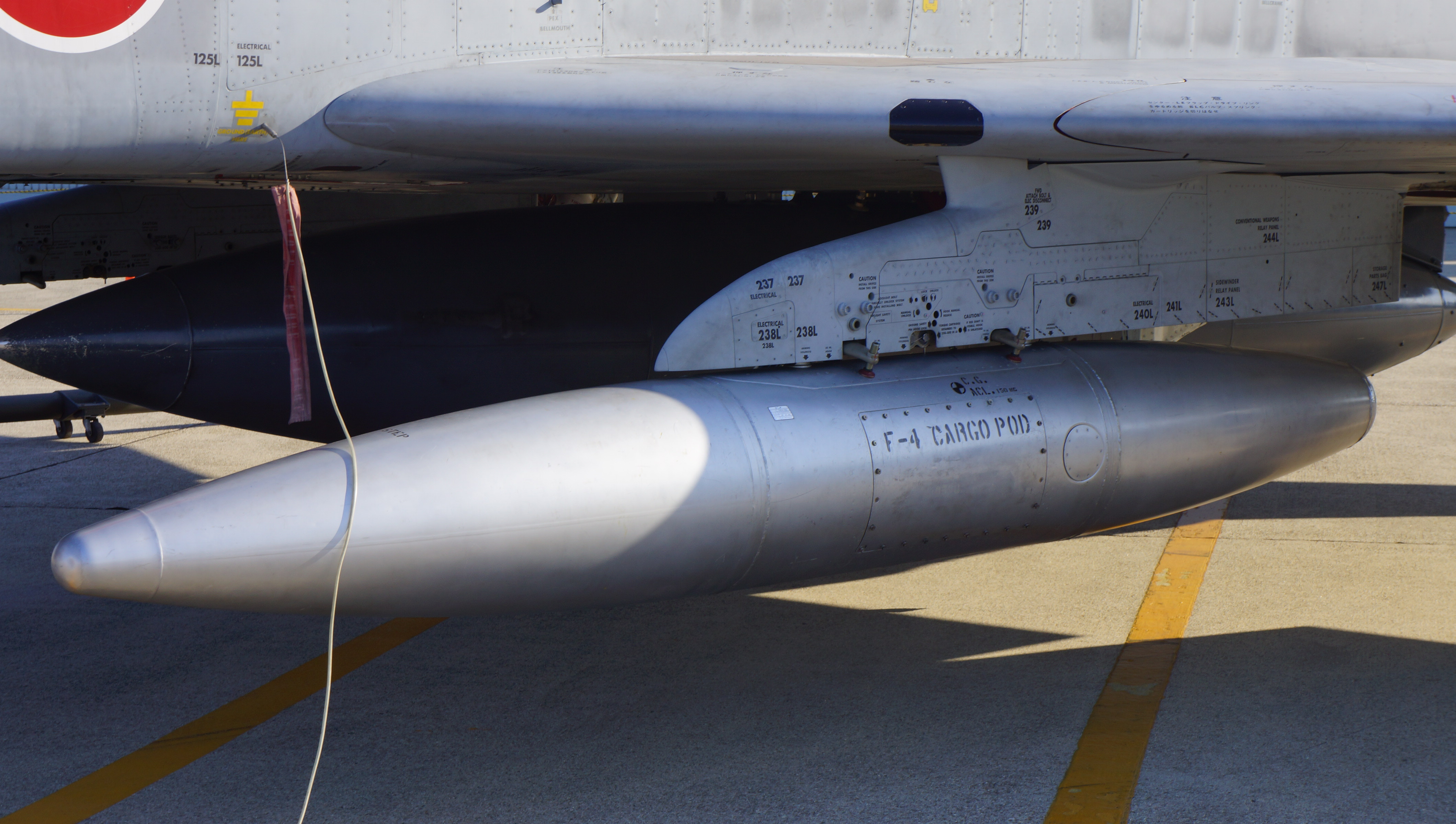
F-4EJ搭載のトラベルポッドとして再利用されたF-104Jの増槽（2014年）

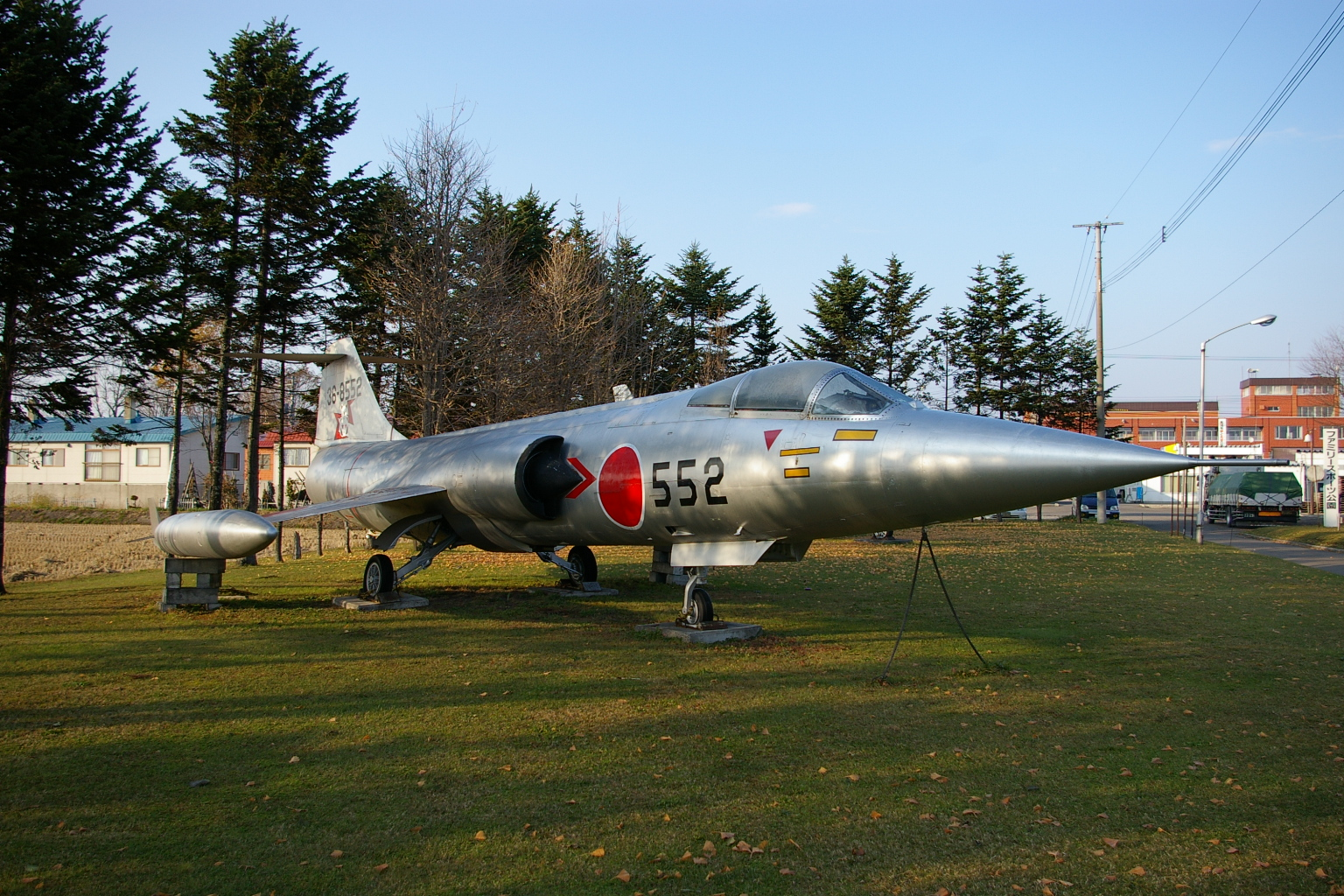
北海道秩父別町で展示されていたF-104J

概要

航空自衛隊は、G型を基に日本での要撃任務用途にあわせて火器管制装置などを改良したF-104J、および複座の練習機F-104DJを採用した。日本にとっては、独自で機体選考を実施した最初のジェット戦闘機ともなった。空自では栄光という愛称を持つ。三菱重工業がライセンス生産を担当し、細い胴体に極端に小さな主翼という形状から、空自の現場では「三菱鉛筆」の愛称もある。F-15Jの配備に伴い、1986年に全機が退役した。
導入経緯
T-33A導入で日本への足がかりを築いたロッキードは、アメリカ空軍での採用以降、空軍からデータが公表されると共に、防衛庁に対して売り込み始めた。アメリカ本国における大量調達の目が無くなったものの、F-86の後継としてF-100の採用を狙うノースアメリカン社との販売競争が行われていた。
防衛庁は1957年（昭和32年）に次期戦闘機（F-X）調査団を米国へ派遣した。
増強が進むソビエト空軍の爆撃機を意識し、以下の要求を満たす戦闘機の選定を行った。日本としては初めての機体選定作業となった。
- マッハ2クラスの速度
- 高度15,500mまで約8分以内に到達
- 最大上昇限度が18,000m
- 戦闘行動範囲約380km

以上の要求に当てはまる戦闘機はF-104、F-100、N-156F（後のF-5）、F-102の4種となった。F-104は実機が完成し初飛行を成功させてはいたが、アメリカ空軍での配備はまだであった。F-100は当時のアメリカ空軍主力戦闘機、N-156Fは計画機、F-102はもっとも高価な機体であった。これらに加え、米国防総省から予定に無かったグラマンG-98J-11（F11Fタイガーの発展型）の紹介を受け、調査に追加した。当時、最も有力視されていたのが、三菱重工と親密であったノースアメリカン社のF-100で、機首にレーダーを搭載した日本向けF-100Jの発表もなされた。
調査団は1957年9月13日に帰国し報告書を提出したが、結論は明記されておらず、結論は先送りとなった。この折、主力戦闘機であるノースアメリカンF-86Fをライセンス生産する三菱重工に、同じノースアメリカン製F-100Jを「つなぎ」として80機ライセンス生産させる意見も上がり、半ば決定とされていたが、F-100について当時の総理大臣岸信介に「戦闘爆撃機」と説明したために「日本に爆撃機は要らない」と一喝され、沙汰止みとなった。
1958年1月に佐薙毅航空幕僚長が渡米しF-X次期戦闘機の選定を実施し、帰国後に報告書を提出。報告書で候補機はF-104とG-98に絞られたが、米空軍に配備されたばかりのF-104の事故と、同機が3000メートル級滑走路を必要とする事、データリンクの容量不足等から、翌1958年（昭和33年）に防衛庁はG-98J-11の採用を決定、国防会議で内定した。同時に佐薙航空幕僚長らが訪米し、国防総省及び空軍と交渉したが、どちらを採用しても良いとの承認を得た。
だが、G-98の内定に対して批判が起き（第1次FX問題）、関係者からの事情聴取や証人喚問にまで発展した。1959年（昭和34年）の国防会議において、内定の撤回と再調査が決定。「乗ってみなければわからない」の名台詞を残した源田実航空幕僚長を団長とする官民合同の調査団が再び訪米した。G-98はマッハ1級の機体を無理にかさ上げしてマッハ2級にしたものであり、後退翼を採用した事から遷音速域での加速は優れるが、音速突破後の加速に劣り、超音速域での機動が悪かった。対してF-104は、直線翼を採用した事から遷音速域での加速性に劣るが、音速突破後の加速は優れ、マッハ2の最高速度域でもエンジン推力に余裕があり高い機動ができ、両者の性能差は明らかだったという。二ヵ月半にわたる調査の結果提出された報告書に基づき、「F-104Gを日本向けに改装した型を採用する事を承認する。機数は180機、ほかに訓練用20機を昭和40年を目処として国産する」と決定した。
これらの機体の導入にあたっては、総経費968億円のうち7500万ドル（270億円）をアメリカ政府による資金援助（無償供与）を受けて配備される事となった。日米の分担比率は72対28である。
生産
J型1号機は1961年（昭和36年）6月30日に米国で初飛行、フライング・タイガー・ライン（貨物航空会社 フライング・タイガース）のCL-44により空輸された。3号機までは完成機として輸入され、国内で再組み立てされた。続いて17機が三菱重工業でノックダウン生産、160機がライセンス生産された。DJ型は20機全てが完成品輸入で、国内で再組み立てされた。
1963年から1966年にかけて、第201から第207までの7個飛行隊が新編された。1964年（昭和37年）10月から第202飛行隊がアラート待機を開始、1965年（昭和40年）には所要飛行隊を維持することが難しいとして、J型30機のライセンス生産による追加調達が決定。1967年（昭和42年）度に計230機が配備された。

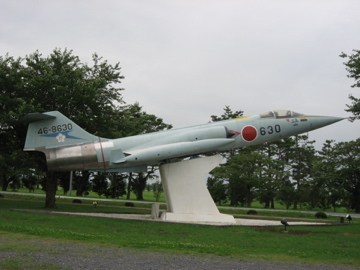
茨城県の百里基地で展示されているF-104J

機体

F-104J は要撃機という日本の要求にあわせてM-2爆撃コンピュータを取り外しており、NASARR F-15Jも、F-104Gの搭載したF-15Aと異なり対地攻撃の機能を持たない。空中給油については、C型以降は給油口が一点加圧式であるため、空中給油プローブを取り付ければ可能だが航空自衛隊は装備していない。なお、給油口の位置自体は左エアインテイク前方で自衛隊機もその他の空軍機も同じである。諸外国のF-104もプローブは着脱が可能で、装着したときの最大速度はマッハ1.75に制限された。
武装はJM61 20mmバルカン砲とAIM-9B/Eサイドワインダー空対空ミサイル、2.75in Mk4 FFAR空対空ロケット弾を装備できる。ロケット弾の装備は、サイドワインダーの全天候照準を可能とする赤外線照準機が最初の3機を除いて未搭載であり（プロビジョンだけは残っていた）、当時のサイドワインダー単体では全天候戦闘を行う事ができなかったからである。バルカン砲は当初装備の予定はなく、C-1契約の180機は未装備で引き渡されている。後にバルカン砲が搭載されたが、F-104J計210機のうち、装備した機体は160機前後に留まった。未装備機の機体の銃口はふさがれ、空きスペースには予備の燃料タンクを有していた。
単発エンジンで故障も多く、1969年2月8日に金沢市で落雷を受け民家に墜落し、住民4名が死亡し民家17戸が全焼するという墜落事故を契機に、自衛隊戦闘機の選考にも影響を及ぼした（結局、実態としては攻撃機であった（配備当初の区分において）支援戦闘機のF-2を除けばF-35Aまで単発の戦闘機の導入はなかった）。1963年から1974年8月までに大事故を起こした機体は24機、うち墜落した機体は20機となっている。当時の自衛隊は、度重なる訓練中の事故に対して「西ドイツのF-104Gの事故率は航空自衛隊に比べ2-3倍高い」として安全性を強調していた。
最後の有人戦闘機
1950年代から60年代初頭の、F-104が選定された当時はミサイル万能論が隆盛を誇った時期でもあった。対戦車ミサイルがあるから戦車は要らない、空対空ミサイルを搭載しているから戦闘機に機銃は要らない、大陸間弾道弾があるから戦略爆撃機は要らない、などの様々なミサイルの優位を説いた論のなかで、最も極端なものの一つが「地対空ミサイルがあるから戦闘機は要らない」というものであり、極端でありながら実際にアメリカ空軍はF-99という戦闘機としての形式番号を与えた大型長射程の地対空ミサイルボマークを開発し、アメリカと共同で北米の防空にあたるカナダはアブロ・カナダ CF-105の開発をキャンセルしてこれの採用・配備を決定した。そのような情勢において日本ではミサイル万能論は多分な勘違いや少なからぬ事実誤認含んでおり、国会では社会党議員竹中勝男がサイドワインダーを「空対空弾道兵器」と呼んで「攻撃的兵器」の導入が安易に行われたと政府を批判し、専門誌のライターであっても将来的には航空自衛隊の戦闘機は全て地対空ミサイルに置き換えられるという主張がなされ、当の防衛庁も陸上自衛隊、航空自衛隊のいずれが所轄するかも未定のまま複数の地対空ミサイルの導入を内局が主張していた。そのような中で採用が決定したF-104は「最後の有人戦闘機」「人間最後の戦闘機」「最後の有人機」などと呼ばれ、とくに「最後の有人戦闘機」というフレーズは広く一般に膾炙しており、部隊配備が進み、対領空侵犯措置任務が付与された1964年当時に放送されたドキュメント番組には『F-104J 人間が乗る最後の戦闘機』というタイトルがつけられていた。
最後の有人戦闘機というフレーズは1956年2月16日にYF-104を記者公開した際に米空軍の行った“ultimate manned fighter”との説明の意訳とされる。ただこれには諸説あり、他に、ロッキード社の副社長が来日した折の記者会見で「これ以上のものは有人では無理である」と発言したとする説、「最初の無人戦闘機F-99ボマークと対をなして呼ばれた」とする説もある（ただし米空軍はボマークを“First unmanned Fighter”ではなくGAPA（Ground-to-Air Pilotless Aircraft）と説明しており、戦闘機という類別も計画当初の1951年のものであって、1955年にはXIM-99、YIM-99に変更されている）。“manned”の無い“ultimate fighter”という表現そのものは英語圏でもポピュラーであり、レシプロ戦闘機の時代から現代に至るまでしばしば使われている。ロッキード社によるキャッチフレーズは“Missile With A Man In It”で、これを最後の有人戦闘機の原文と扱う記事がある。
なお、防衛庁は昭和35年の国会でナイキ・エイジャックス、ホーク各4個大隊を航空自衛隊に、翌36年には効率を鑑みナイキを航空自衛隊、ホークを陸上自衛隊に配備する方針であると答弁し、昭和35年度予算からナイキ、ホークの訓練要員をアメリカに派遣していた。昭和38年1月にナイキ・エイジャックス装備の陸上自衛隊第101高射大隊が編成完結したが、昭和39年4月、施設人員ごと航空自衛隊に移管、第1高射群として新編された。防衛庁内局はミサイルの導入に積極的で、ナイキ、ホークの他、ボマークにも関心を寄せていたが、ナイキ・エイジャックスが1個大隊の装備費だけで70億円、ボマークは「非常に多額の金がかかるものでございますし、さらに教育訓練等にも時間を要するようでございますので、はたして次期の五年間に装備することができるかどうか（海原治防衛局長）」と主に費用の面から立ち消えとなった。
退役

F-4EJ、さらにはF-15Jの配備が進むと減数となり、1986年（昭和61年）に那覇基地の第207飛行隊が解隊され、実戦部隊から退役した。このとき多くの機体が用途廃止となり、書類上のみでアメリカに援助相当分を返却したことにして直接廃棄したものもあるが、36機（F-104J：30機、F-104DJ：6機）は状態が良好だったためアメリカに返却された後に阿里山9号計画によって台湾空軍に再供与された。また、アメリカに返還された機体の他に39機が飛行可能な状態だったため、航空実験団に残す4機を除いて35機がモスボール化された。状態の良い機関砲はVADS用に再利用された。
1986年から無人化研究の予算が付き、その中から2機を試作機である有人飛行可能なUF-104Jとして試改修を行い、1992年から臨時無人機運用隊にて試験運用が開始された。1994年に正式に発足した無人機運用隊は、試作機2機、量産型の完全無人標的機UF-104JAを12機の計14機を無人標的機UF-104J/JAに改修して使用した。航空自衛隊最後の「マルヨン」でもあったUF-104J（46-3600）は1997年（平成9年）3月11日に無人標的機として撃墜され、これをもって航空自衛隊から全機姿を消した。なお、浜松広報館に展示されている機体が岐阜基地で使用されたテスト機と言われることもあるがこれは間違いで、QF-104Jとして改修されたのは46-8592と46-8600の2機のみであり（その後UF-104Jに）展示されている76-8698が無人標的機として改修された記録も岐阜基地でテストされた事実もなく、退役後に保管してあった1機にアンテナやステンシルなどを含んだ塗装を施して外観だけUF-104Jにした展示用の機体である。。
不用になった増槽の一部はF-4やT-4の汎用カーゴポッド（トラベルポッド）に改造され、2000年以降も使われている。
評価

F-104は軽量戦闘機であり訪米調査団が「触らせてももらえなかった」アメリカ防空軍団（ADC）の全天候要撃機F-106デルタダートのような充実した電子兵装や、大航続距離のための燃料、レーダー誘導式の中射程空対空ミサイルを搭載できない。ミサイルによる全天候戦闘能力を持たないことは要撃機としては大きな欠点となる。とはいえ、F-106は戦闘機単体での能力ではなくSAGE（半自動防空システム）とのデータリンクで成り立つ兵器であり、システムとして導入しないと効果は期待できない。SAGEは当時の最新鋭のコンピュータシステムで、かつ、特注で作られた一品物であり、アメリカが提供する可能性は低く、当時の日本の経済力・技術力では購入・導入・運用は不可能だった。
日本における防空システムであるBADGE（自動防空警戒管制組織）の運用開始は1969年（昭和44年）であり、これと組み合わせた戦闘機は1969年（昭和44年）の国防会議で採用が決定されたF-4である。従って、F-104は日本が購入できる中では最良の選択だったとされる。要撃機に必須の能力のひとつである上昇性能に関しては非常に優れており、次世代機のF-4よりも高く評価するパイロットもいる。また、バルカン砲の装備方法の違いからF-4EJと比較して弾道が非常に安定していた（機体に抱え込むような装備方法のF-104に対して、F-4E/EJは機首を延長して弾倉を搭載し、機銃そのものは機首にぶら下がる形になるため「落ち着きが無い」と評される事もあった）ため、この点においてもF-4EJ戦闘機よりも優れているとしたパイロットもいた。
高亜音速域での旋回半径が2キロと大きく対戦闘機戦闘においては不利であるが、運用各部隊の精力的な研究成果として、小型の機体に由来する低視認性や旋回時間が短い事などを生かした航空自衛隊独自の運用（フラップモードを固定するなど）を編み出している。その成果の一例に岩崎貴弘は在官時代、日米共同訓練における模擬空中戦で米空軍のF-15を「撃墜」した。これは、僚機を囮としてF15に追尾させている間にレーダーの投影面積が小さく発見されにくいことを利用して鋭い加速力とズーム上昇力を利して仮想敵の背後に回り込んだものである。アメリカ空軍は本来の目的である制空戦闘機としてF-104を使用しなかったが、空自がケリー・ジョンソンの設計を生かした運用を実現できたと言える。
アメリカ空軍ではF-104やF-106と同時期に、元々侵攻戦闘機として開発された航続距離の長い機体であるF-101も要撃機として採用しており、広大な北極海のパトロールを要するアラスカの部隊で使用された。こちらはカナダに輸出された実績もあり、上述の通りカナダ空軍はF-104を核攻撃任務に用い、要撃任務はF-101が担った。ただし空自においては、選考当時には長大な航続距離は必要な要件とみなされなかったため、F-101は候補にすらならなかった。F-104採用後、小笠原諸島と沖縄がアメリカから返還されると、日本は広大な領海を抱える事となり、航続距離の不足が問題になりつづけた。
配備部隊
- 第2航空団 （千歳） - 第201飛行隊（F-15に機種更新）・第203飛行隊（F-15に機種更新）
- 第5航空団 （新田原） - 第202飛行隊（F-15へ機種更新後に解隊）・第204飛行隊（F-15に機種更新と同時に第7航空団隷下へ移動）
- 第6航空団 （小松） - 第205飛行隊（解隊）
- 第7航空団 （百里） - 第206飛行隊（解隊）
- 第83航空隊 （那覇） - 第207飛行隊（第7航空団で編成後、沖縄返還により移駐。86年に解隊）
- 実験航空隊 （航空実験団を経て現在の飛行開発実験団）
- 無人機運用隊

## バリエーション

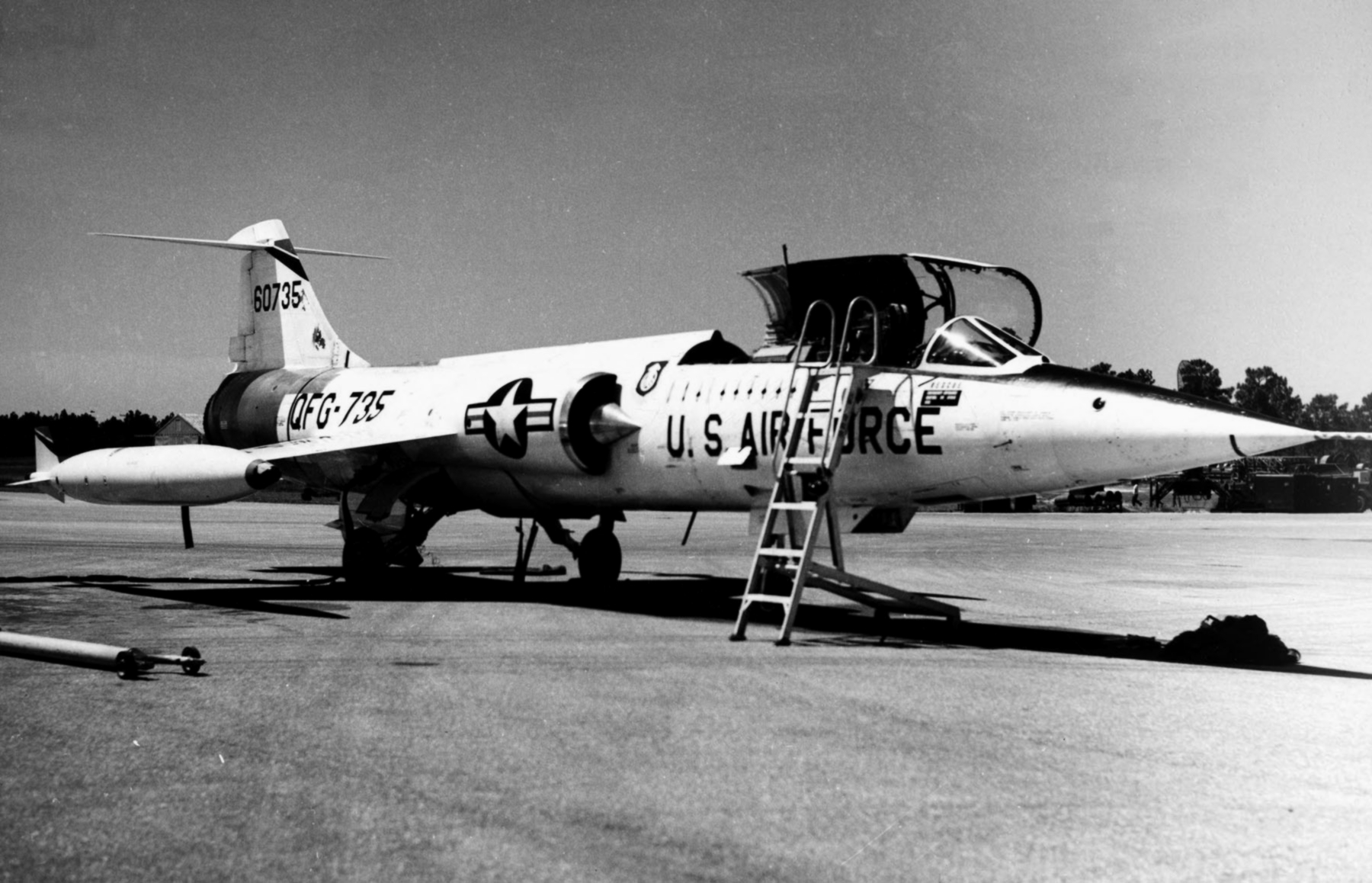
QF-104A

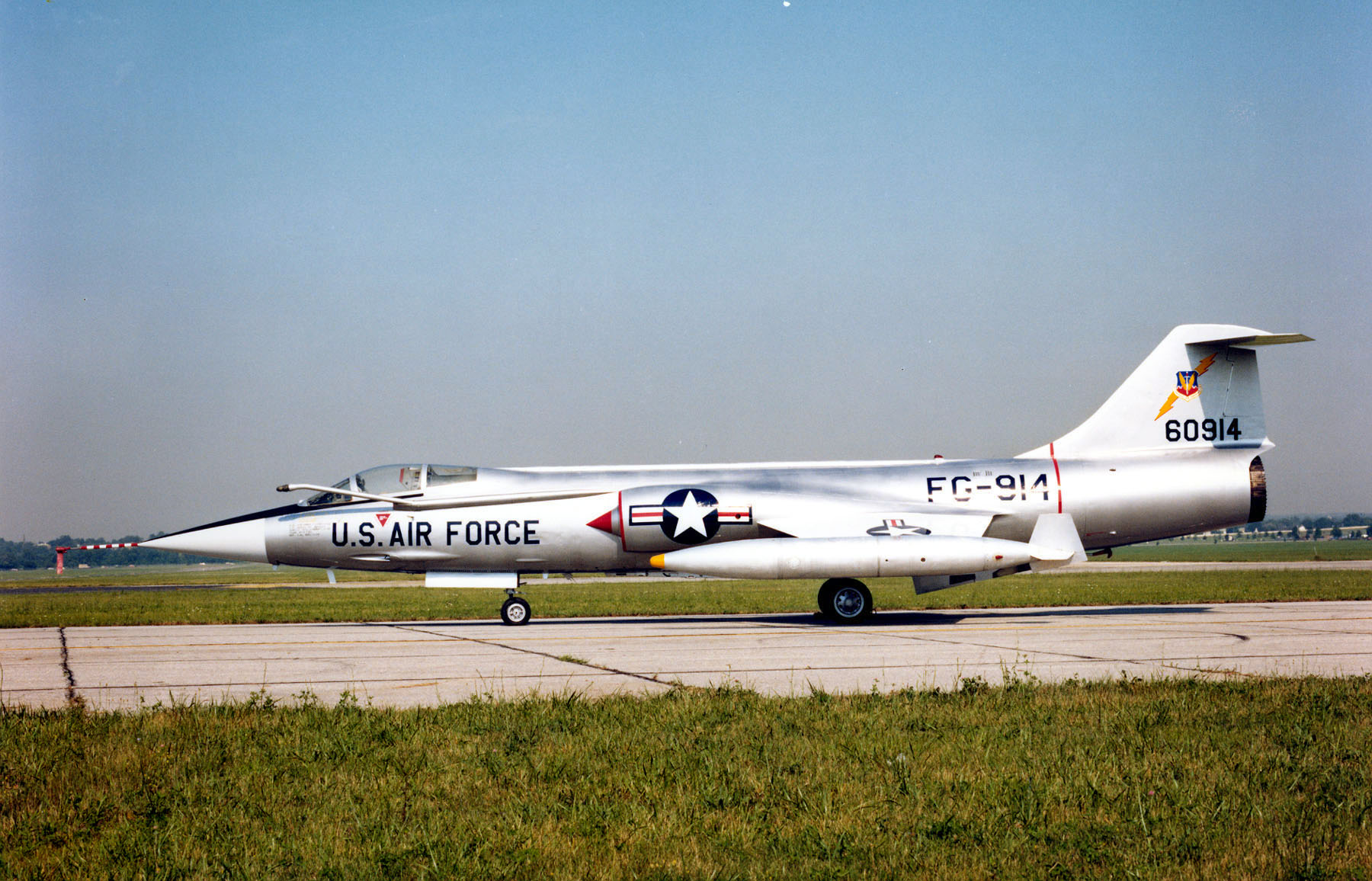
F-104C

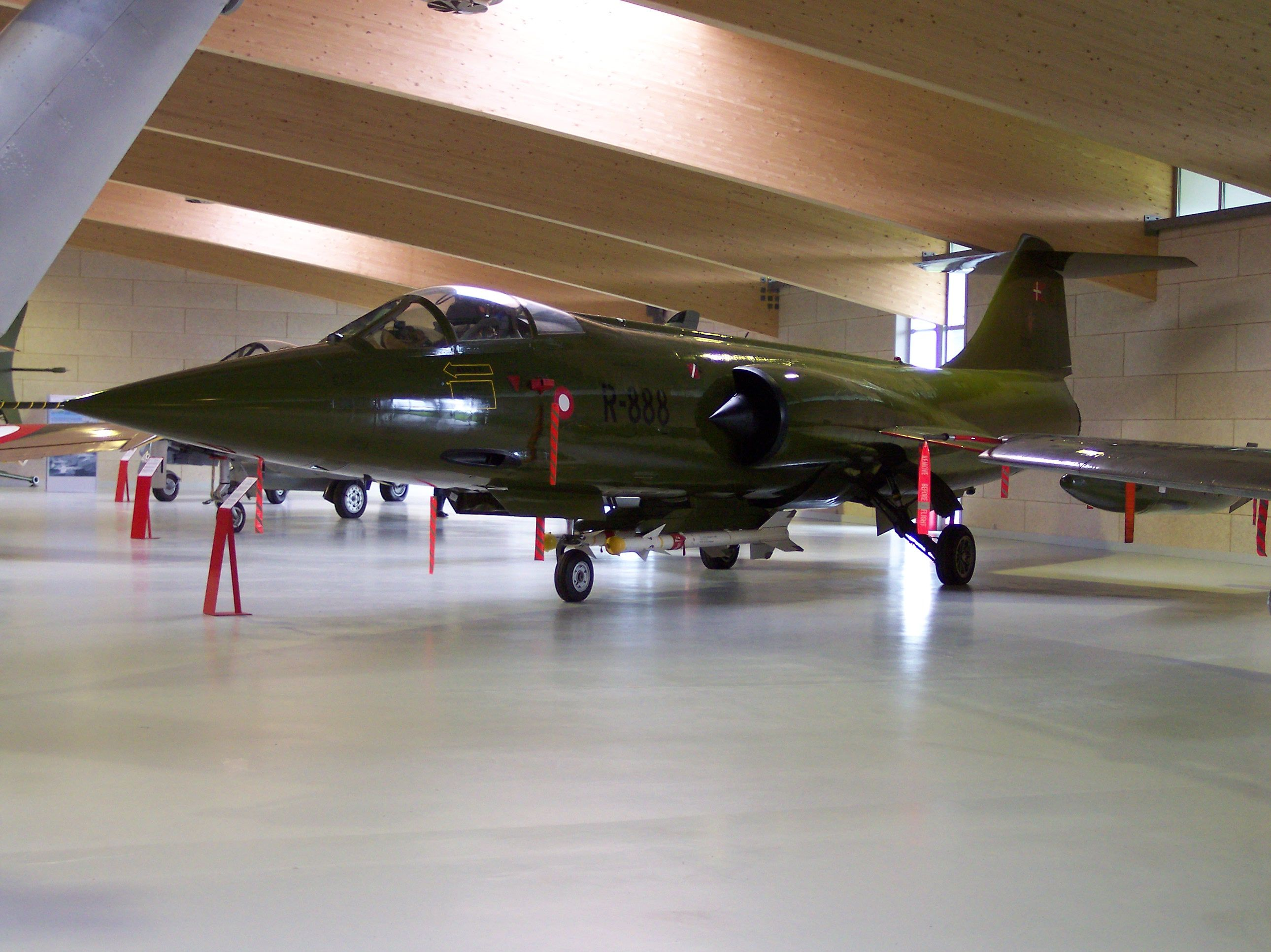
F-104G

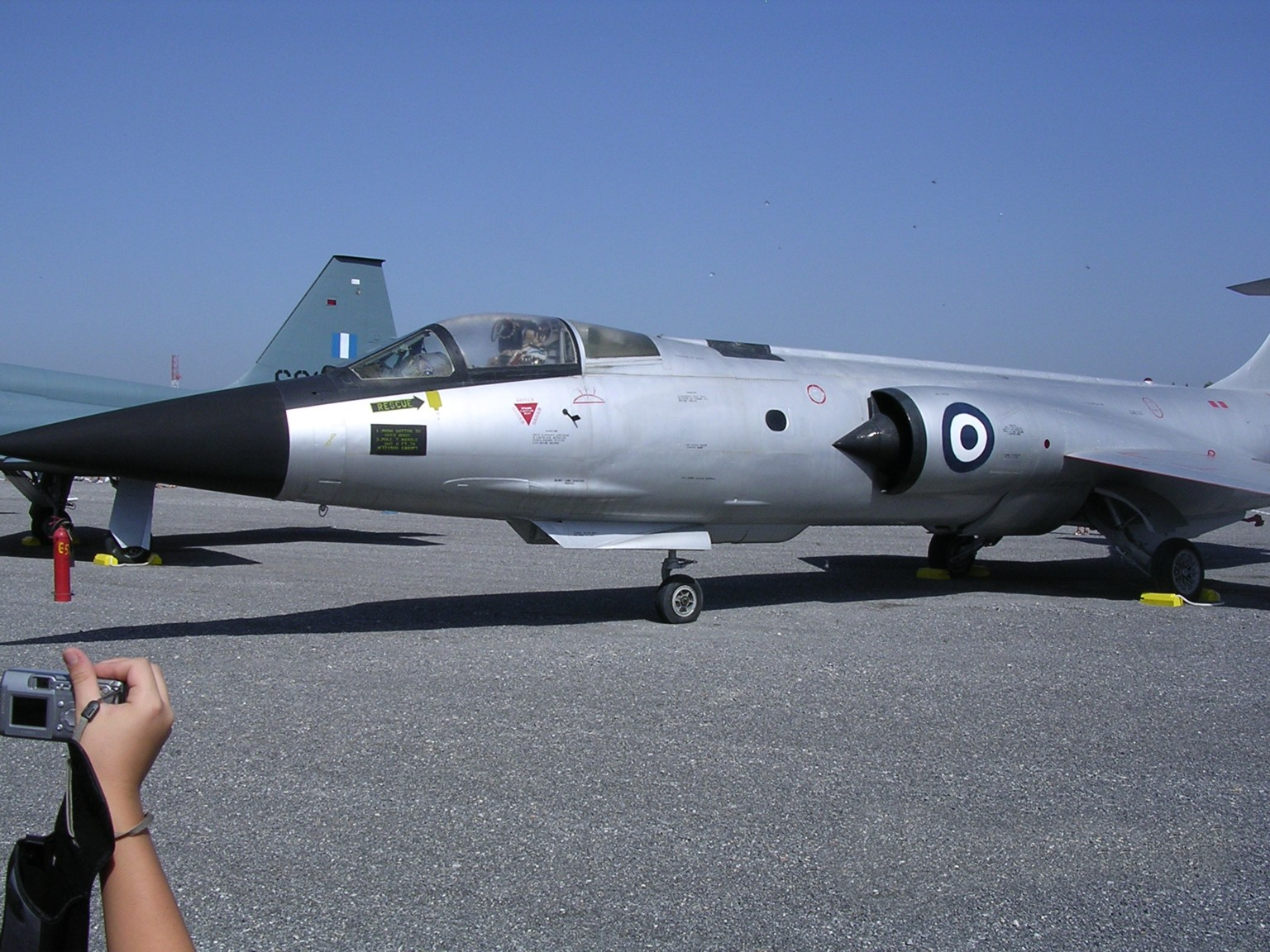
ギリシャ空軍のRF-104G。
前脚収納室のすぐ後ろに偵察カメラが内蔵されており、機体からわずかに出っ張ったカメラ窓に合わせて前脚収納扉に整流用の膨らみがついている

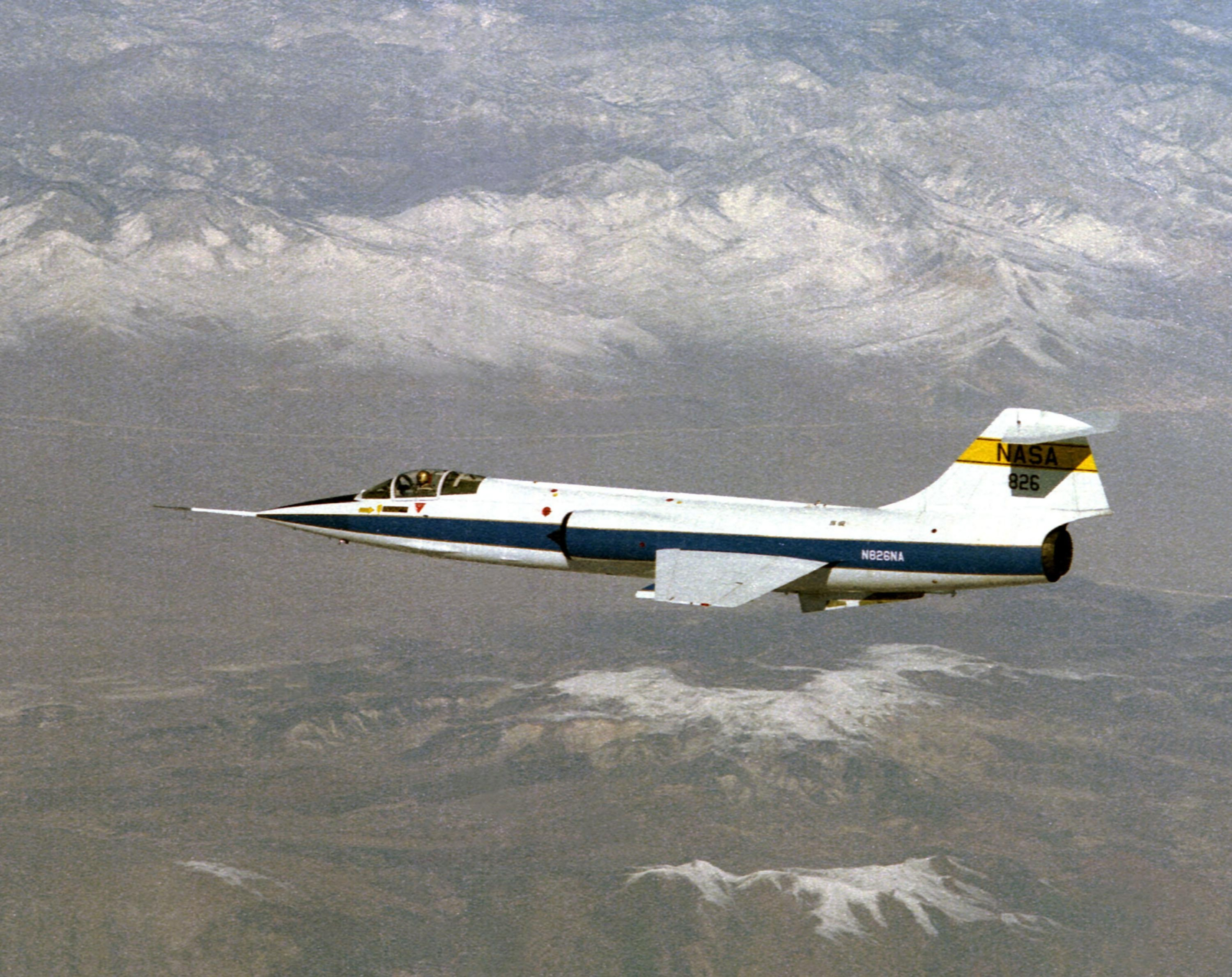
NASAのF-104N

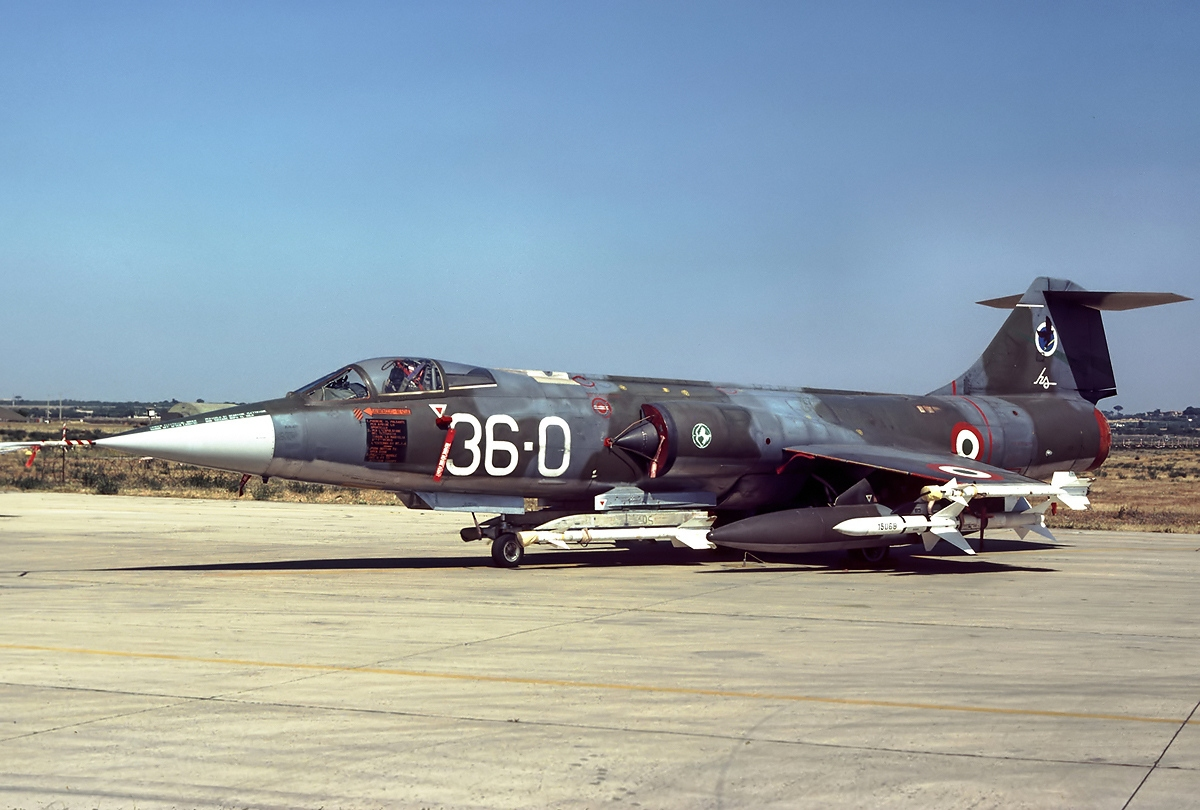
イタリア空軍のF-104S。空気取り入れ口下部（翼端同様にAIM-9サイドワインダーを装備）と、主翼下（AIM-7スパローを装備）にハードポイントが増設されている

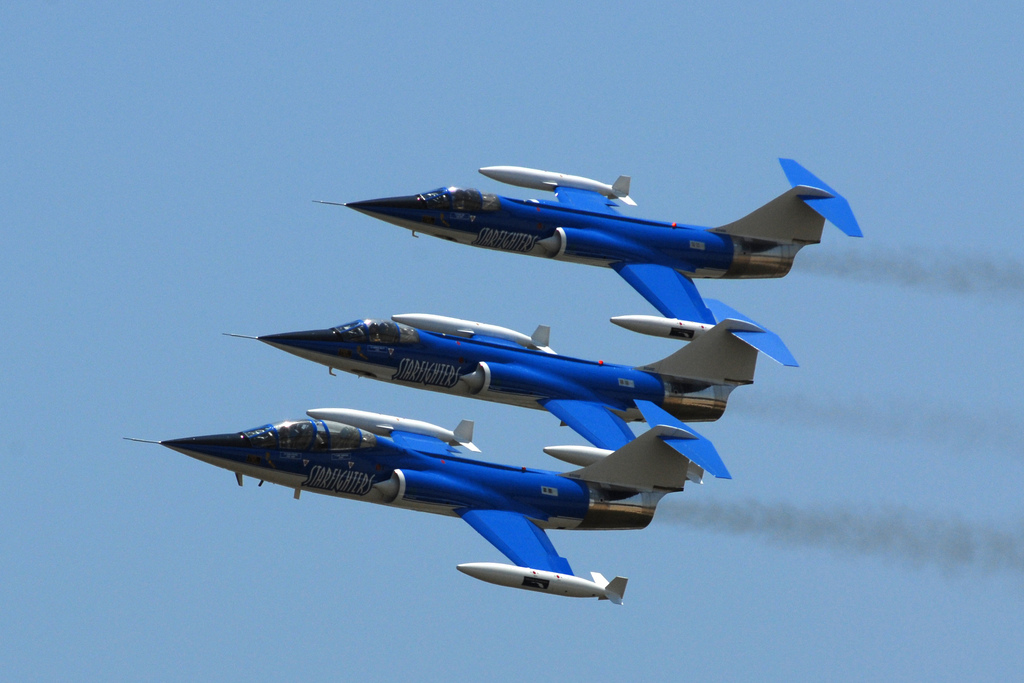
アメリカの民間曲技飛行チーム「スターファイターズ」が運用する、CF-104（上の2機）とCF-104D（下の1機）外見ではF-104G/TF-104Gとの見分けは殆どつかない

総生産機数はライセンス生産も含め2,578機にも及び、派生型も数多い。

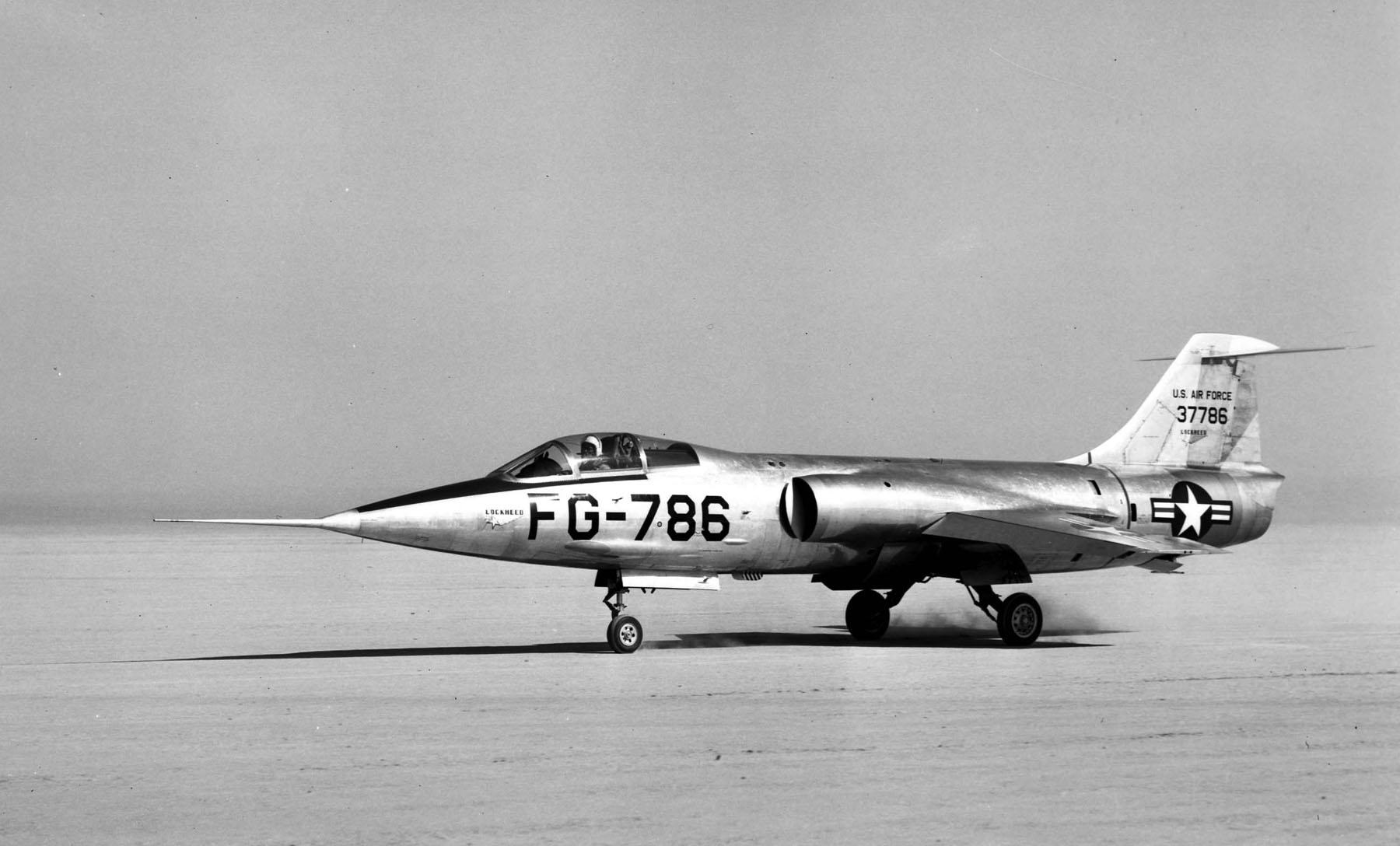
XF-104
試作機。ライトJ65エンジンを搭載した2機が製作された。
YF-104A
前量産型機として17機が各種試験用に製作された。
F-104A
初期生産型として153機が生産された。アメリカ空軍では1958年から1960年にかけて防空軍団（Air Defense Command）において運用され、さらに空軍州兵に移管されて1969年まで使用された。一部は、ヨルダンやパキスタン、中華民国へ輸出され、実戦に投入された。
NF-104A
宇宙飛行士訓練用の機体。1960年代当時、アメリカ空軍の航空宇宙研究パイロット学校(ARPS)における、空気の希薄な空間で過酸化水素ガスの分解ガスを噴射し姿勢制御するRCS(リアクション・コントロール・システム)の訓練用に、F-104Aを改造して3機が作られた。武装を降ろし、エンジン出力の上昇のためマッハコーンの先端を延長し、ノーズ先端と両主翼にRCSを計12個取り付け、重量増加による揚力の減少の対策に主翼を61センチ延長(これはRCS装着の取り付け位置確保に伴うものでもある)し、LR121/AR-2-NA-1ロケットエンジン（推力：26.7kN）1基を垂直尾翼基部に追加搭載している。36,830m（120,800ft）の高高度までの上昇能力がある。1963年12月10日、当時テストパイロットスクールの校長をしていたチャック・イェーガーがこの機体の3号機に搭乗中事故に遭遇したことは良く知られており、映画「ライトスタッフ」にも描かれている。
QF-104A
無人標的機。22機がF-104Aから改造された。

F-104B
A型の複座訓練型。26機製造。機銃を降ろし、機内燃料が減少している。数機がパキスタンとヨルダン、中華民国に供与された。
F-104C
改良型火器管制レーダー(AN/ASG-14T-2)を搭載した戦闘爆撃機型。アメリカ空軍戦術空軍（Tactical Air Command）向けに71機が製造された。機体中心線と翼下各2ヶ所の計5ヶ所のパイロンを持ち、機体中心線のパイロンにはMk28かMk43核爆弾を搭載できる。一個飛行隊（第476戦術戦闘飛行隊）は1965年から1967年の短期間、ベトナムに駐留し、F-105の爆撃行の護衛を行っていた。APR-25/26レーダー警戒装置を装備していたのにもかかわらず、撃墜戦果は無く、地対空ミサイルなどで9機が撃墜された。
F-104D
C型の複座訓練型。21機製造。後に一部の機体が中華民国に供与された。
F-104DJ
日本向けのD型（複座訓練型）J型と同じエンジンを搭載しているが、レーダーは搭載していない。20機が完成機輸入され、航空自衛隊で運用された。
F-104F
D型をベースとした複座訓練型。G型と同じエンジンを搭載しているが、レーダーや武装は搭載していない。30機が暫定的な訓練機として西ドイツ空軍に使われたが、1971年にはTF-104Gに更新され退役する。
F-104G
戦闘爆撃機型。ロッキード社のみならず、カナディア、メッサーシュミット/MBB、フォッカー、SABCA、フィアットでライセンス生産が行われ、合計1,122機が製造・輸出された。胴体と主翼および主脚を強化し、垂直尾翼を拡大、フラップを改良、さらには機内燃料タンクの容量を増加させている。空対空モードのほか空対地モードを備えたNASARR F15A-41Bレーダー、LN-3慣性航法装置を備えている。
RF-104G
G型を基にした戦術偵察型。ロッキード、フォッカー、フィアットの三社において合計189機が製造された。前脚収納室の直後の胴体前部に、通常3基のKS-67Aカメラを搭載しており、カメラ窓の部分が機体から下方に少し出っ張っているのが外見上の特徴。
偵察用カメラを収納するスペースを確保するために弾倉を下ろしているので、M61 20mmバルカン砲は搭載していないが、レーダーや慣性航法装置などのアビオニクスはF-104Gと全く変わりがないため、AIM-9サイドワインダーをはじめとする空対空・空対地兵装の運用能力はF-104Gと全く同等である。中華民国ではLOROP（長距離斜方撮影）システムを搭載した改造機を運用し「スターゲイザー(Stargazer)」と呼称した。
オランダ空軍とイタリア空軍のRF-104Gは後の改修により機体内蔵カメラを撤去し、胴体下部中心線のハードポイントにオルフェウス（Orpheus）写真偵察ポッドを装備することが可能となっている。オルフェウス写真偵察ポッドはF-104退役後も、それぞれF-16 とAMX に装備しての運用が継続されている。
TF-104G
G型の複座型。ロッキード社において220機が製造された。レーダーや慣性航法装置などは単座型のF-104Gと同等であるため戦闘自体は行えるが、機銃を搭載しておらず、機体下部にAIM-9サイドワインダーを装備できない上、機内燃料が減少しているため戦闘能力は限定的である。これには、ロッキード社がデモンストレーション用に保有していた社有機（L104L）があり、ジャクリーン・コクランによって1964年に女性の世界速度記録を出しているが、後にオランダ空軍に売却された。

F-104J
日本の航空自衛隊向けの迎撃戦闘機型。1962年から178機が三菱重工業によりライセンス生産された。機銃は、後期の機体は最初から装備しているものの、実は当初は標準装備でなかったようだ。初期の機体は装備しておらず、後に全機ではないものの改修で取り付けた。装備しなかった機体はその搭載スペースを増設タンクという燃料タンクに当てていた。そのほか、4発のサイドワインダー空対空ミサイルを搭載できるが、爆撃能力は持っていない。1995年退役。退役後に一部の機体は、無償供与を行った米国に返還されたが、その機体は台湾に供与されて使用された。
UF-104J
J型を無線で遠隔操作できるようにしたものでUF-104JAの試改修型という位置づけだった。1989年、2機が改修され当初はQF-104Jと呼ばれていた。武装などを撤去し、遠隔操作用の機器と重心を合わせるためのバラストが追加された。有人飛行が可能なように射出座席は残され、開発やパイロットの技量維持訓練に使用された。後に全機UF-104JAに改修された。
UF-104JA
無人標的機。UF-104Jからさらに射出座席を撤去し、無線による遠隔操作のみにしたもの。12機改修。のちにUF-104Jの2機もこの仕様に改修された。1997年全機任務を完了している。

F-104N
NASAの高速試験飛行チェイス機。G型の3機が提供され、1963年から使われている。
F-104S
イタリア空軍向けの迎撃戦闘機型で、従来のF-104の改良発展型である。246機がフィアット（後のアエリタリア）により製造され、イタリア空軍に205機導入されたほか、トルコ空軍も40機導入した。残りの1機は、メーカーでのテスト飛行中に墜落して失われた。
後述するロッキードの提案による改良型の、CL-1200ランサーのプランを取り入れたもの。一番の改良点はNASARR R-21G/Hレーダーに換装した事により、セミアクティブレーダーホーミングミサイルのAIM-7スパロー空対空ミサイルの運用を可能とした事である。但しその他の点では、後部胴体下部のベントラルフィンの左右に小型フィンを追加、エンジンをJ79-GE-19（推力52.80 kN）に換装、ハードポイントが4ヶ所（左右主翼の既存ハードポイントの外側と、左右空気取り入れ口の下側）増加と、比較的小規模の改良に留まっている。最高速度はマッハ2.4に達し、F-104のバリエーションとしては最速であるが、これはエンジンの耐熱限界の向上によるものである。なお、機銃は装備していない。
F-104S-ASA
イタリアの性能向上型。147機がF-104Sから改修された。周波数跳躍など対電子妨害能力、ルックダウン・シュートダウン能力が向上したフィアットFiat R21G/M1レーダー、新型のIFF（敵味方識別装置）、新型の火器管制装置（AIM-9Lサイドワインダーミサイル・セレニア アスピーデ ミサイルの使用可能）を搭載、また電子装置の小型化により機銃装備が復活している。
F-104S-ASA/M
F-104S-ASAの改修型。1998年より49機のF-104S-ASAと15機のTF-104Gが改修された。航法装置としてGPS、TACAN、Litton LN-30A2 INSが装備され、操縦席の計器が改良されている。機銃および爆撃関係の装備は取り外された。

CF-104
カナダで使用された戦闘爆撃機型。200機がカナディア（後のボンバルディア・エアロスペース）でライセンス生産された。機体の基本構造はF-104G/F-104Jと全く同一であるが、空対地モードのみを備えたNASARR R-24Aレーダーを搭載し、機銃を装備していない。ただし、機銃装備は1972年に復活。エンジンはJ79-GE-7をオレンダ・エンジンズでライセンス生産したJ79-OEL-7エンジン（推力：44.48kN/アフターバーナー時70.28kN）を搭載している。後に一部の余剰機がデンマーク、ノルウェー、トルコに譲渡された。
なお、カナディアではCF-104とは別に140機のF-104Gをライセンス生産しており、カナディア製のF-104Gはロッキード製のF/RF/TF-104Gと共にいったん米軍に納品されたのち、台湾、デンマーク、ノルウェー、スペイン、ギリシャ、トルコにMAP（Military Assistance Program）供与によって引き渡された。
CF-104D
CF-104の複座訓練型。ロッキードが38機生産し、オレンダ・エンジンズ製のJ79-OEL-7エンジンを搭載している。後に一部の余剰機がデンマーク、ノルウェー、トルコに譲渡された。

## 派生型
CL-1200ランサー
エンジンを F-111やF-14 にも搭載されたTF-30ターボファンエンジンに換装、主翼面積を2倍以上に拡大、問題があった水平尾翼のT字配置の改正、レーダーFCSを換装しAIM-7スパロー空対空ミサイルを運用可能にするなど、内容にはかなり変化があり、実質上は機首部分だけを流用した別機と呼んでよい。F-5A/B フリーダムファイターの後継機となる海外供与機や、空軍の軽量戦闘機（LWF）計画に応募するも、前者はF-5E/FタイガーII、後者はF-16 が採用され、いずれも不採用となっている。また、航空自衛隊を始めとするF-104を採用した国に対して後継機として売り込みを図ったが、ほとんど不採用に終わった。F-204とも呼ばれているが、上述の通りアメリカ軍で戦闘機として制式採用された実績は無く、これは正規の命名ではなく俗称であり、アメリカ軍から制式の命名はX-27という実験機としての番号であった。
U-2
型番、および一見しただけの外観は全く違うが、本機をベースとして開発された戦略偵察機である。

## 仕様（F-104G）
出典: Geschichte der Luftwaffe (2017年). “F-104G Starfighter” (ドイツ語). 2019年4月17日閲覧。
諸元
- 乗員: 1名（F-104FとTF-104Gは2名）
- 全長: 16.69 m（ピトー管は除く）
- 全高: 4.10 m
- 翼幅: 6.68 m（翼端増槽装着時は7.52 m）
- 空虚重量: 6,350 kg
- 最大離陸重量: 13,500 kg
- 動力: ゼネラル・エレクトリック J79-GE-11A（もしくはJ79-MTU-J1K） アフターバーナー付き軸流式ターボジェット
  - ドライ推力: 47.5 kN × 1
  - アフターバーナー使用時推力: 70.9 kN （） × 1

性能
- 最大速度: 2,450 km/h（マッハ2）  高度13,000m飛行時
- 巡航速度: 830 km/h
- 航続距離: 3,500 km  High-Low-Highミッション時
- 実用上昇限度: 15,420m
- 離陸滑走距離: m （ft）
- 着陸滑走距離: m （ft）

武装
- 固定武装: M61 バルカン×1門
- ロケット弾: 70mm空対地ロケット弾
- ミサイル: AIM-9Bサイドワインダー AAM
- 爆弾: 最大2,000kgまでの無誘導爆弾、クラスター爆弾、戦術核爆弾